# مسجد السلطان المؤيد شيخ
مسجد السلطان المؤيد شيخ أو مسجد المؤيد أو المسجد المؤيدي هو أحد المساجد الأثريّة الشهيرة بالقاهرة، ويوصف بأنه فخر مساجد عصر المماليك الجراكسة. بدأ بناؤه سنة 818هـ/1415م بأمر السلطان المؤيد أبي النصر سيف الدين شيخ بن عبد الله المحمودي الظاهري أحد حكام الدولة المملوكية خلال عصر المماليك الجراكسة وكان قبل أن يعتلي كرسي السلطنة أحد أمراء السلطان الظاهر سيف الدين برقوق، وتوفي المؤيد شيخ في 8 محرم 824هـ/1421م وكانت قبة المسجد لا تزال تحت الإنشاء، وانتهى العمل بها في رمضان 824هـ/1421م، وإلى ذلك الوقت كان كثير من ملحقات المسجد لم يشرع في بنائها كما هو مخطط مثل القبة القبلية وبيوت الصوفية بالخانقاه. وفي المسجد ضريحين تحت القبة، أحدهما للسلطان المؤيد شيخ، والآخر لأبنائه الصارمي إبراهيم والمظفر أحمد وأبي الفتح موسى.
كان موقع المسجد قديماً سجناً عرف باسم «خزانة شمائل»، ويقع حالياً بالسكرية بمنطقة الدرب الأحمر التابعة لحي وسط القاهرة. وللمسجد أربع حدود، يطل حده الجنوبي الشرقي على شارع المعز لدين الله وبه الواجهة الرئيسية والمدخل، ويطل حده الشمالي الشرقي على شارع الأشرقية، وحده الشمالي الغربي به الميضأة ومساكن الطلبة، وحده الجنوبي الغربي يطل على شارع تحت الربع «شارع أحمد ماهر حالياً»، بينما الزاوية الجنوبية للمسجد متداخلة مع البرج الغربي لباب زويلة. ويجاور المسجد عدة مساجد أثرية أخرى مثل مسجد الصالح طلائع، وزاوية الناصر فرج بن برقوق.:187:23

## المنشئ
أمر بإنشاء المسجد السلطان الملك المؤيد أبو النصر سيف الدين شيخ بن عبد الله المحمودي الظاهري الجركسي الأصل. لُقب المؤيد شيخ بالمحمودي نسبة إلى أستاذه الخواجة محمود شاه اليزدي، ولُقب بالظاهري نسبة إلى الظاهر برقوق الذي اشتراه واعتنى به، وكني بأبي النصر للدلاله على أنه منصور في كل تحركاته وأن النصر لا يفارقه. وهو السلطان التركي الثامن والعشرون الذي يحكم مصر والرابع من الجراكسة وأولادهم. ولد المؤيد شيخ سنة 770هـ/1368م تقريباً، وقدم القاهرة سنة 782هـ/1381م وعمره اثنتا عشرة سنة، فاشتراه الخواجة محمود شاه اليزدي تاجر المماليك، الذي باعه إلى الظاهر برقوق وكان وقتئذ أتابكاً للعسكر، فأعتقه وعنى بتربيته وتعليمه فنون الحرب من فروسية واللعب بالرمح ورمي النشاب والضرب بالسيف والمصارعة.:ج4ص95:97:ج1ص207:64
تدرج المؤيد شيخ في المناصب حتى رقي في دولة الظاهر برقوق إلى خاصكي ثم ساقياً إلى أن أنعم عليه بإمرة عشرة ثم نقل إلى طبلخاناة، ثم سار سنة 801هـ بالحج كأمير حاج المحمل وعاد وقد مات الظاهر برقوق، فأنعم عليه من بعده بإمرة مائة وتقدمه ألف بالديار المصرية، وفي سنة 802هـ عُيِّن نائباً لطرابلس إلى أن أُسِر عند اقتحام تيمورلنك للشام ثم أطلق سراحه وعاد إلى مصر ثم أُعِيد إلى نيابة طرابلس مرة أخرى حتى نُقِلَ إلى نيابة دمشق. ومع وقوع الفتنة بين الأمراء الظاهرية وبين ابن أستاذهم السلطان الناصر فرج بن برقوق، قدم المؤيد شيخ إلى مصر، وبعد القبض على الناصر فرج بن برقوق وقتله، ساعدته الأقدار وحسن تدبيره على أن يعتلي كرسي السلطنة سنة 815هـ/1412م. وفي سنة 823هـ/1420م توفي الصارمي إبراهيم ابن السلطان المؤيد، وقيل أنه قتل مسموماً بالزرنيخ بعلم والده، بعد أن زرع كاتب السر ابن البارزي الضغينة في قلب السلطان تجاه ولده لخلافات بين ابن البارزي والصارمي، وندم السلطان على ذلك وشهد الصلاة عليه ودفنه بالمسجد المؤيدي. وفي سنة 824هـ/1421م توفي السلطان المؤيد بعد أن اشتد عليه المرض ودفن بجوار ابنه بالقبة البحرية بالمسجد، بعد أن حكم ثمان سنوات.:ج4ص95:97:ج1ص207
اتصف السلطان المؤيد بالشجاعة والإقدام وحبه لأهل العلم وتبجيله للقضاة، وكان يميل إلى الترك ويقدمهم، وكانت أفعاله في وجوه البر كثيرة، وكان مغرماً بالعمارة فأنشأ منارة بالأزهر وجدد مسجد المقياس وأنشأ الخانقاه الخروبية وكذلك أنشأ عدة مساجد وأسبلة ومكاتب وعمائر أخرى بمصر والشام، لم يبقَ منها سوى بقايا سبيل ومصلى بالقلعة والبيمارستان بالمحجر والحمام بشارع تحت الربع والمسجد المؤيدي، إلا أنه وصف أيضاً بالبخل وبعض الهنات.:ج4ص95:97:ج1ص207

## المهندس
عين السلطان المؤيد شيخ «بدر الدين بن محب الدين الاستادار» مشرفاً على البناء، ثم عين «الأمير ططر» بوظيفة «شاد العمارة»، وكان ذلك المنصب يختار صاحبه من بين العارفين بأمور الهندسة والبناء وذوي الأمانة والصدق وحسن السياسة، وكان من واجبه أن يحرص على مصالح الوقف والمستحقين وأن يجدد ويصلح مباني الوقف، وأن يشرف على أرباب الصناعات المختلفة في العمائر ويحثهم على العمل. وتولى «بهاء الدين محمد بن البرجي» النظر على العمارة، وكان المؤيد يمر بنفسه بين الحين والآخر لمتابعة أعمال البناء. ومن البنائين المشاركين في أعمال العمارة «محمد بن القزاز» الذي تولى إقامة المنارتين الشرقية والغربية.:24:29:ج1ص209:ج1ص213

## التاريخ

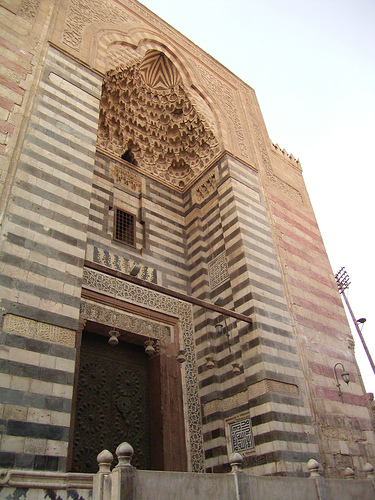
مدخل المسجد وبه الباب المنقول من مدرسة السلطان حسن

كان موقع المسجد قديماً سجناً عُرف باسم «خزانة شمائل»، سُجن فيه المؤيد شيخ مدة من الزمن وقت أن كان أميراً لأسباب اختلف حولها المؤرخون، وعانى فيه من شدائد عدة، فنذر إلى الله إن نجا من محنته وخرج من السجن أن يبني مكانه مسجداً، فلما وُلي ملك مصر وفي بنذره وشرع في بناء المسجد، فاشترى قيسارية الأمير سنقر الأشقر وعدة دور وحارات مجاورة للسجن وهدمها جميعها، وفي 4 جمادى الآخرة 818هـ/1415م بدأ حفر الأساسات، أما البناء فبدأ في 5 صفر 819هـ/1416م، وفي 17 ربيع الأول 819هـ أشهد السلطان على نفسه أنه وقف هذا المسجد لله تعالى، ووقف عليه عدة مواضع بمصر والشام. في شعبان 819هـ نقل الباب النحاس الكبير من مدرسة السلطان حسن مع التنور النحاس ودفع ثمنهما 500 دينار، وعلل البعض عملية النقل تلك بأن هذا الباب لم يكن منتفعاً به بسبب سد باب المدرسة في عهد السلطان برقوق، وقيل أنه نقل بناءً على اقتراح المهندسين، وفي نظير ذلك وقف على مدرسة السلطان حسن قرية قها بالقليوبية. وإلى شهر ذي الحجة 819هـ/1417م بلغت النفقات أربعين ألف دينار ولم ينته المسجد بعد، ونقل إليه مكتبة كبيرة كانت بالقلعة، وكذلك خمسمائة مجلد أهداها له كاتب السر ناصر الدين محمد البارزي وافتتحها في محرم 820هـ/1417م، وفي 2 جمادى الأولى 820هـ/1417م أقيمت به صلاة الجمعة ولم يكتمل منه سوى إيوان القبلة. وفي 5 رمضان 820هـ/1417م هدمت الأماكن اللازمة لبناء الميضأة بشارع تحت الربع، وتمت عمارتها في شوال 820هـ/1417م، وبلغت النفقات إلى آخر رمضان 820هـ/1417م نحو سبعين ألف دينار. فيما قام السلطان المؤيد بتعيين المدرسين للمسجد في جمادى الأولى 822هـ/1419م لتدريس المذاهب الأربعة والحديث والقراءات والطب وذلك بينما لا تزال العمارة مستمرة بالمسجد. في 21 شوال 822هـ/1419م احتفل بافتتاح المسجد ولم يكتمل آنذاك بناء القباب بعد، وأمر السلطان المؤيد بإعداد سماط عظيم وأن تملأ فسقية الصحن بالسكر، وأنعم على الخطيب والمدرسين بحضور كبار رجال الدولة وابنه الصارمي إبراهيم. ولما مات الصارمي إبراهيم في 22 جمادى الآخرة 823هـ/1420م دفن بالقبة البحرية وهي تحت الإنشاء، ولحق به أبوه السلطان المؤيد في 8 محرم 824هـ/1421م ودفن أيضاً بالقبة البحرية قبل أن تكتمل، واستمر العمل بتلك القبة حتى اكتملت في رمضان 824هـ/1421م، وإلى ذلك الوقت كان كثير من ملحقات المسجد لم يشرع في بنائها كما هو مخطط مثل القبة القبلية وبيوت الصوفية بالخانقاه.:ج1ص208:209:154:155

## التصميم
للمسجد أربع إيوانات أو وجهات جددت ثلاثة منها حديثاً على نفس طرازها القديم، أما الوجهة الرابعة الرئيسية الشرقية فهي التي لا تزال محتفظة بتفاصيلها الأثرية القديمة، وهي وجهة كبيرة شاهقة حليت أعتاب شبابيكها ومزرراتها بالرخام، وغطي كل شباكين بمقرنص واحد. وفي الطرف البحري من هذه الوجهة المدخل العمومي، وهو مدخل شاهق له سلم مزدوج من الرخام مكْسوّ بالرخام الملون ومُغطّى بالمقرنصات وله مسطبتان طويلتان بهما مزررات رخامية، وكتفا المدخل من قطعتين كبيرتين من الجرانيت الأحمر المرقط يحملان عتباً مكسوّ بالرخام، ويحيط بالمدخل إفريز من الرخام مقسم إلى دوائر ومسدسات مطعمة باللونين الفيروزي والأحمر، وركب بالمدخل باب مكون من مصراعين من الخشب المغشى بالنحاس نقل إليه من مدرسة السلطان حسن وهو من أنفس الأبواب الأثرية وأكبرها إذ يبلغ ارتفاعه 6 متر، ويؤدي الباب إلى دركاة لها سقف شاهق على هيئة مصلبة حجرية يكتنفها عقود بها مقرنصات.:ج4ص98:100:ج1ص210:213
وعلى يمين ويسار الدركاة بابان يؤدي الأيمن منهما إلى طرقة مفروشة بالرخام تنتهي إلى باب يؤدي إلى مؤخر الإيوان الشرقي، ويؤدي الباب الأيسر إلى قبة شاهقة مبنية بالحجر حُلّي سطحها بزخارف دالية، وبها قبران يرقد بأحدهما الصارمي إبراهيم، والمظفر أحمد، وأبو الفتح موسى وهم أبناء السلطان المؤيد، وعليه أجزاء من تركيبة رخامية، فيما يرقد بالقبر الثاني السلطان المؤيد شيخ وعليه أيضاً تركيبة رخامية بها كتابات بالخط الكوفي القديم ويحيط بها مقصورة خشبية، وللقبة بابان رُكِّب لكل منهما مصراعان طعما بالسن والزرنشان.:ج4ص98:100:ج1ص210:213:84:84
أما الإيوان الشرقي فهو المحتفظ بحالته ولم تتهدم أجزاؤه، وبه توجد بدائع الفنون، حيث تغمره الزخارف من الأرض إلى السقف، كُسِيَ جداره الشرقي بالرخام الملون إلى ارتفاع المحراب الذي تعلوه دائرة من رخام بها دوائر وتواشيح، ويتوسط هذا الجدار محراب مكسو بالرخام حُلّي بالألوان والنقوش، ويكتنفه عمودان أحمران لهما تيجان عربية مذهبة، وبجواره منبر كبير مطعم بالسن والزرنشان، كما طُعّمت حشوات الدرابزين وذهبت أجزاء كبيرة منه، وقد أمر السلطان المؤيد سنة 819هـ/1416م بأن ينزل الخطباء يوم الجمعة درجة عن سلم المنبر ثم يدعون للسلطان، حتى لا يكون ذكره في الموضع الذي يذكر فيه اسم الله ورسوله. وبسقف الإيوان زخارف خشبية راقية، وفي مؤخر الإيوان دكة المبلغ وهي من رخام وقائمة على ثمانية عمد رخامية ونقشت وذهبت جوانبها.:ج4ص98:100:ج1ص210:213
وقد انتهز مهندس المسجد فرصة وجود باب زويلة ملاصقاً للمسجد فاتخذ من بدنتيه قاعدتين لمنارتين، وهما رشيقتان لكل منهما ثلاث دورات أو طوابق حليت بالكتابات والنقوش، يتكون الطابق الأول من شكل مثمن يقوم على قاعدة مربعة وزخرفت أضلاع المثمن بحنيات مستطيلة، والطابق الثاني مكون من مثمن زخرفت أضلاعه بخطوط متعرجة، أما الطابق الثالث فيتكون من جوسق ذي ثماني أعمدة رشيقة تحمل شرفة مثمنة ترتكز على دلايات، ويعلو الطابق الثالث خوذة على شكل كمثري يعلوها هلال نحاسي. بدأ العمل بالمنارة الشرقية في رجب 822هـ، فيما بدأ العمل بالمنارة الغربية في شعبان 823هـ.:ج4ص98:100:ج1ص210:213

## الترميم
دب التلف سريعاً إلى هذا المسجد على خلاف حال المساجد المعاصرة له التي احتفظت بتفاصيلها، ويعزو بعض المؤرخين ذلك إلى مهاجمة المسجد سنة 1076هـ/1665م حين أمر عمر باشا حاكم مصر بعد استفتاء العلماء بضرب المسجد بالمدافع، لإخراج المتحصنين به من الزرب وهم جماعة من الطغاة الفاسدين وقتئذ، فصوب العسكر اثني عشر مدفعاً نحو المسجد إلى وقت العصر، فاستسلم المتحصنين وفتحوا الأبواب وقبض عليهم وقتلوا. وفي سنة 1102هـ/1690م قام بعمارة المسجد أحمد باشا والي مصر. وفي سنة 1254هـ جدد المسجد إبراهيم خادم فقراء كلشني. وفي القرن التاسع عشر الميلادي كان المسجد قد وصل إلى أسوأ حالاته، فعاينه مسيو بسكال كوست، ومسيو مهرن ونقل كتاباته سنة 1872م وذكر أن المسجد متخرب عدا الإيوان الشرقي. وفي عهد الخديوي إسماعيل جددت وزارة الأوقاف وجهات المسجد الثلاث المتهدمة القبلية والبحرية والغربية في المدة من سنة 1870م إلى 1874م. وفي سنة 1881م عاينت لجنة حفظ الآثار العربية المسجد فوجدته متداعياً وقد فقد إيواناته عدا صَفّي عمد بالإيوان الشرقي كانا على وشك السقوط، ورخام الجدار الشرقي للمحراب مشوه، والقبة بحاجة إلى إصلاح، والمنارتان جزؤهما العلوي مفقود، فقامت اللجنة منذ ذلك التاريخ بالحفاظ على البقايا الأثرية، وأزالت الدكاكين التي كانت بالوجهة الشرقية، وقومت العمد وركبت عمد جديدة، وأصلحت سقفي الرواقين وكذلك المدخل والباب الرئيسي، كما أصلحت دكة المبلغ، وكملت المنارتين، وأنشأت الرواق الثالث المشرف على الصحن، كما عملت قبة الوضوء بالصحن وأصلحت المنبر وأبواب القبة، وفي حديقة المسجد لوحة تاريخية تشير إلى تعميره سنة 1302هـ/1884م في عهد الخديوي توفيق.:ج1ص214
في مايو 2000 بدأت وزارة الثقافة متمثلة بالمجلس الأعلى للآثار عملية ترميم شاملة للمسجد كلفت بها شركة وادي النيل للمقاولات. تضمن مشروع الترميم إزالة العقود الخرسانية التي أُقيمت داخل المسجد بالمخالفة للأصول الأثرية السليمة، وإعادة إنشاء الإيوانات الثلاثة المتهدمة بنفس شكل وطريقة بناء إيوان القبلة الشرقي، لتزداد بذلك مساحة المكان المخصص للصلاة من 735 متر² إلى 2750 متر²، كما تضمنت الأعمال إزالة 50 إشغالاً تجارياً وإشغال حكومي واحد. وفي يوليو 2006 افتتح المسجد رئيس الوزراء أحمد نظيف بعد انتهاء أعمال التطوير الترميم التي استغرقت سبع سنوات تقريباً بتكلفة إجمالية 14 مليون جنيه. وفي عام 2016 اكتملت عملية ترميم لمنبر المسجد وجدار القبلة كانت قد بدأت في عام 2012 على مراحل، واشتملت عملية ترميم المنبر على إعادة قطع حشوات أصلية حاول أحد اللصوص سرقتها وأمسك به الأهالي وسلموه للشرطة، واستعين بقطع أخشاب جديدة من نفس النوع لتعويض بعض القطع التي كانت حالتها سيئة وشبه مدمرة نتيجة السرقة، ونُظّف المنبر كله وحقن بعض الأجزاء فيه وإصلاح أخطاء قديمة في الترميم السابق للمنبر، وأُعيد إظهار وتنظيف جدار المنبر والقبلة وما به من زخارف ورسوم، وإعادة نحت شباكين من الجبس كانا ضمن 7 شبابيك من المسجد تضررت بشدة بسبب انفجار مديرية أمن القاهرة.

## سرقة المحتويات
تعرض باب مسجد المؤيد شيخ الذي يعد تحفة فنية ويعود أصله إلى مسجد السلطان حسن للسرقة عدة مرات تمثلت المرة الأولى في سرقة كندة من الطبق النجمي بالمصراع الأيسر وجزء من الشريط السفلي بنفس المصراع، والمرة الثانية كانت بسرقة كندة الأجزاء النحاسية البارزة في حشوات الأبواب من الطبق النجمي السفلي وكندتين من الطبق النجمي بالمصراع الأيسر، وكذلك سرقة حشوات بجانب الطبق النجمي السفلي للمصراع الأيمن، وأيضاً سرقة الشريط السفلي للباب بالكامل وهو الذي سبق سرقة جزء منه، أما المرة الثالثة فسرق فيها الطبق النجمي السفلي بالمصراع الأيسر، والمرة الرابعة سرق فيها كندة الطبق النجمي السفلي بالمصراع الأيمن.

## أقوال مأثورة

منارتي مسجد المؤيد شيخ فوق باب زويلة مرسومة على عملة مصرية ورقية "غير متداولة" فئة 100 جنيه

- وصف المؤرخُ السخاوي المسجدَ بقوله: «قيل أنه لم يعمر في الإسلام أكثر منه زخرفة ولا أحسن ترخيماً بعد الجامع الأموي»[6]:ج1ص207
- ووصفه المؤرخ المقريزي بقوله: «فهو الجامع الجامع لمحاسن البنيان، الشاهد بفخامة أركانه وضخامة بنيانه أن منشئه سيد ملوك الزمان. يحتقر الناظر له عند مشاهدته عرش بلقيس وإيوان كسرى أنوشروان، ويستصغر من تأمل بديع أسطوانه الخورنق وقصر غمدان»[6]:ج1ص207:208
- ووصفه السلطان سليم بقوله: «هذه عمارة الملوك»[6]:ج1ص208

## التكريم
بما أن مسجد المؤيد شيخ من الآثار المصرية ذات الطراز الخاص، وكنوع من الاهتمام بالمعالم السياحية والأثرية، فقد زُيِّن وجه العملة الورقية المصرية فئة 100 جنيه برسم لمنارتي المسجد فوق باب زويلة في إصدارات قديمة كانت تطبع خلال الفترة من 1 مارس 1921 إلى 3 أبريل 1945، فيما كان يحمل ظهر الورقة صورة لمركب شراعي في نهر النيل.

## معرض صور

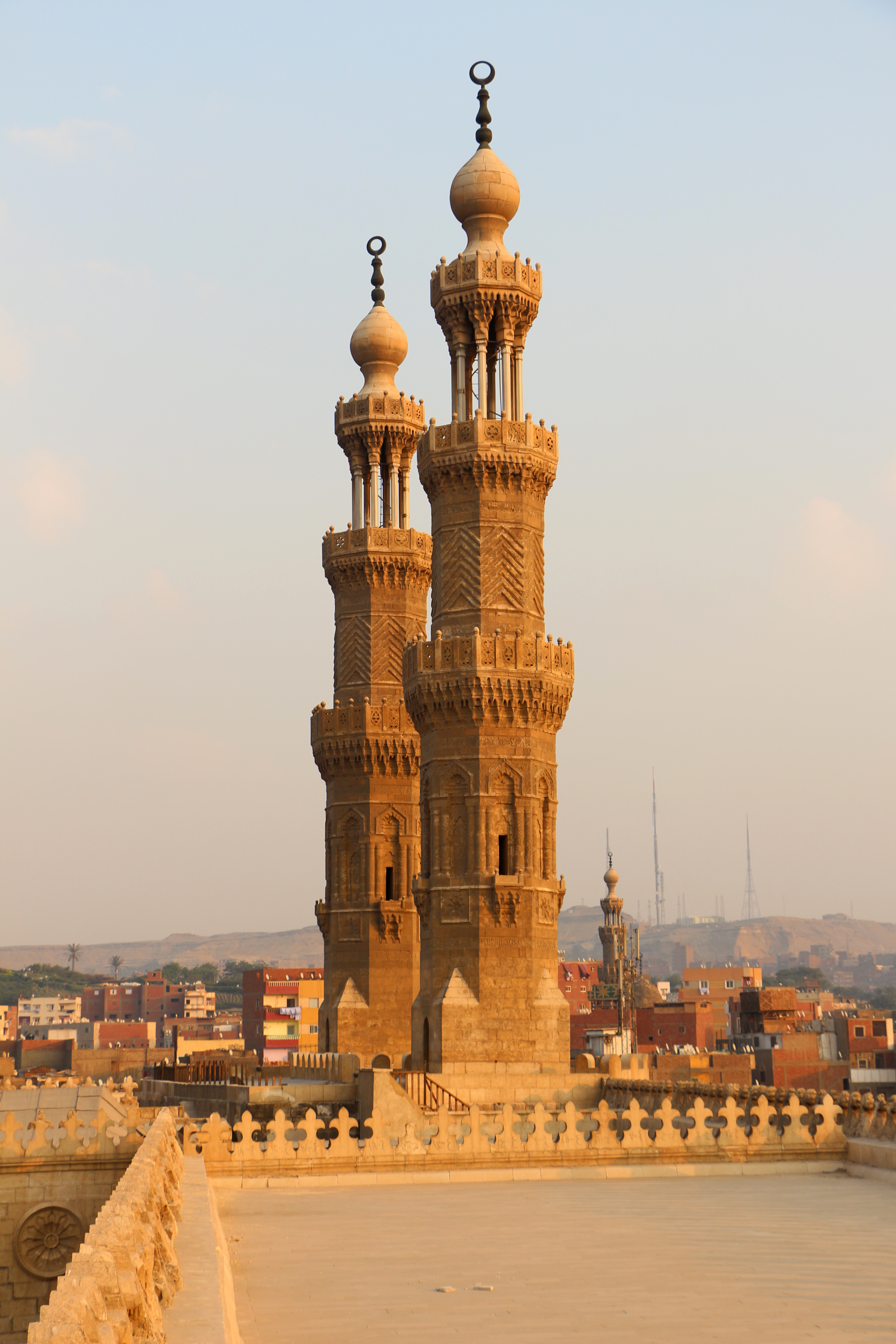
منارتي المسجد فوق باب زويلة
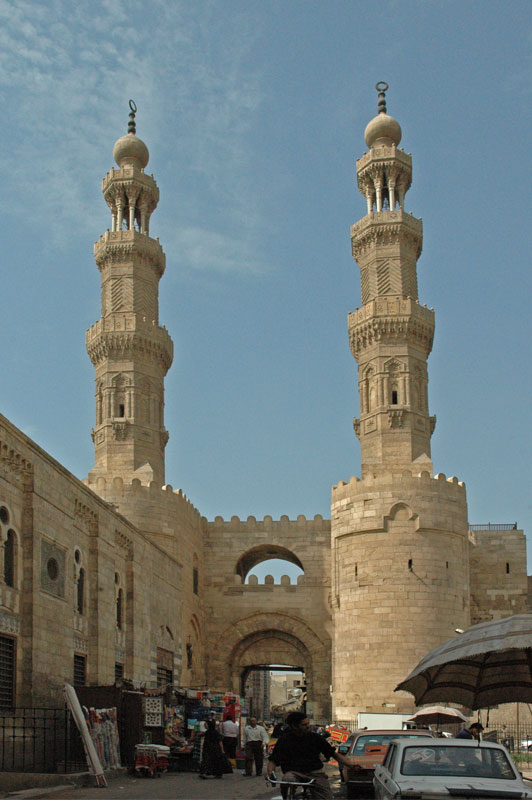
منارتي المسجد فوق باب زويلة
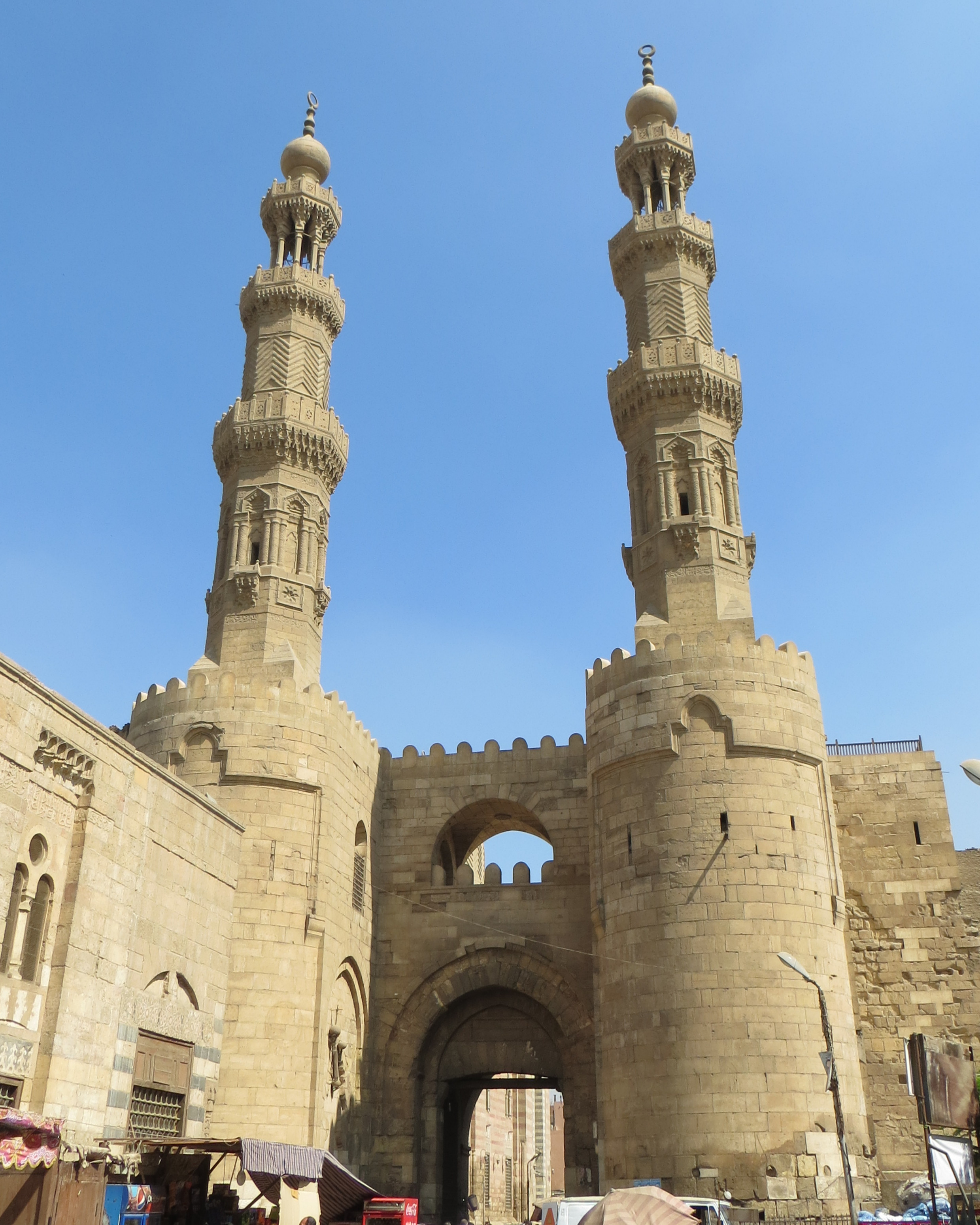
منارتي المسجد فوق باب زويلة
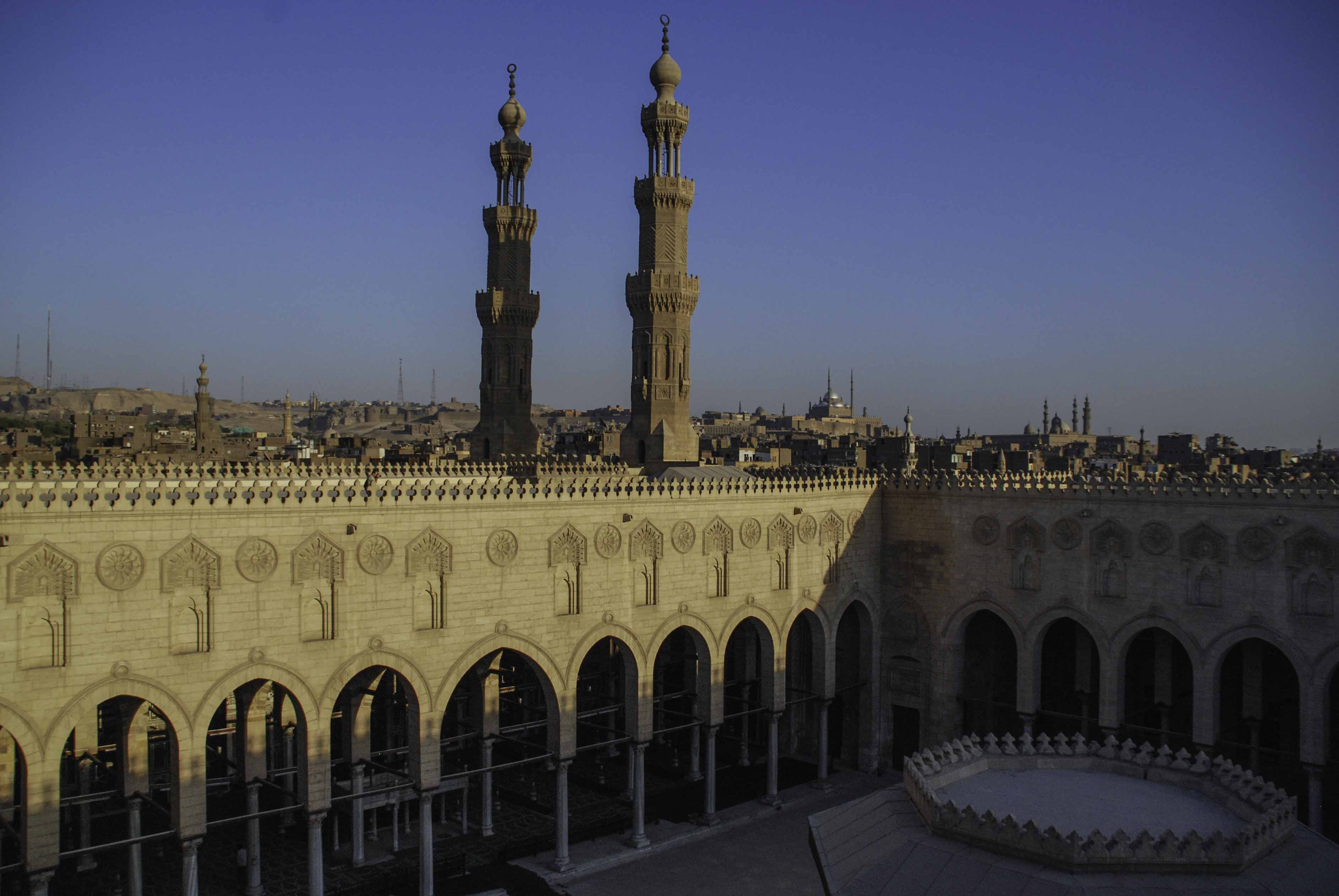
منارتي المسجد
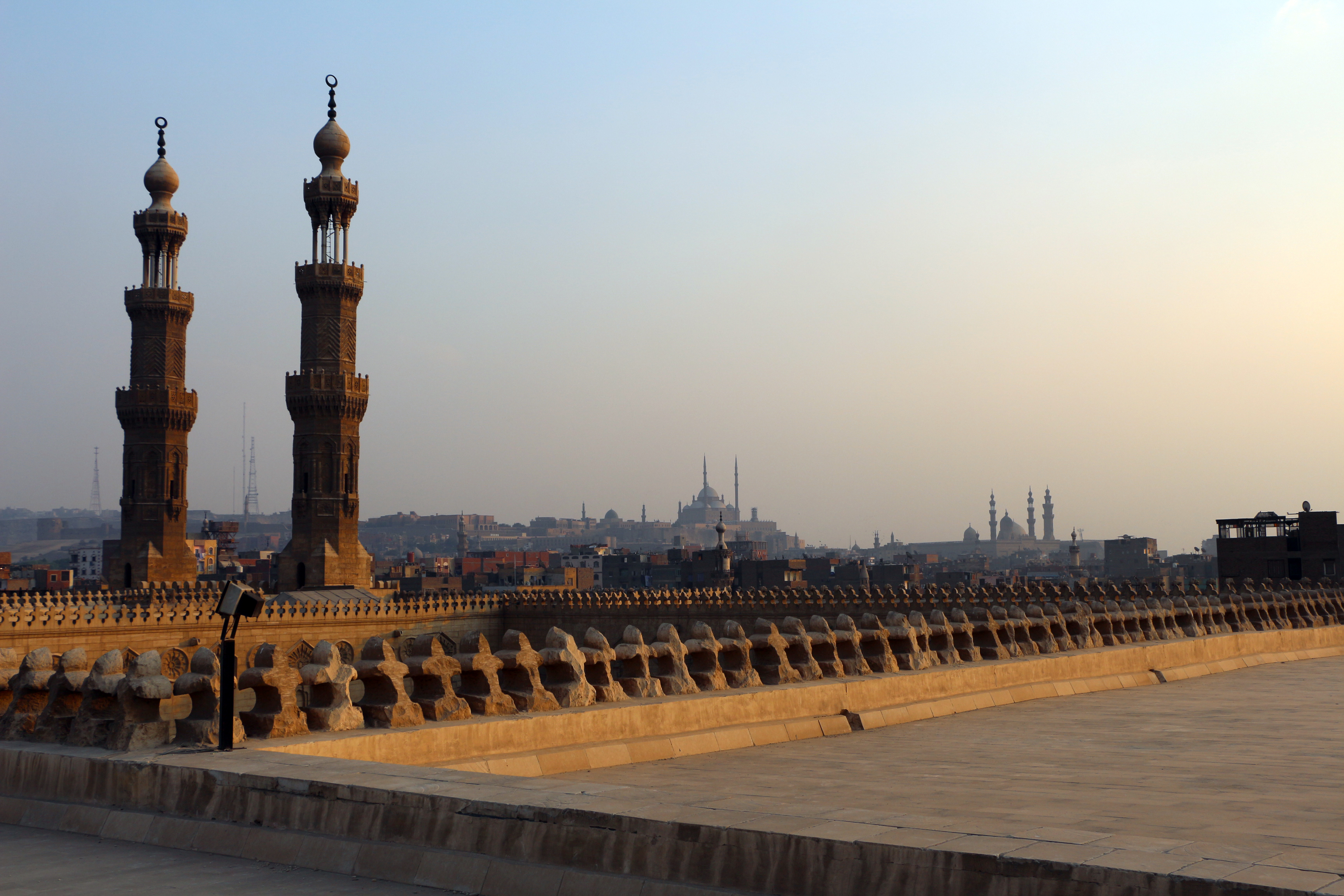
منارتي المسجد
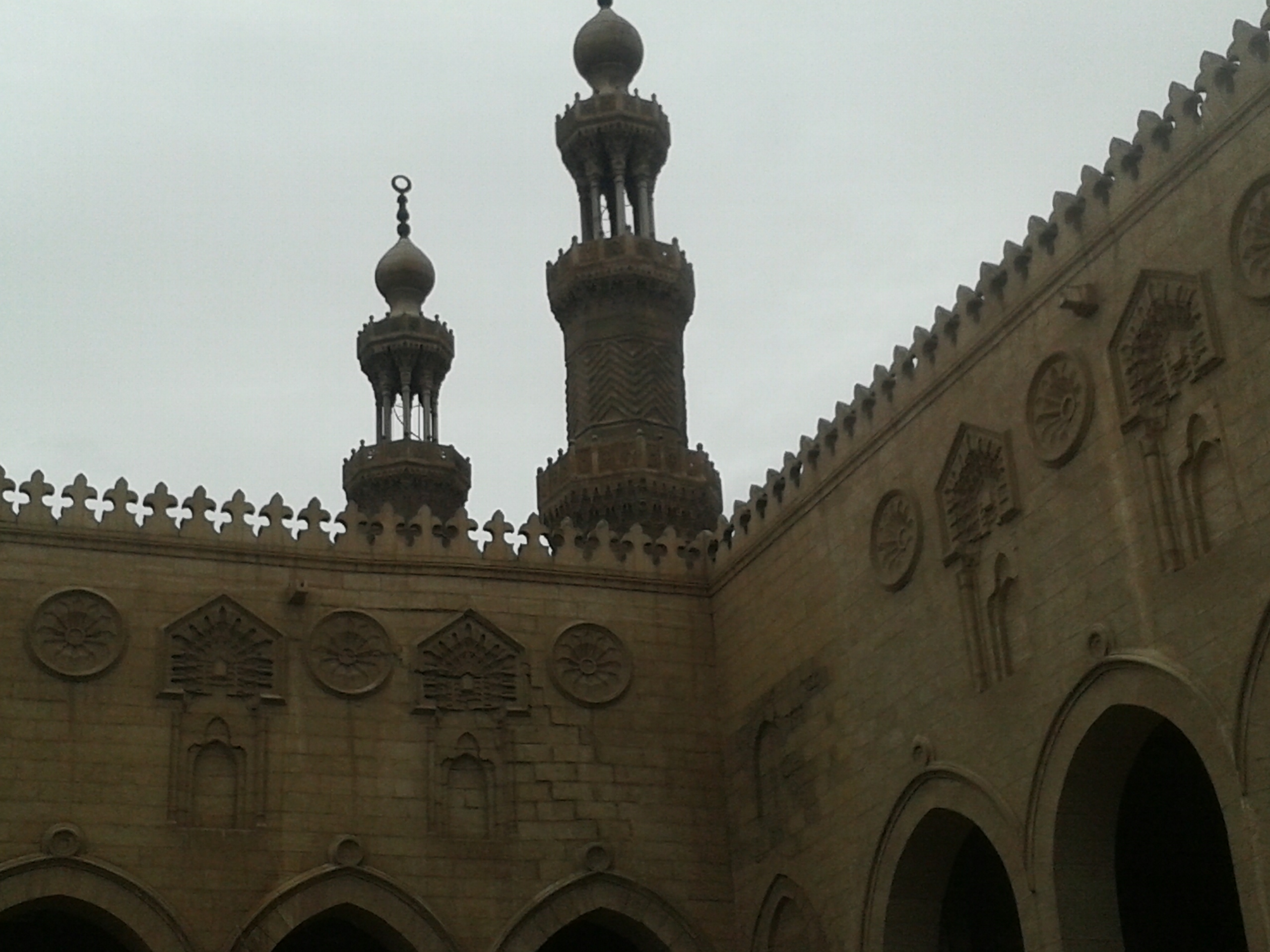
منارتي المسجد
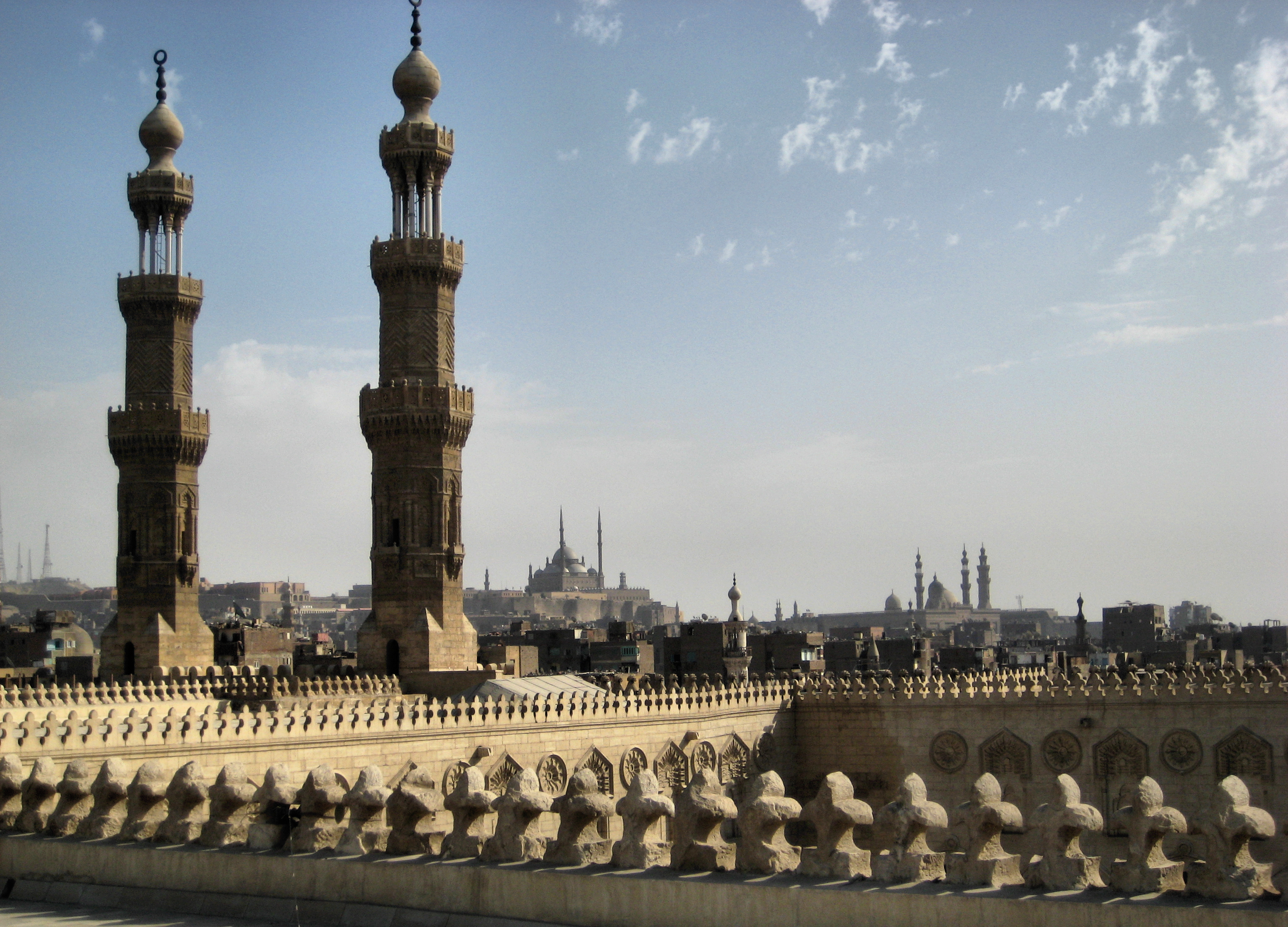
منارتي المسجد
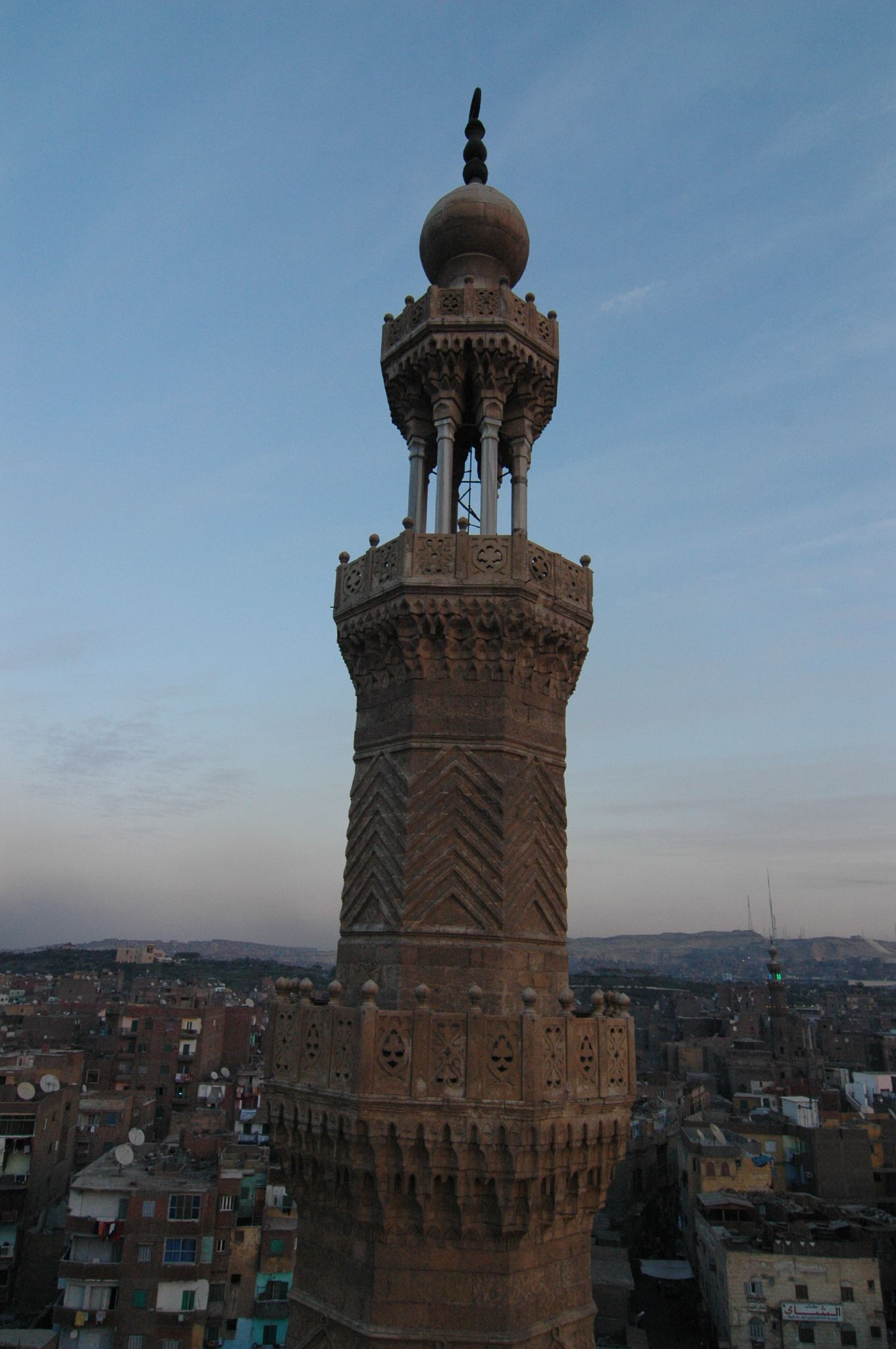
أحد منارتي المسجد
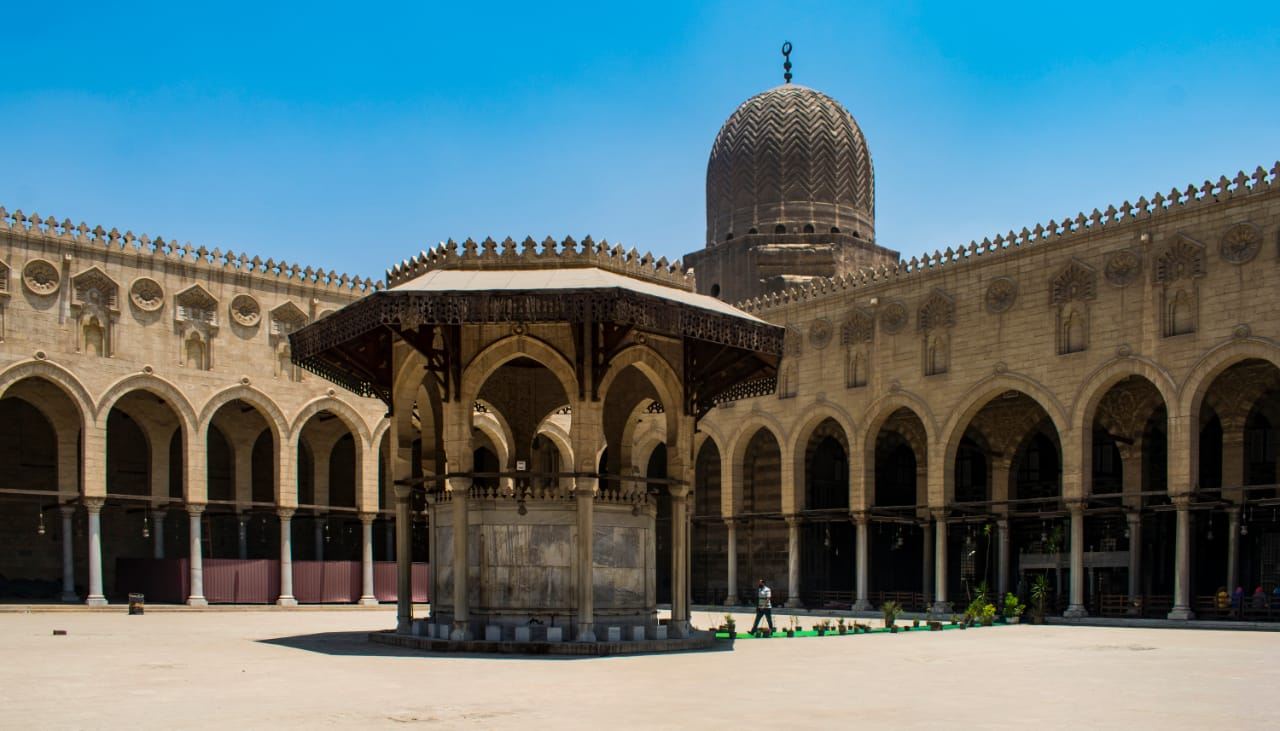
الصحن المكشوف تتوسطه الفسقية
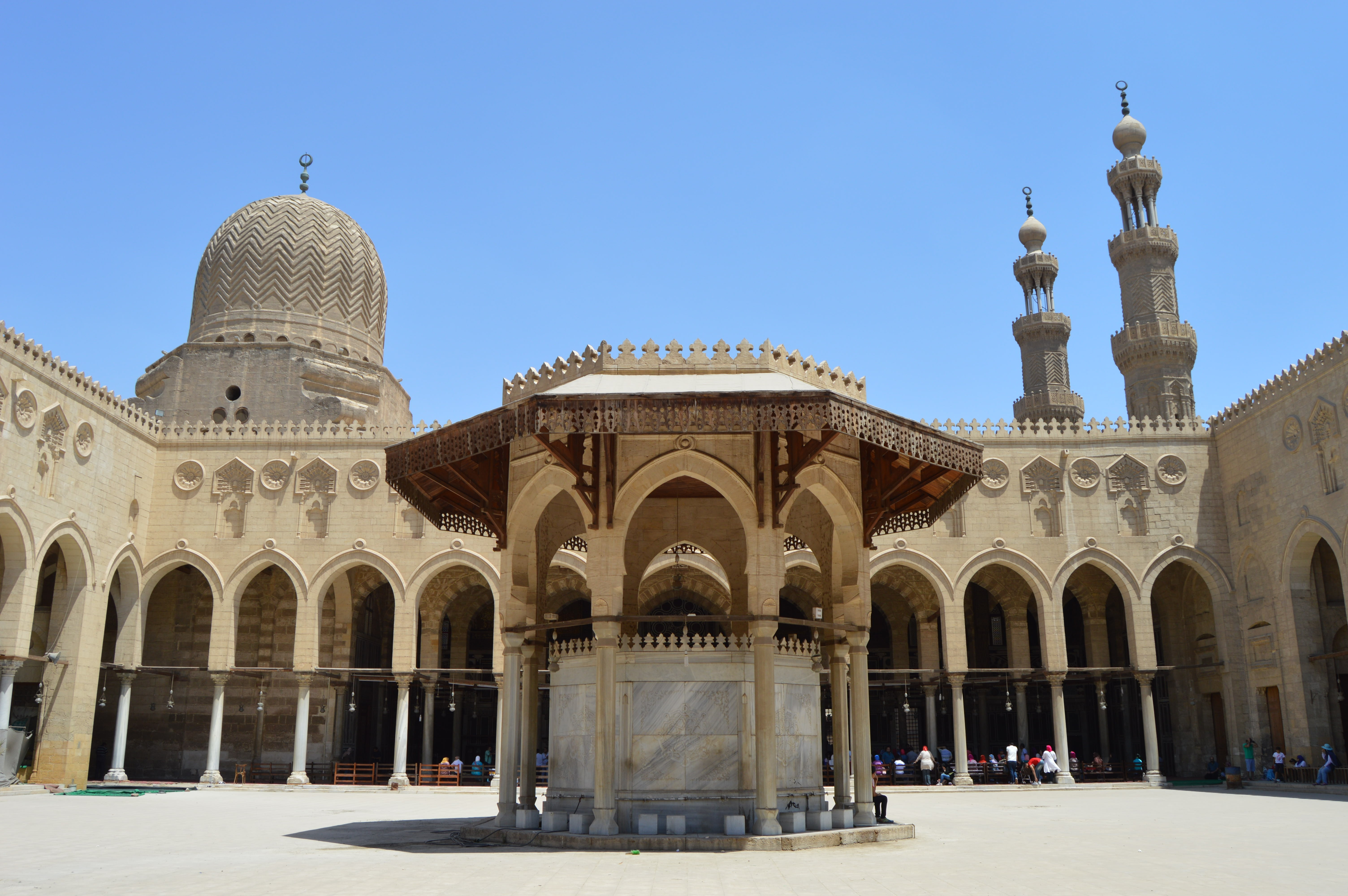
الصحن المكشوف تتوسطه الفسقية
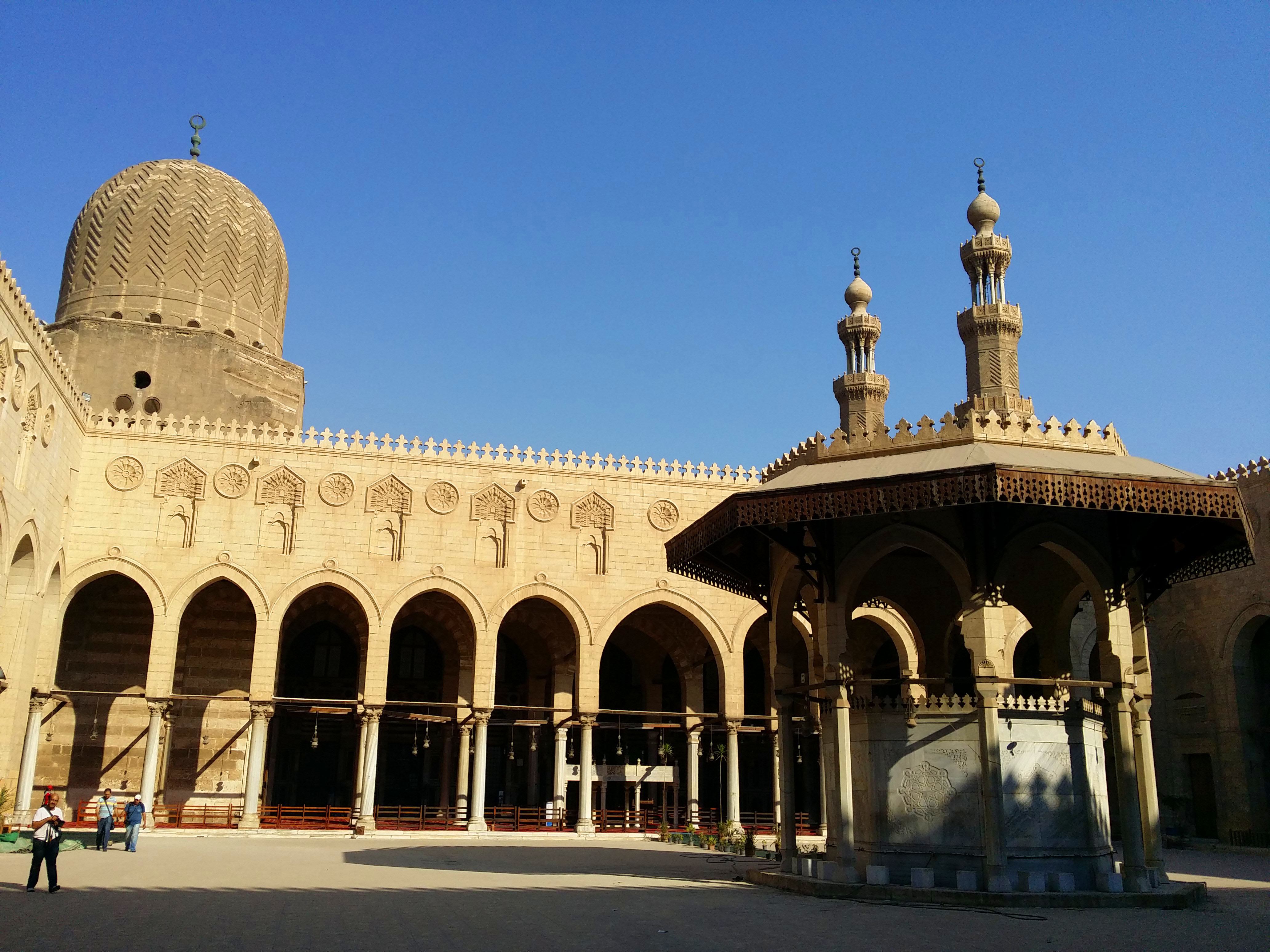
الصحن المكشوف تتوسطه الفسقية
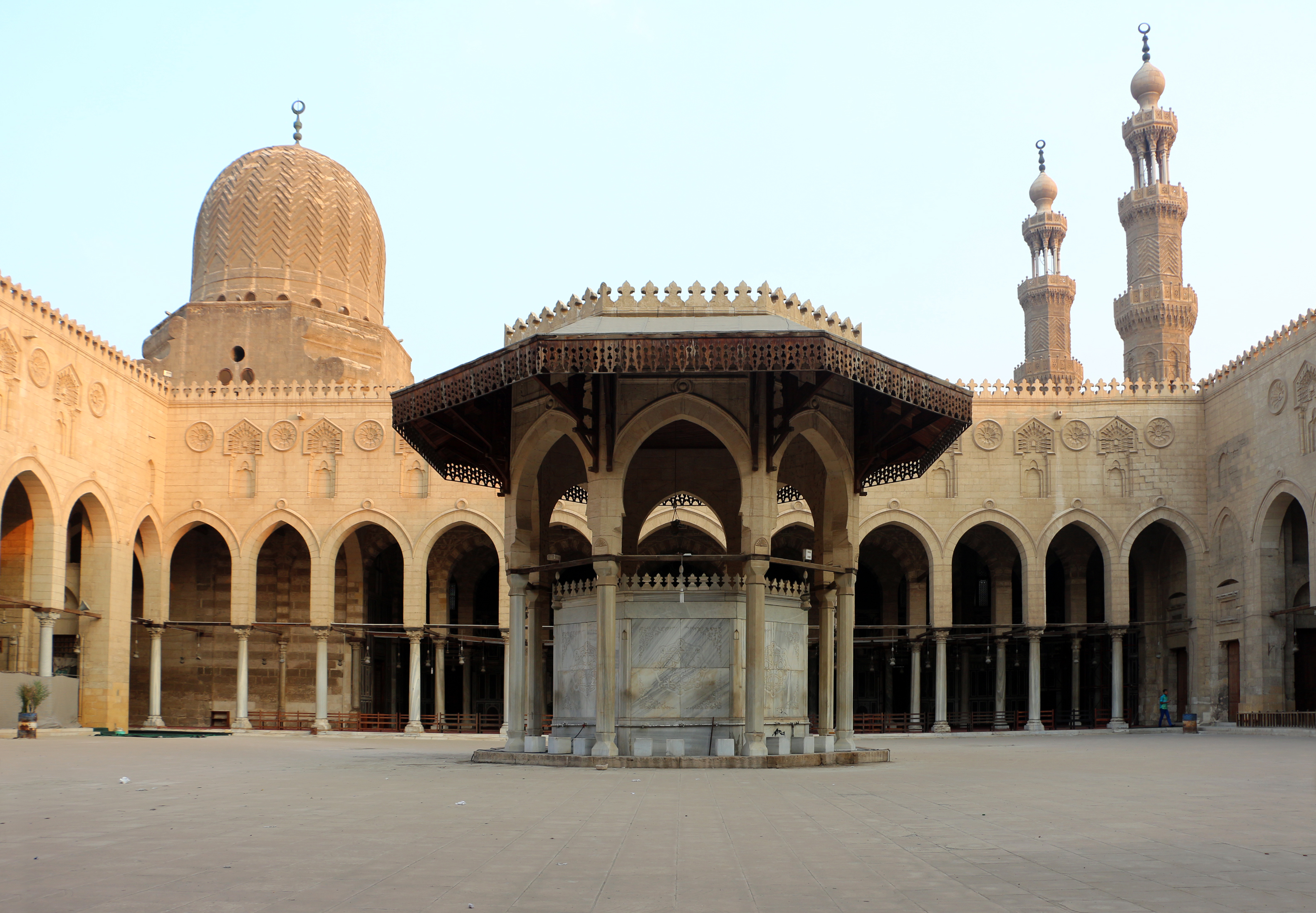
الصحن المكشوف تتوسطه الفسقية
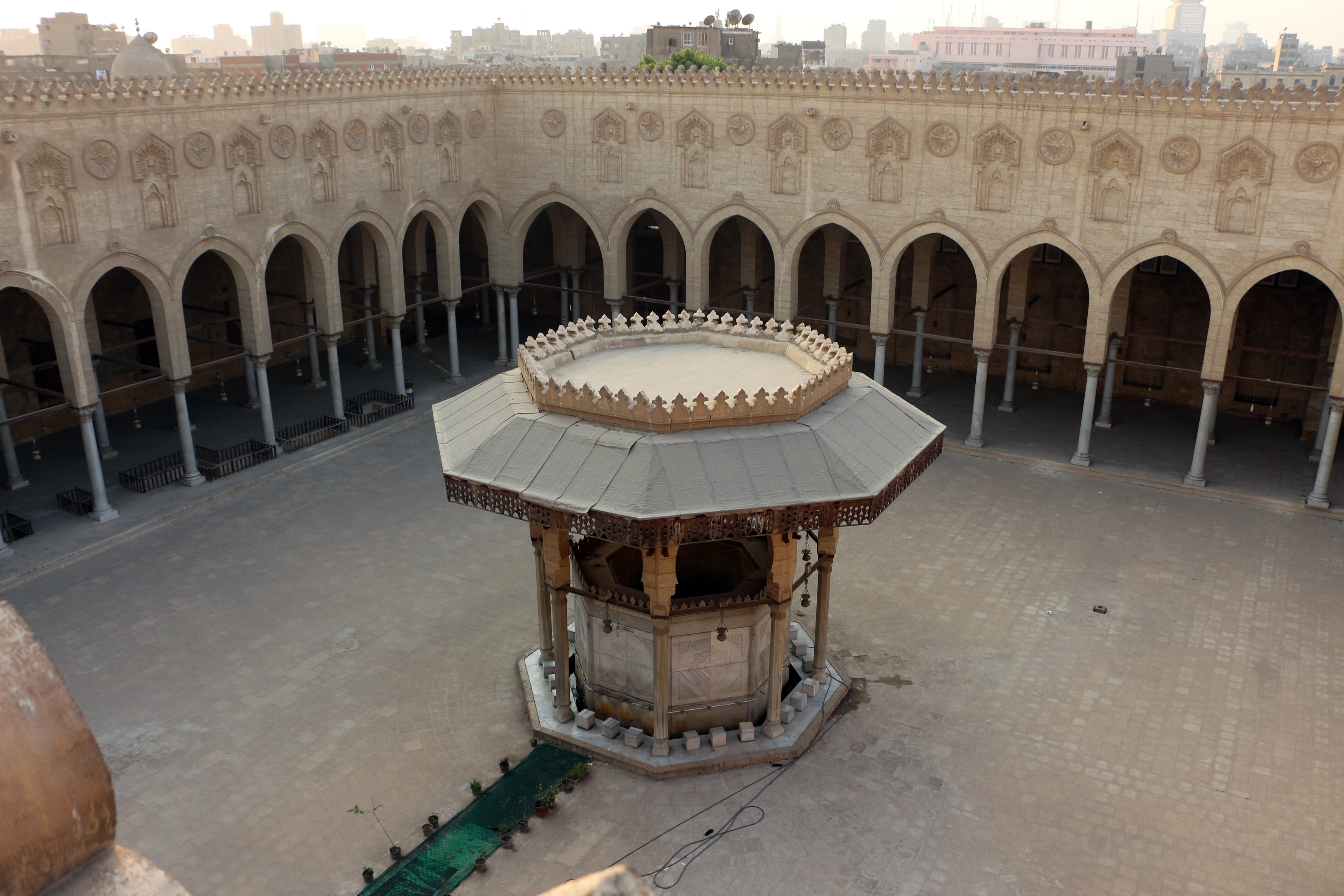
الصحن المكشوف تتوسطه الفسقية
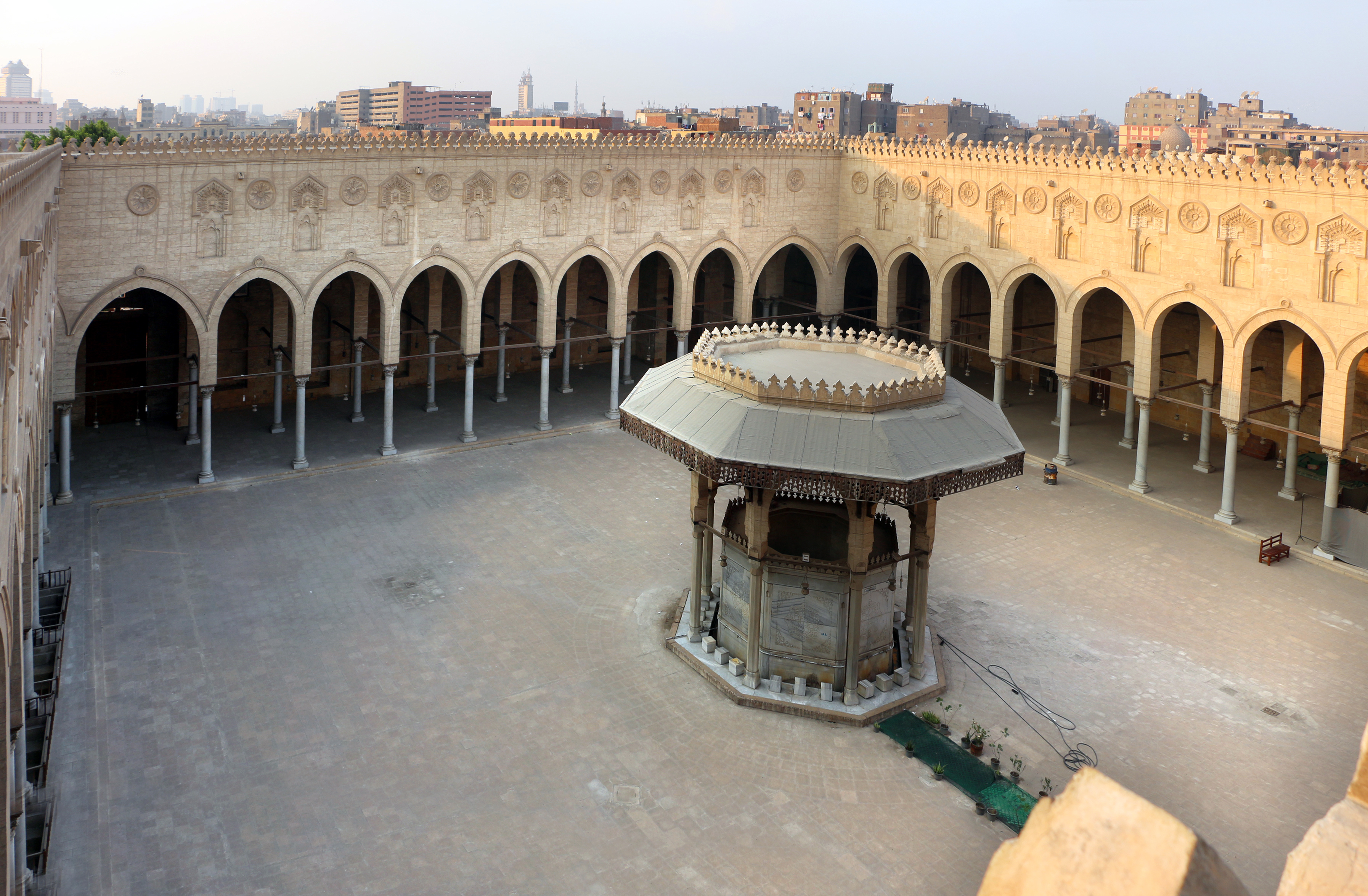
الصحن المكشوف تتوسطه الفسقية
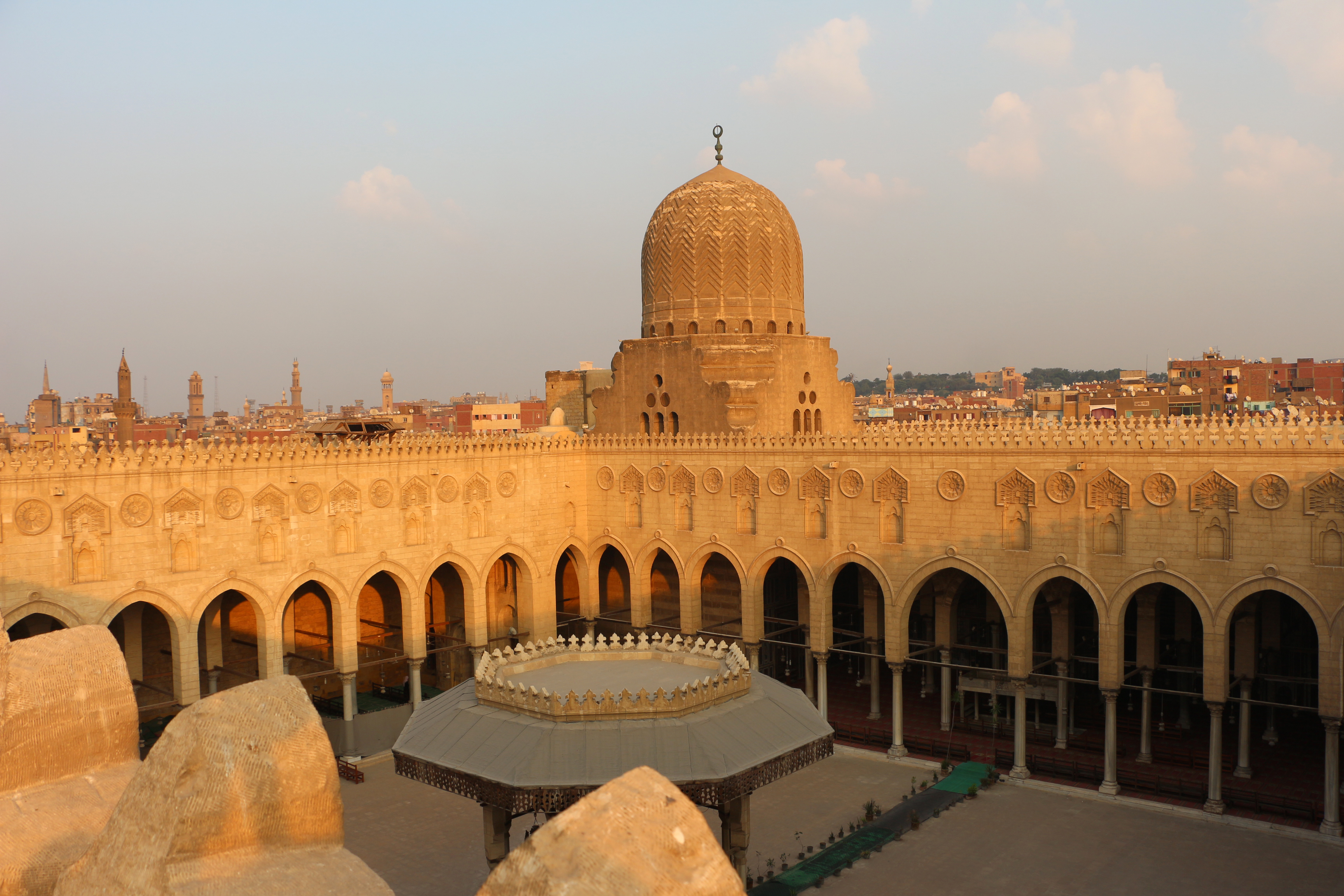
الصحن المكشوف تتوسطه الفسقية
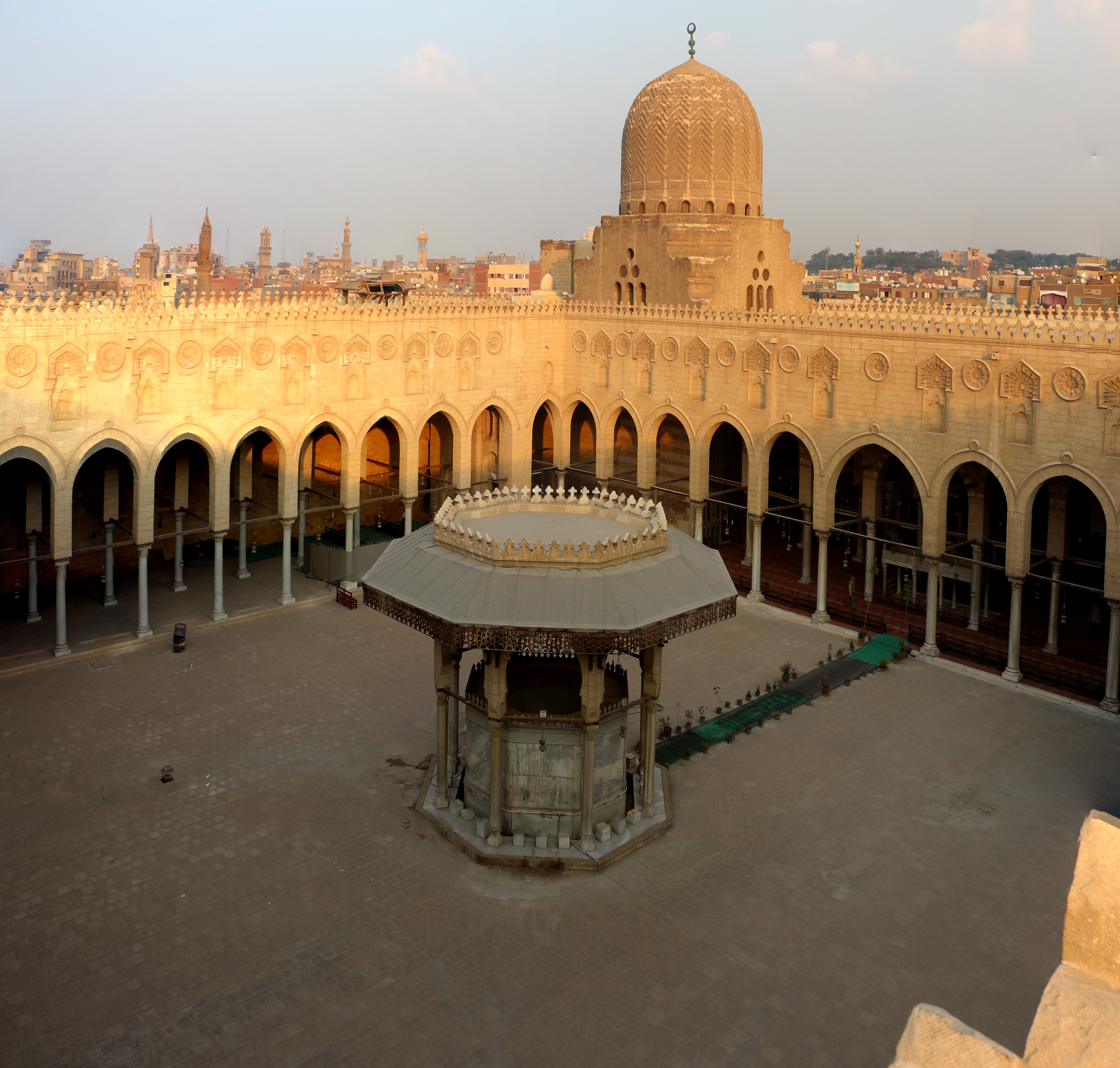
الصحن المكشوف تتوسطه الفسقية
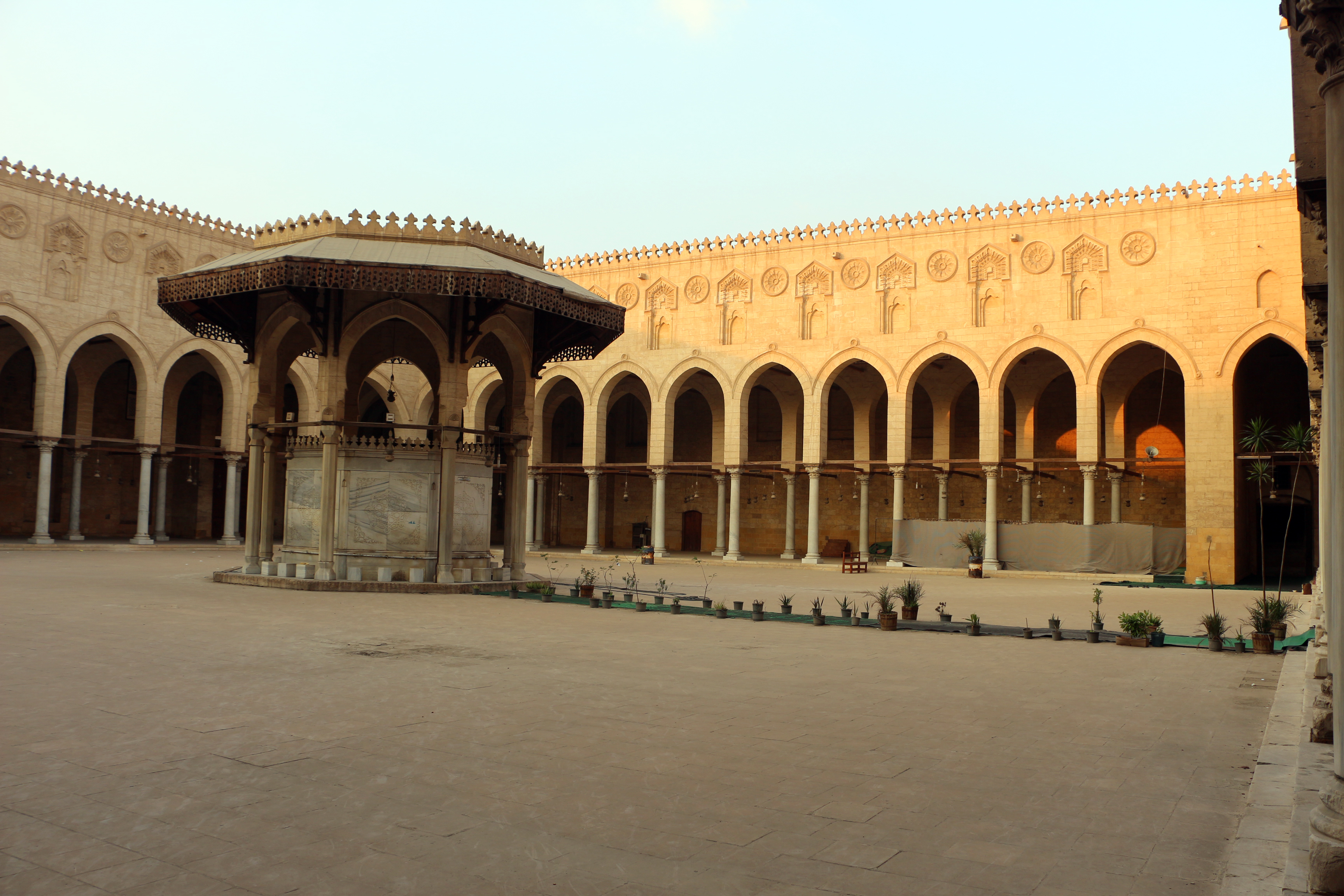
الصحن المكشوف تتوسطه الفسقية
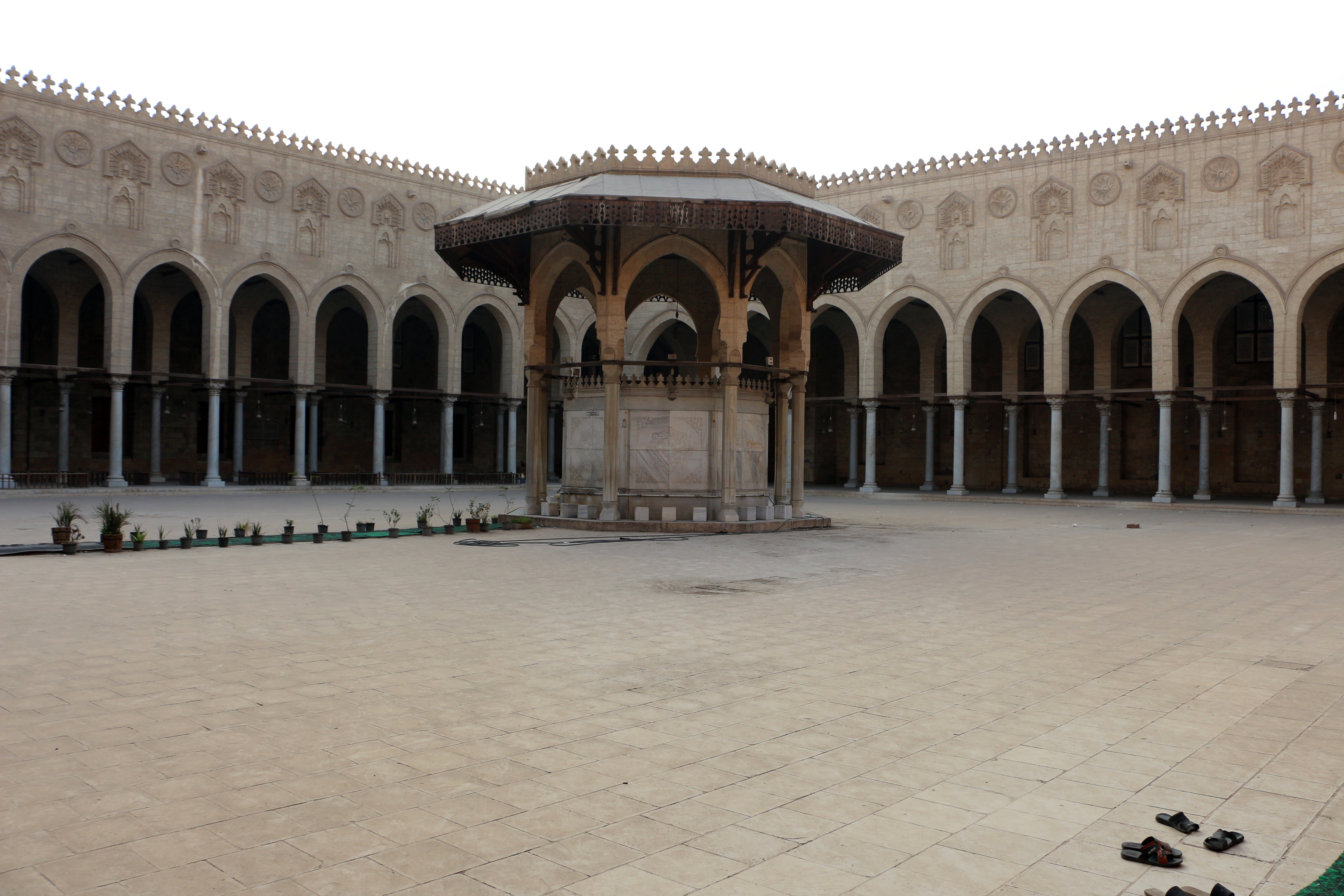
الصحن المكشوف تتوسطه الفسقية
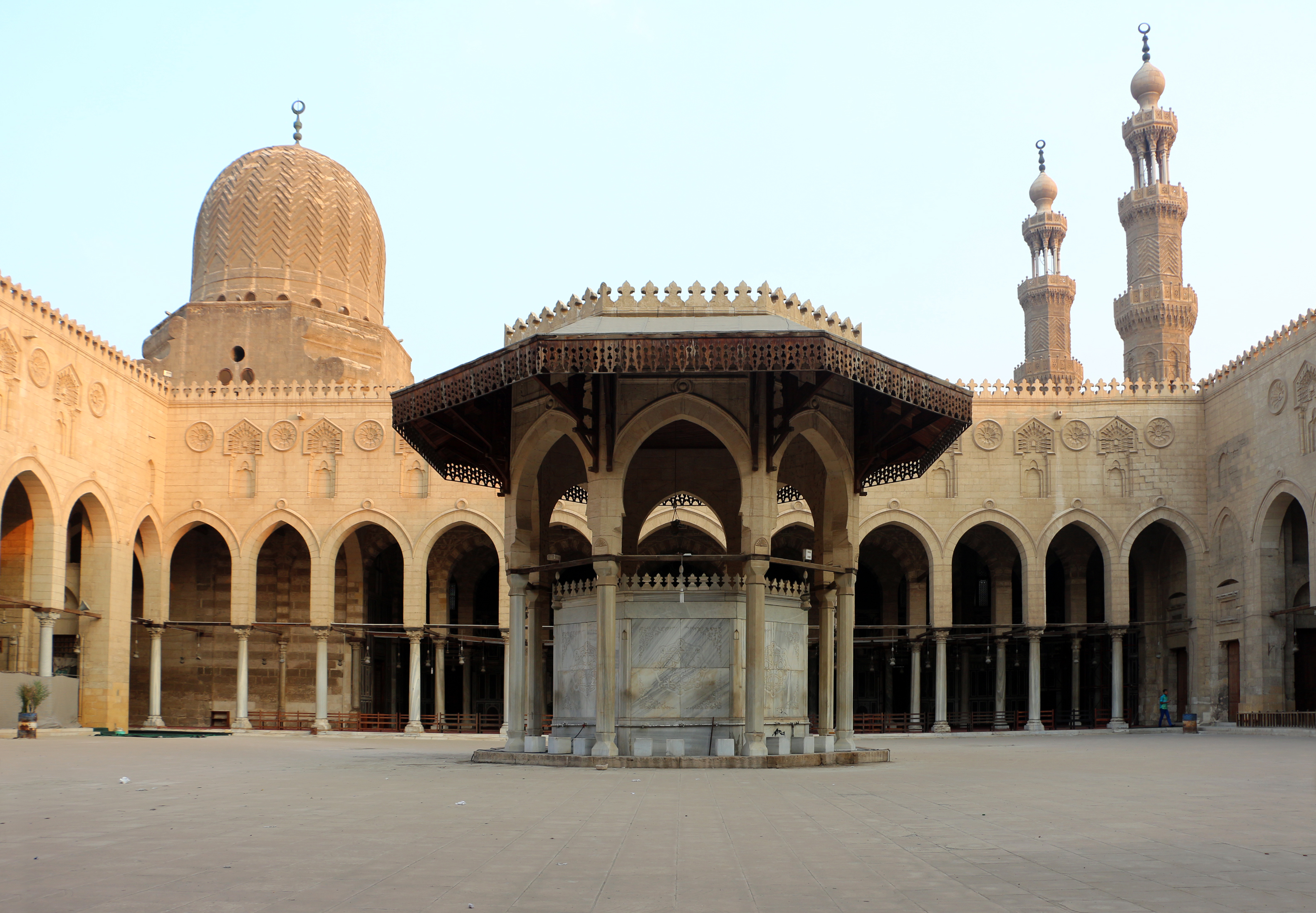
الصحن المكشوف تتوسطه الفسقية
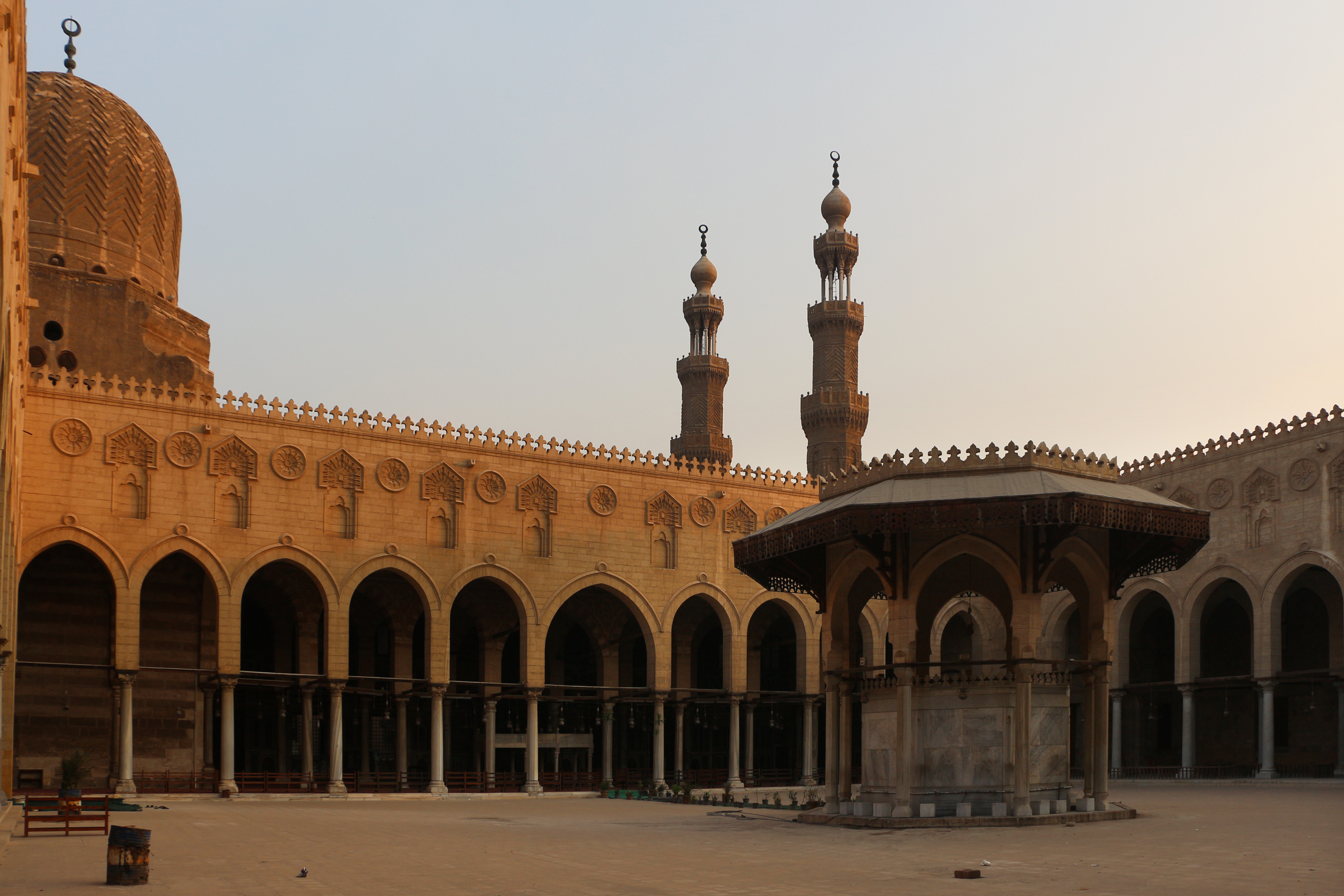
الصحن المكشوف تتوسطه الفسقية
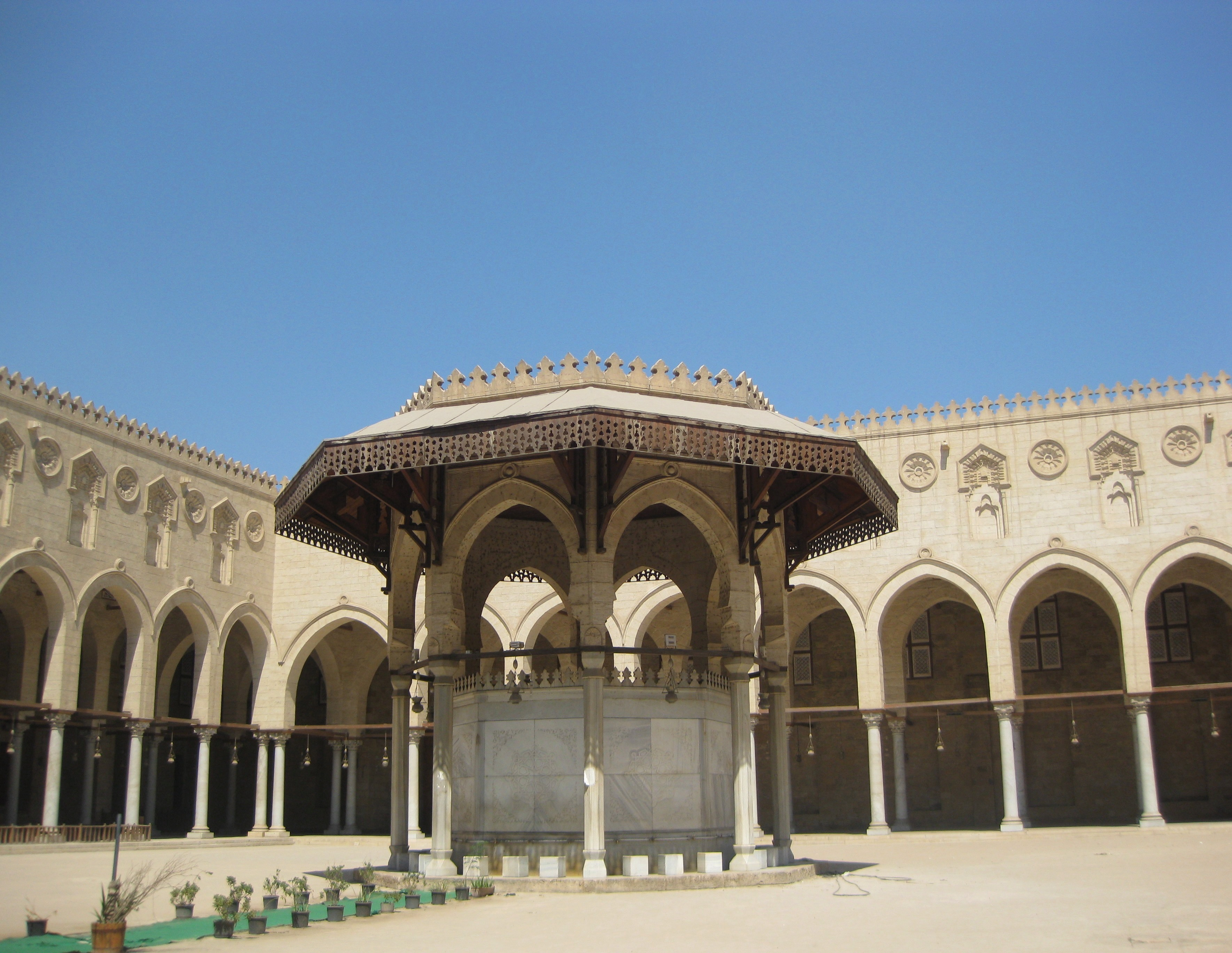
الصحن المكشوف تتوسطه الفسقية
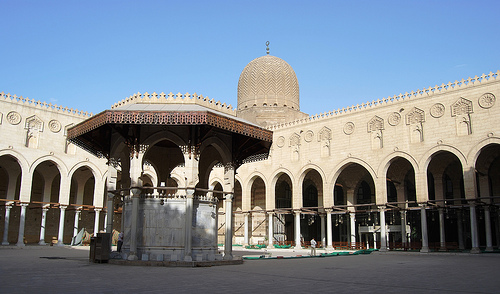
الصحن المكشوف تتوسطه الفسقية
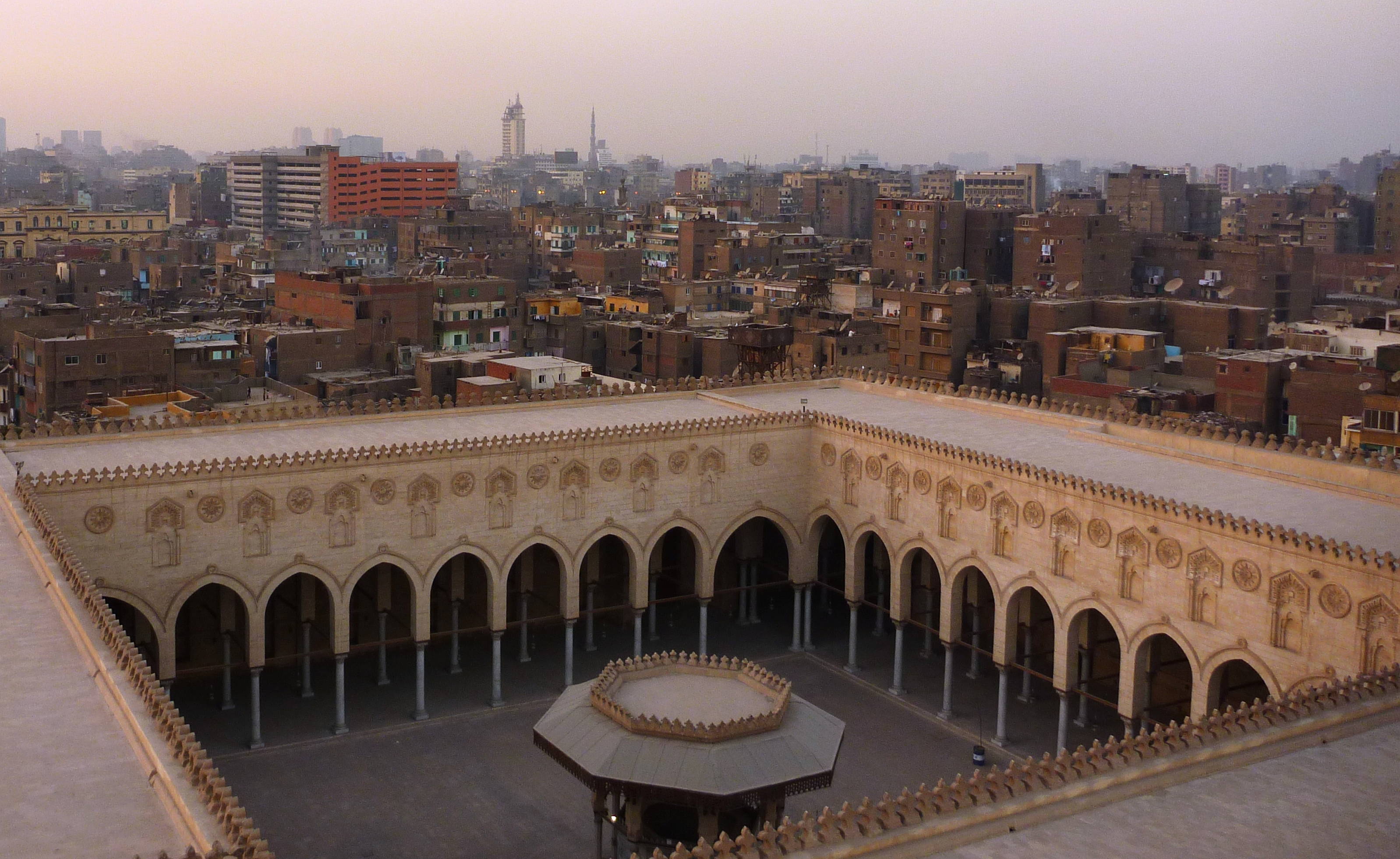
الصحن المكشوف تتوسطه الفسقية
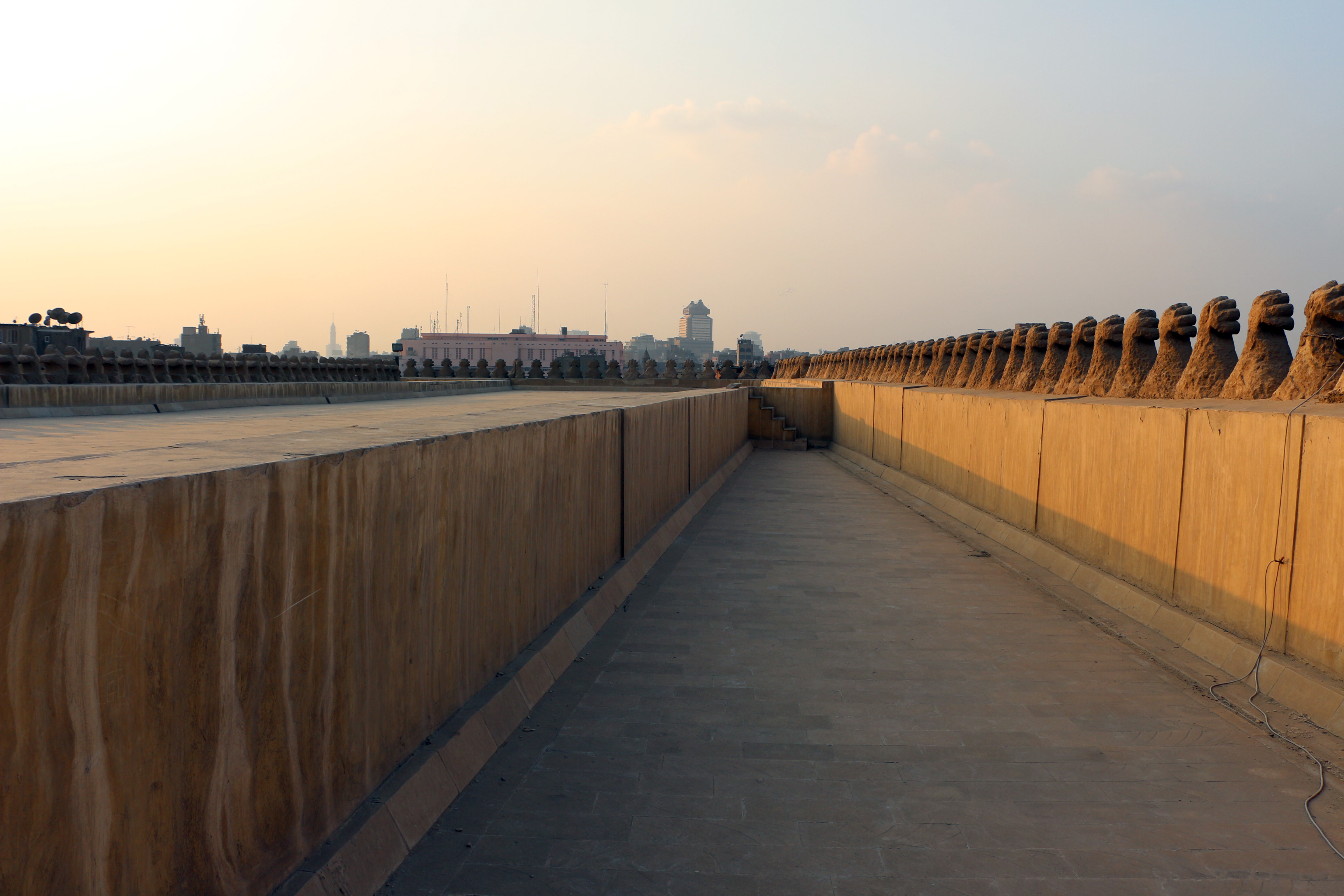
أشكال فنية أعلى سور المسجد
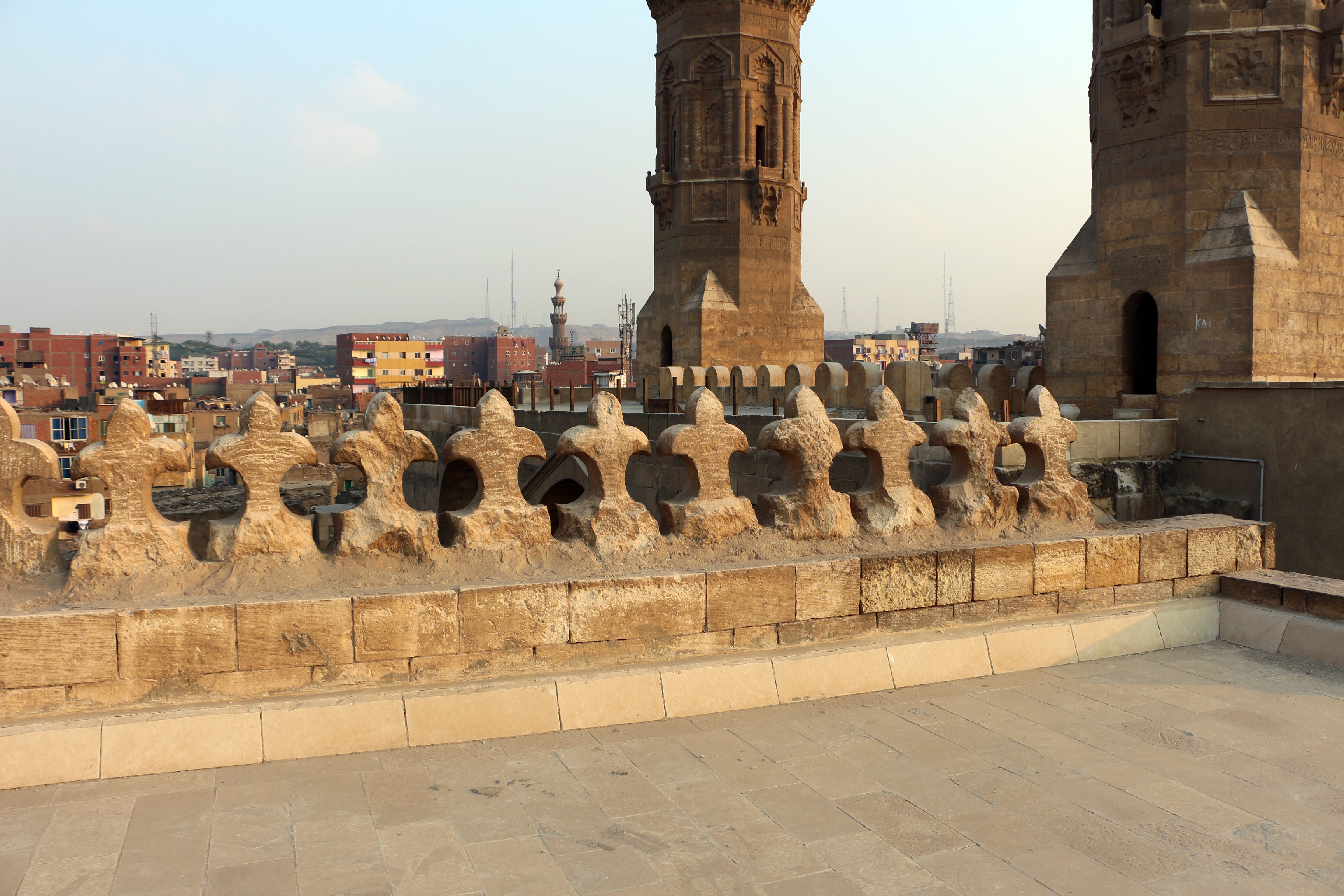
أشكال فنية أعلى سور المسجد
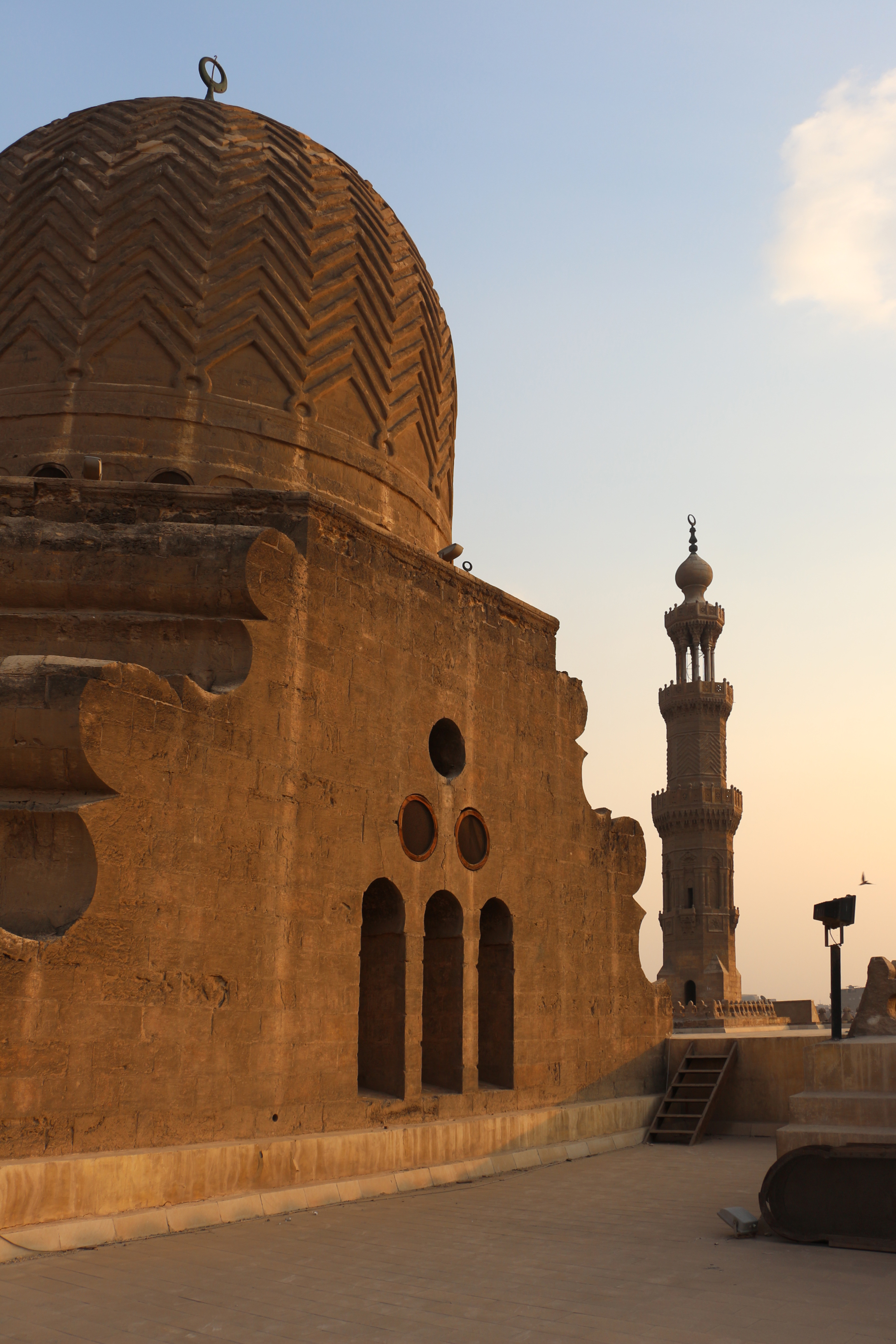
قبة المسجد
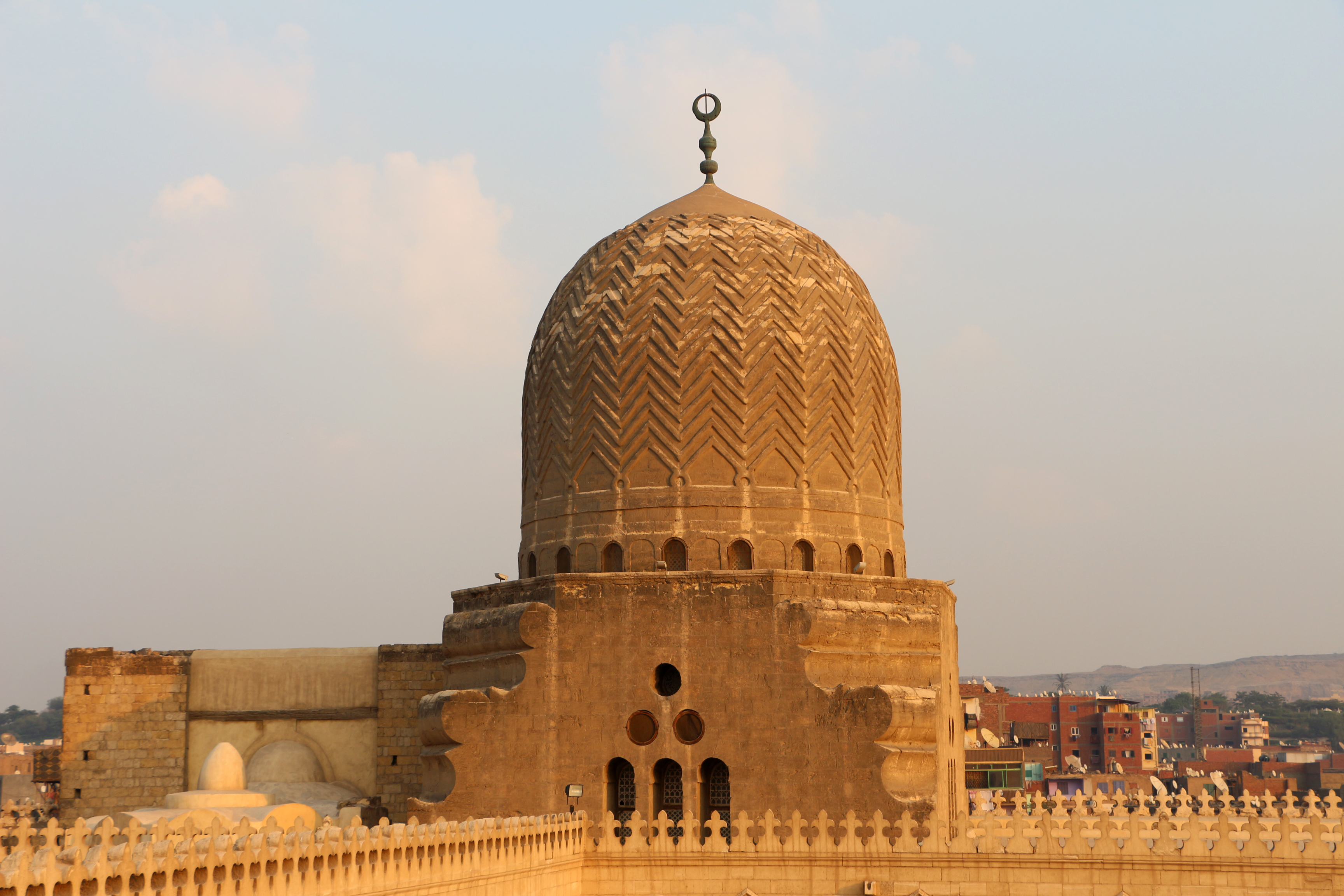
قبة المسجد
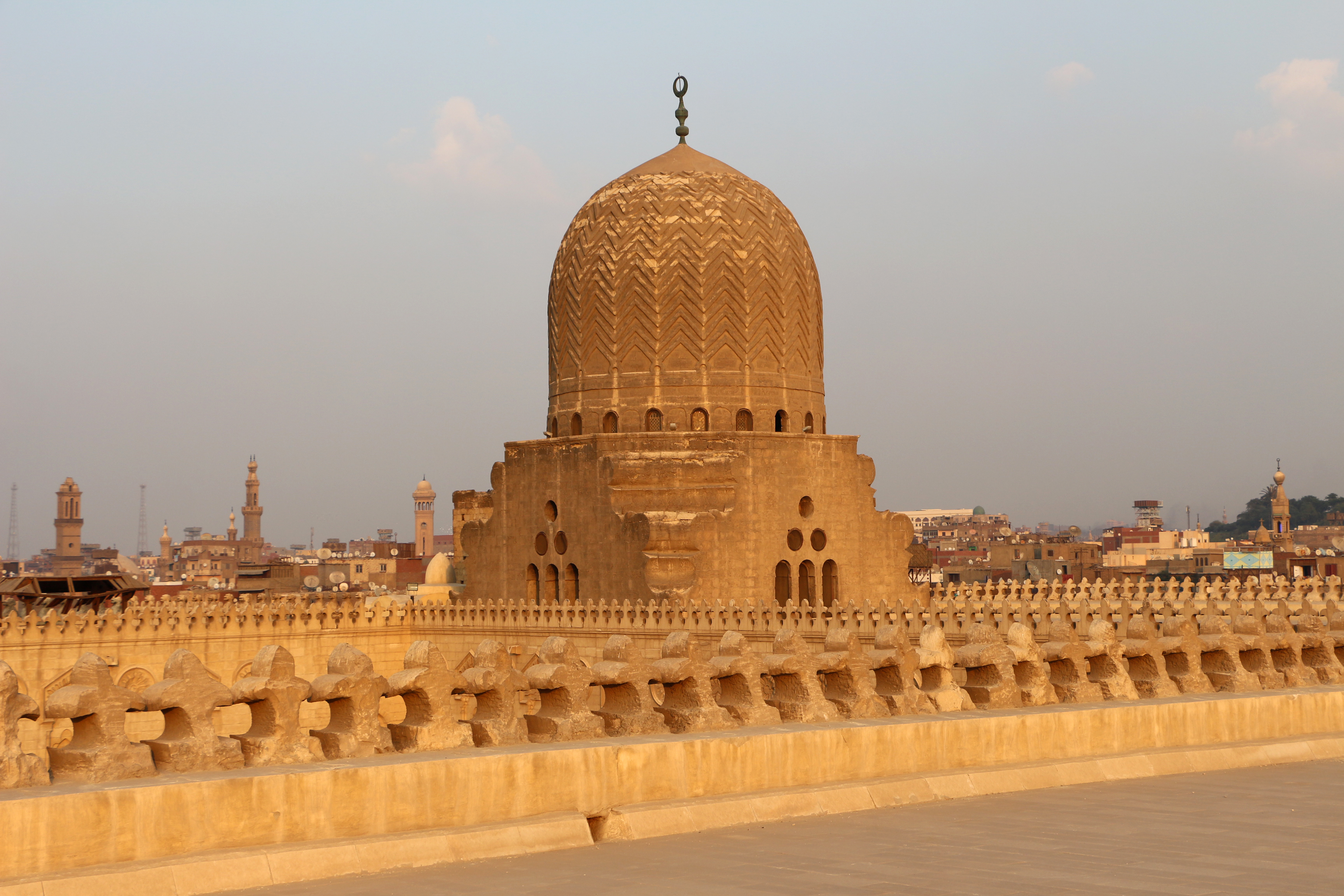
قبة المسجد
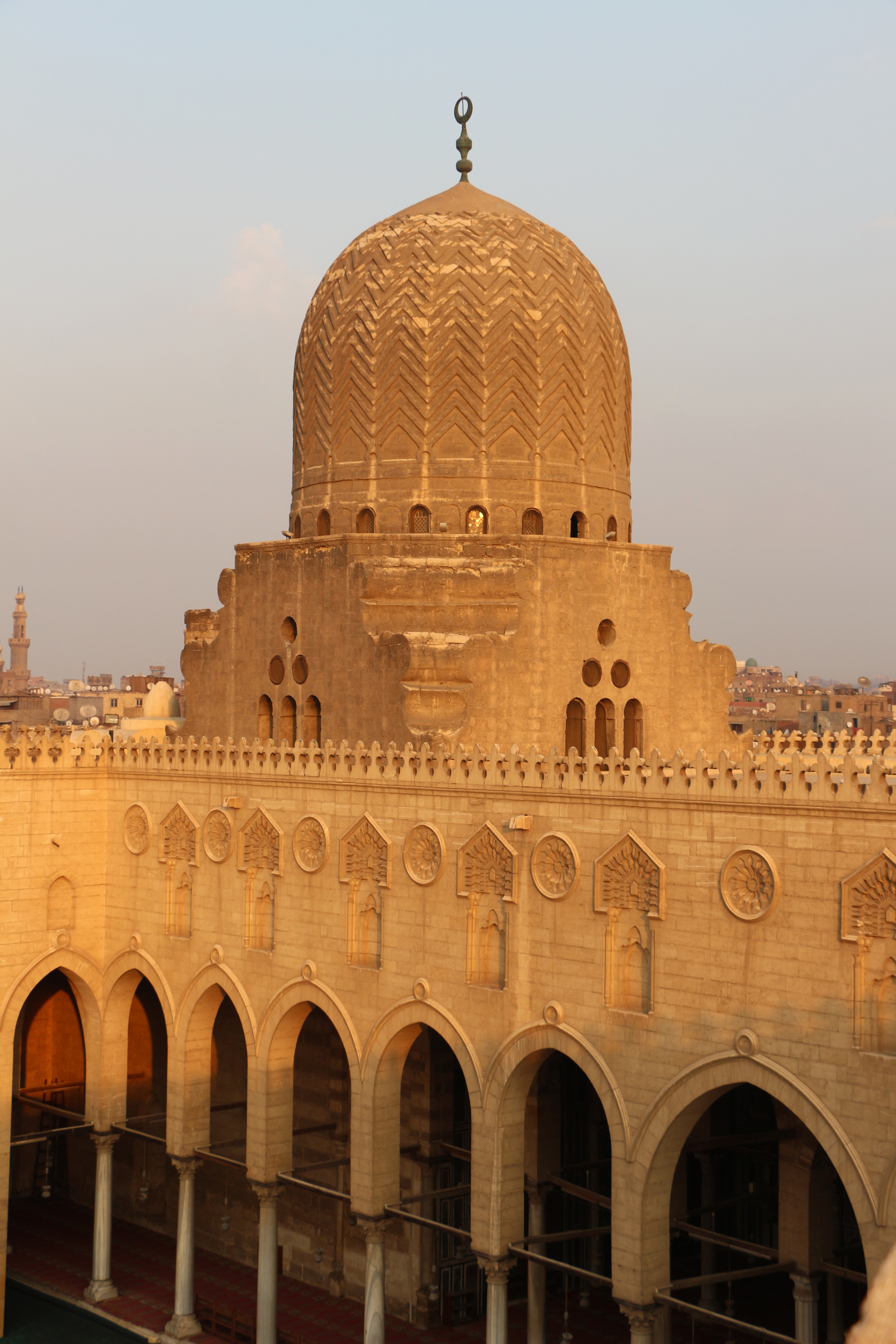
قبة المسجد
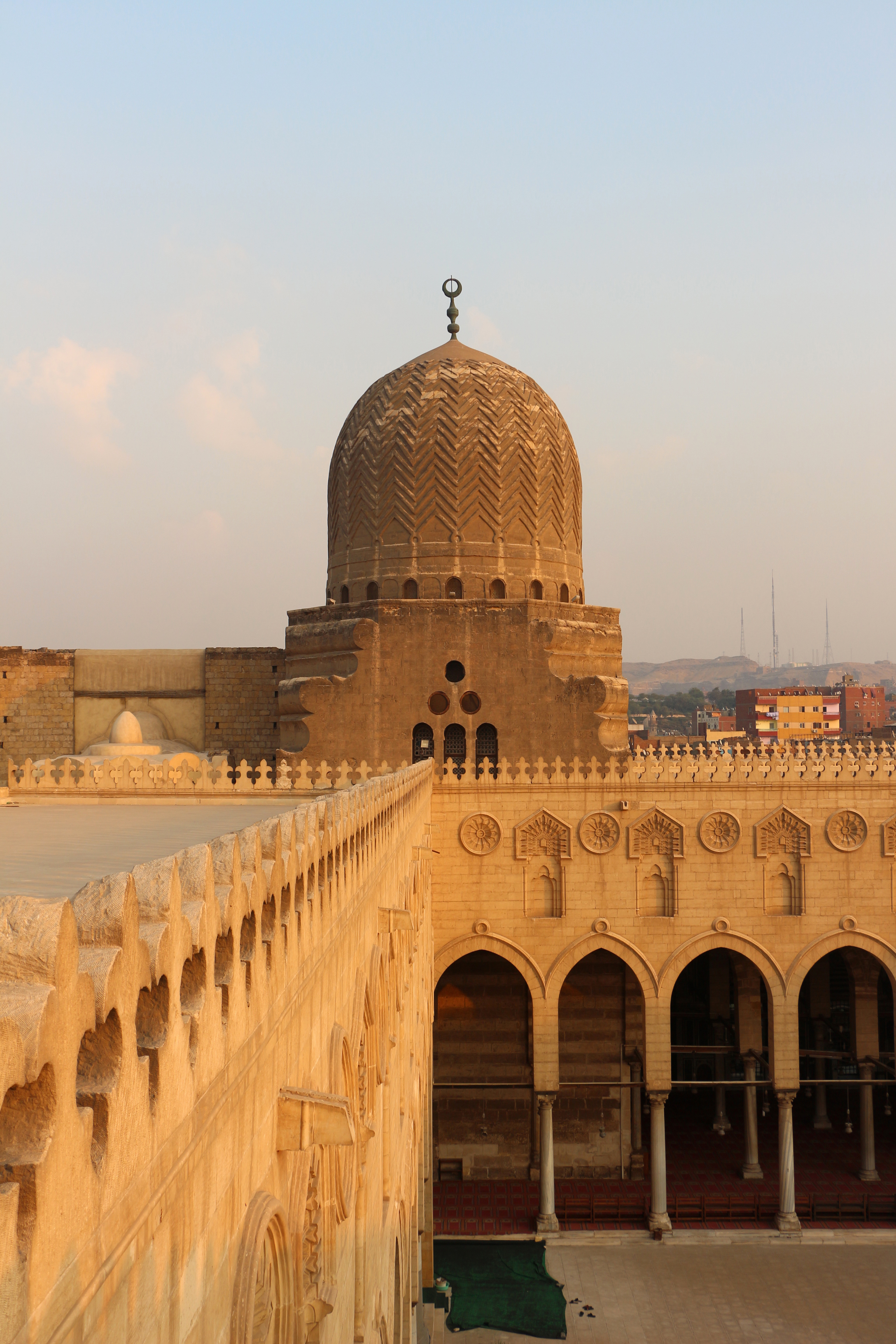
قبة المسجد
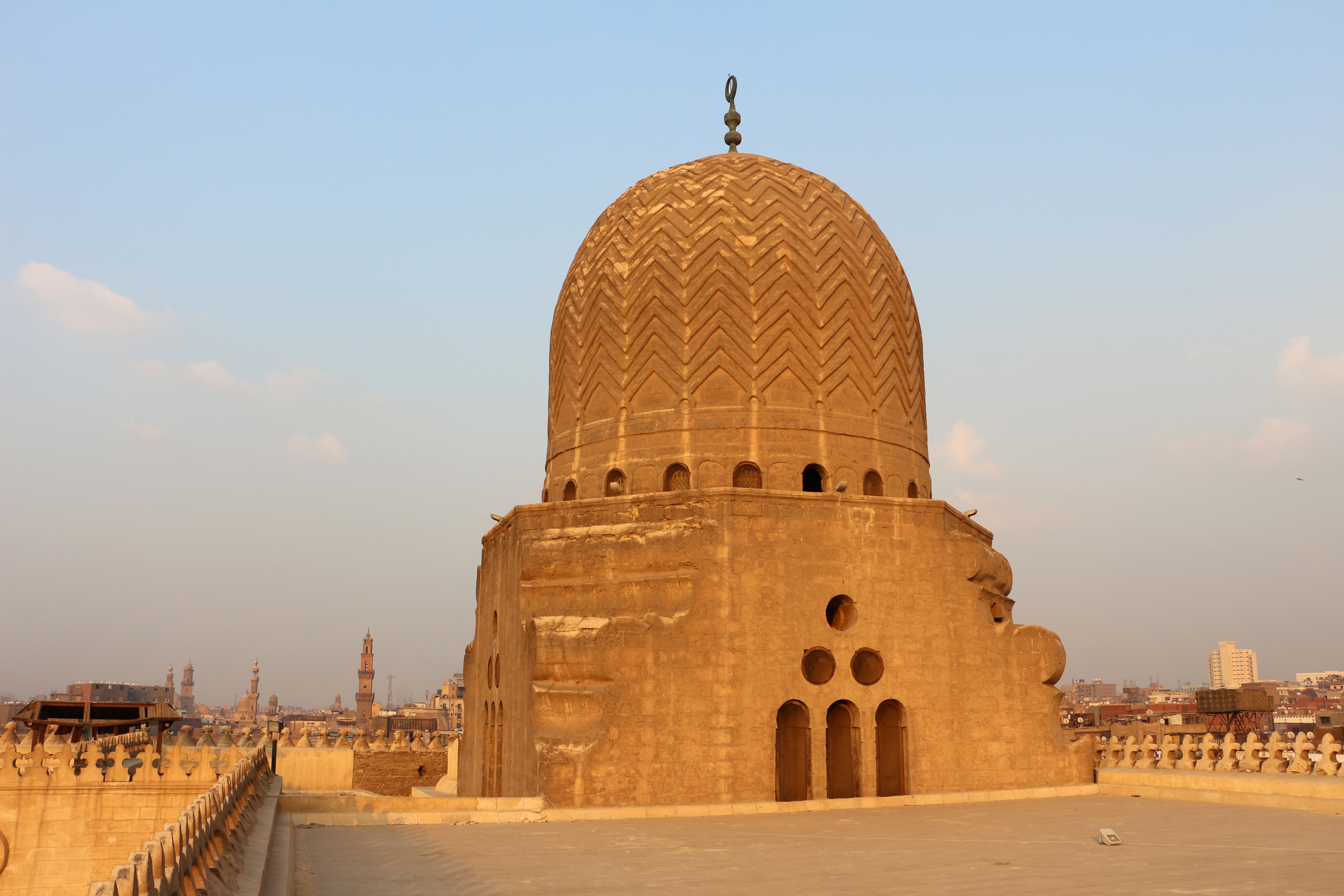
قبة المسجد
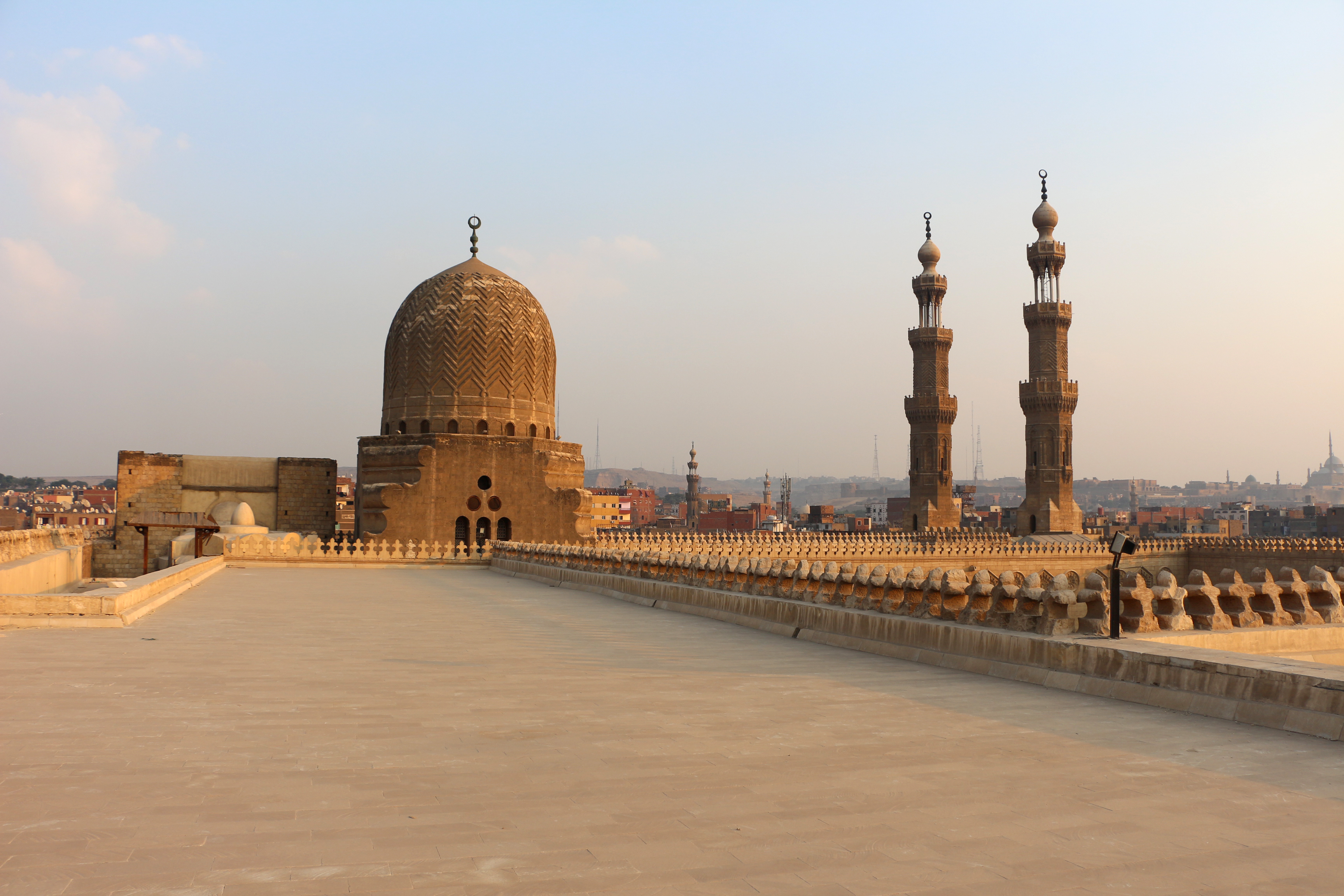
قبة المسجد
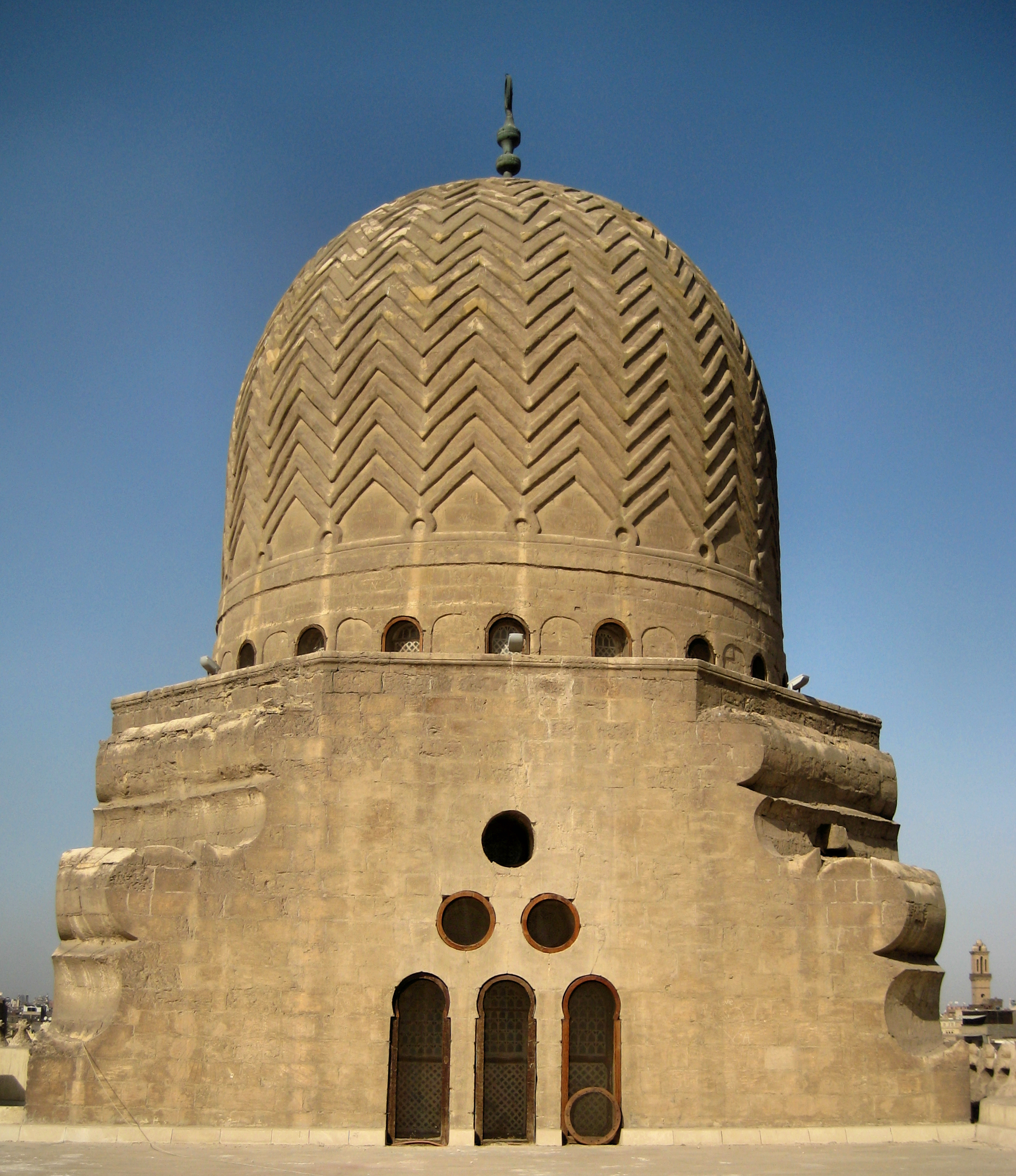
قبة المسجد
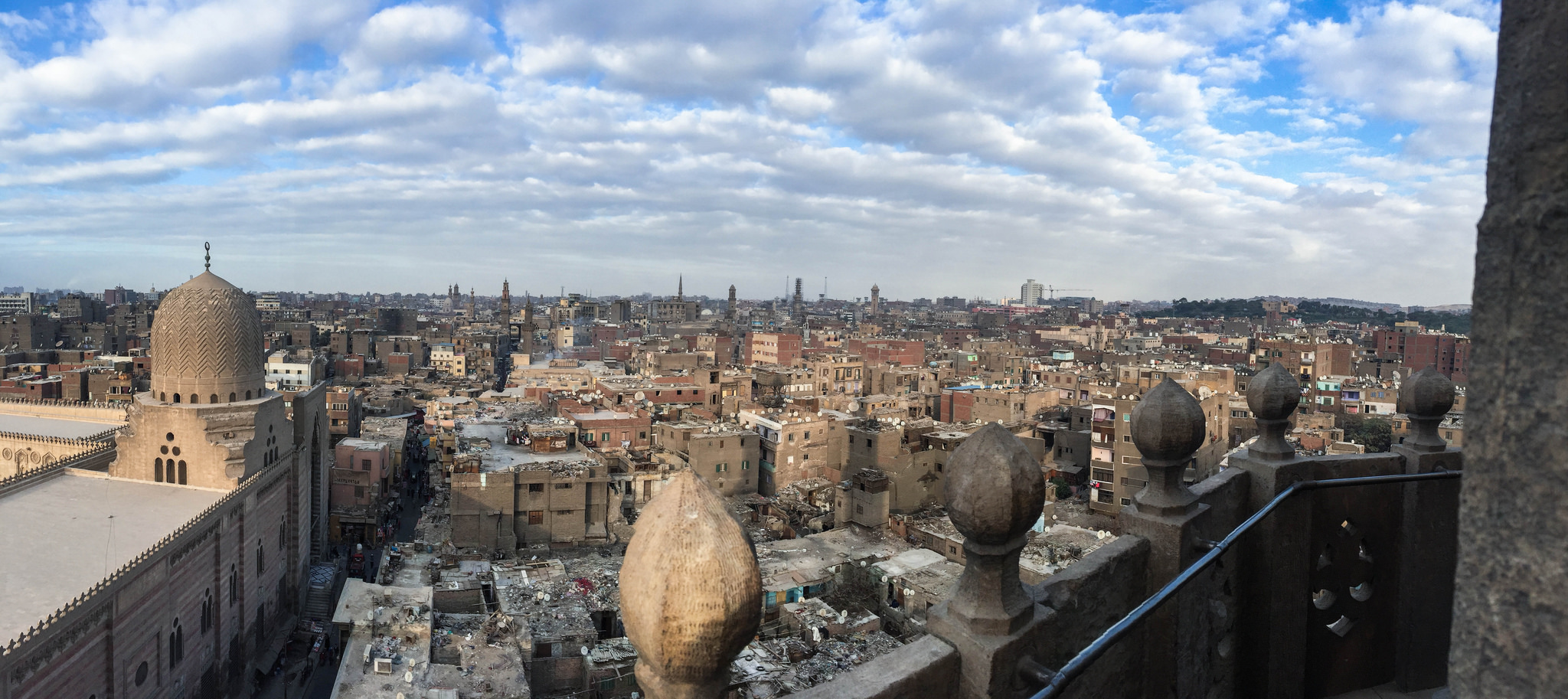
المسجد من الخارج
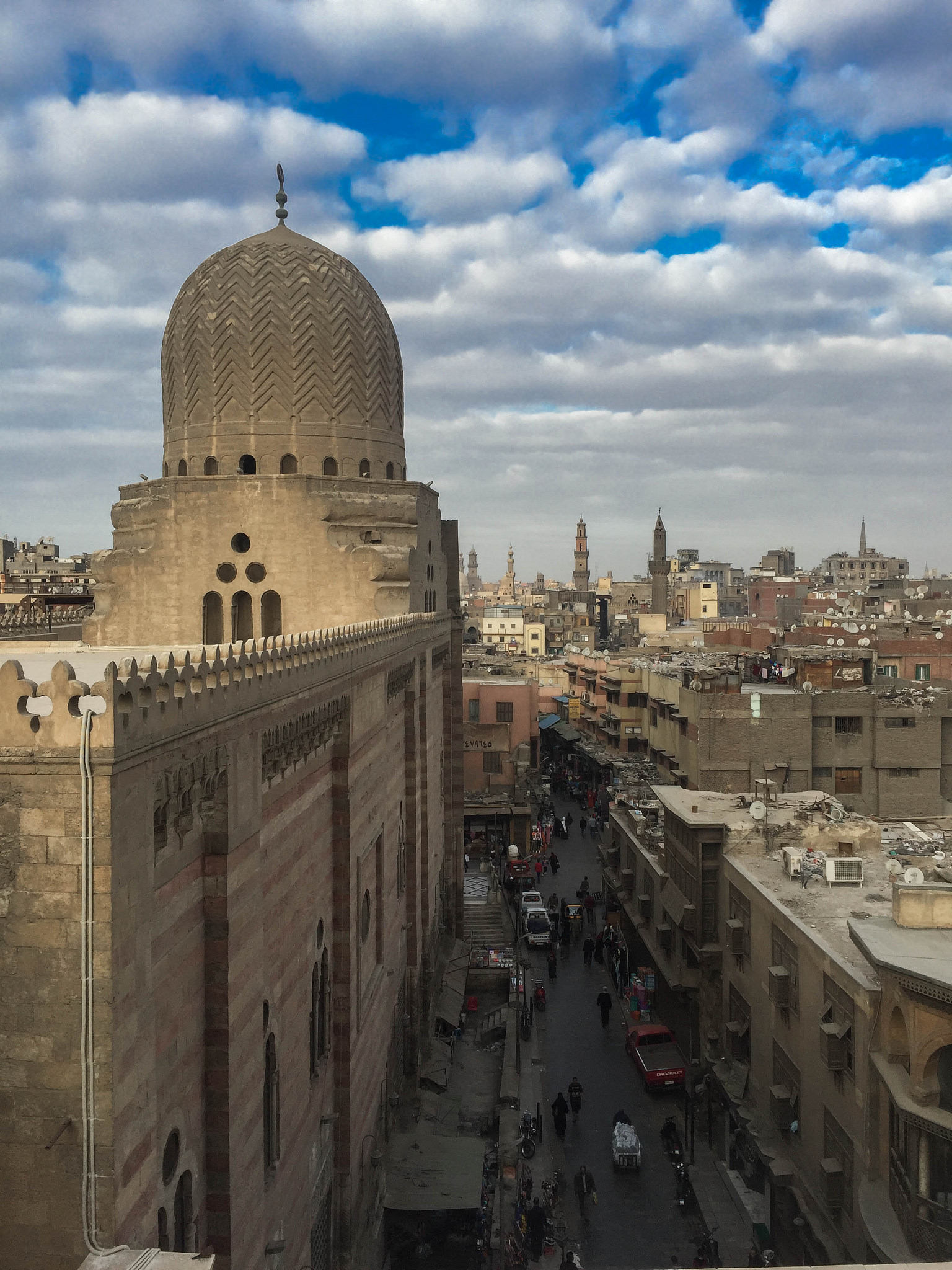
المسجد من الخارج
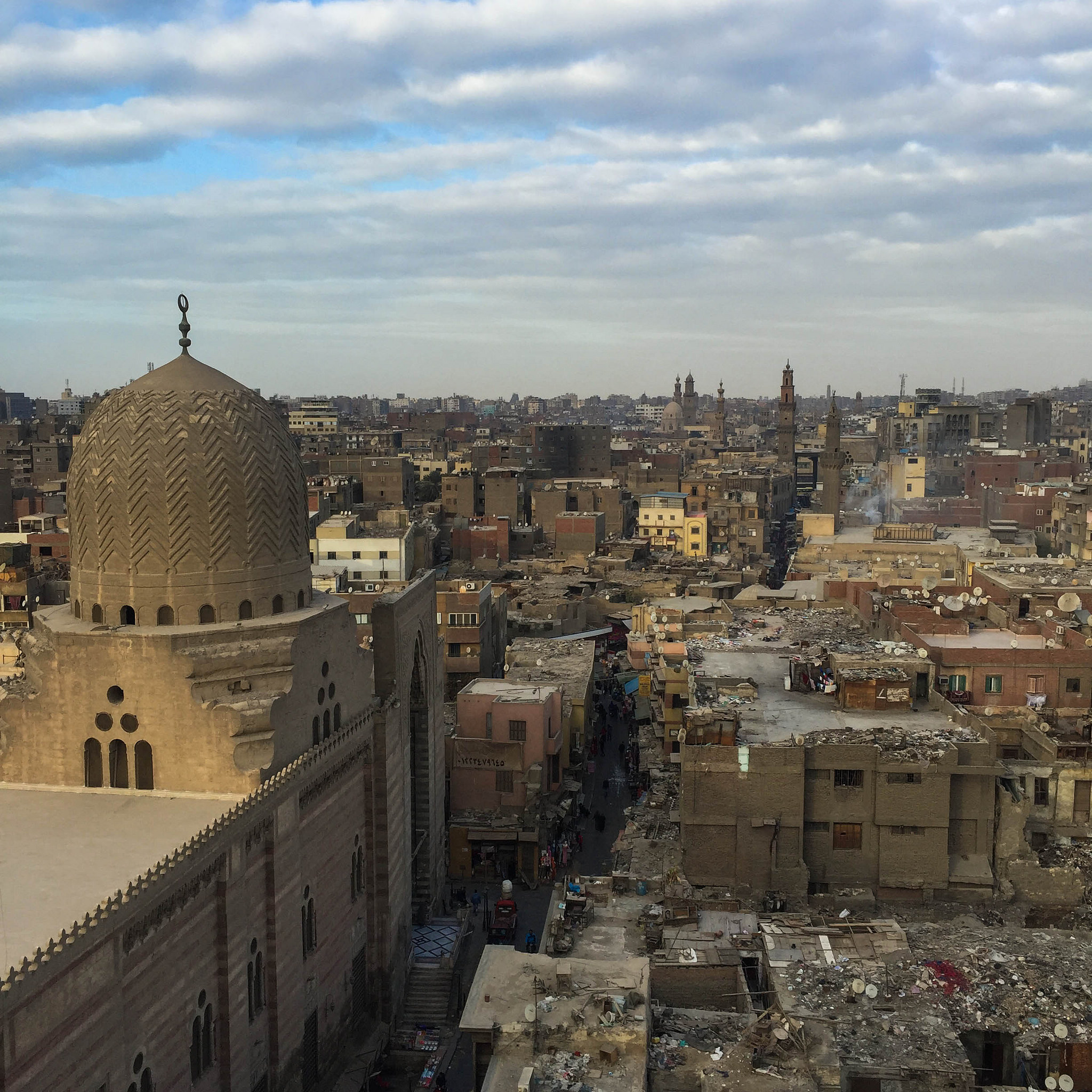
المسجد من الخارج
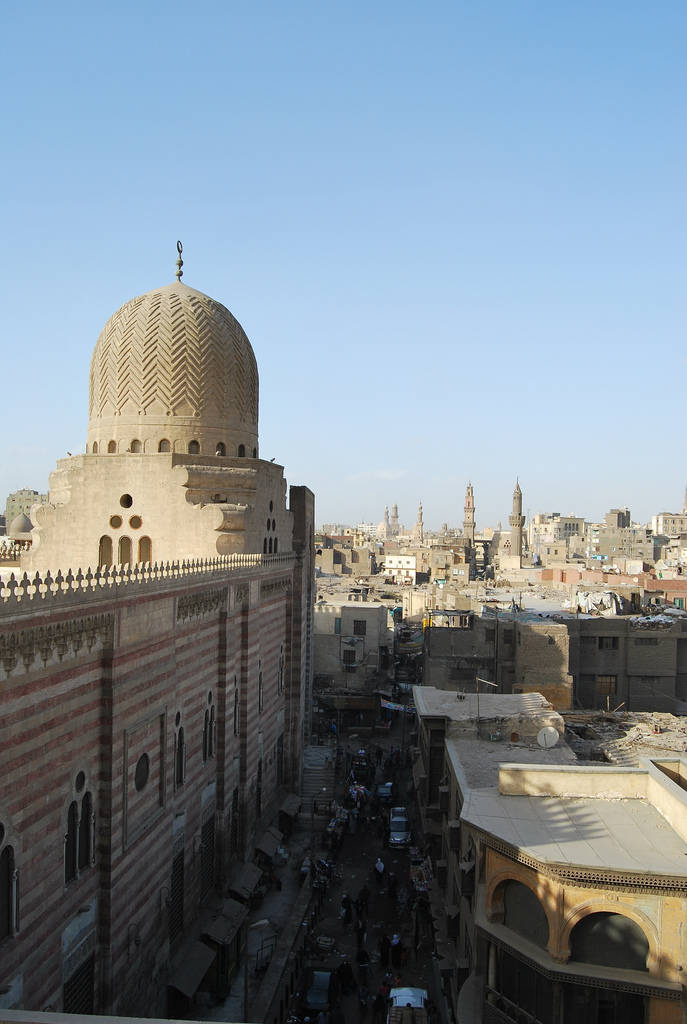
المسجد من الخارج
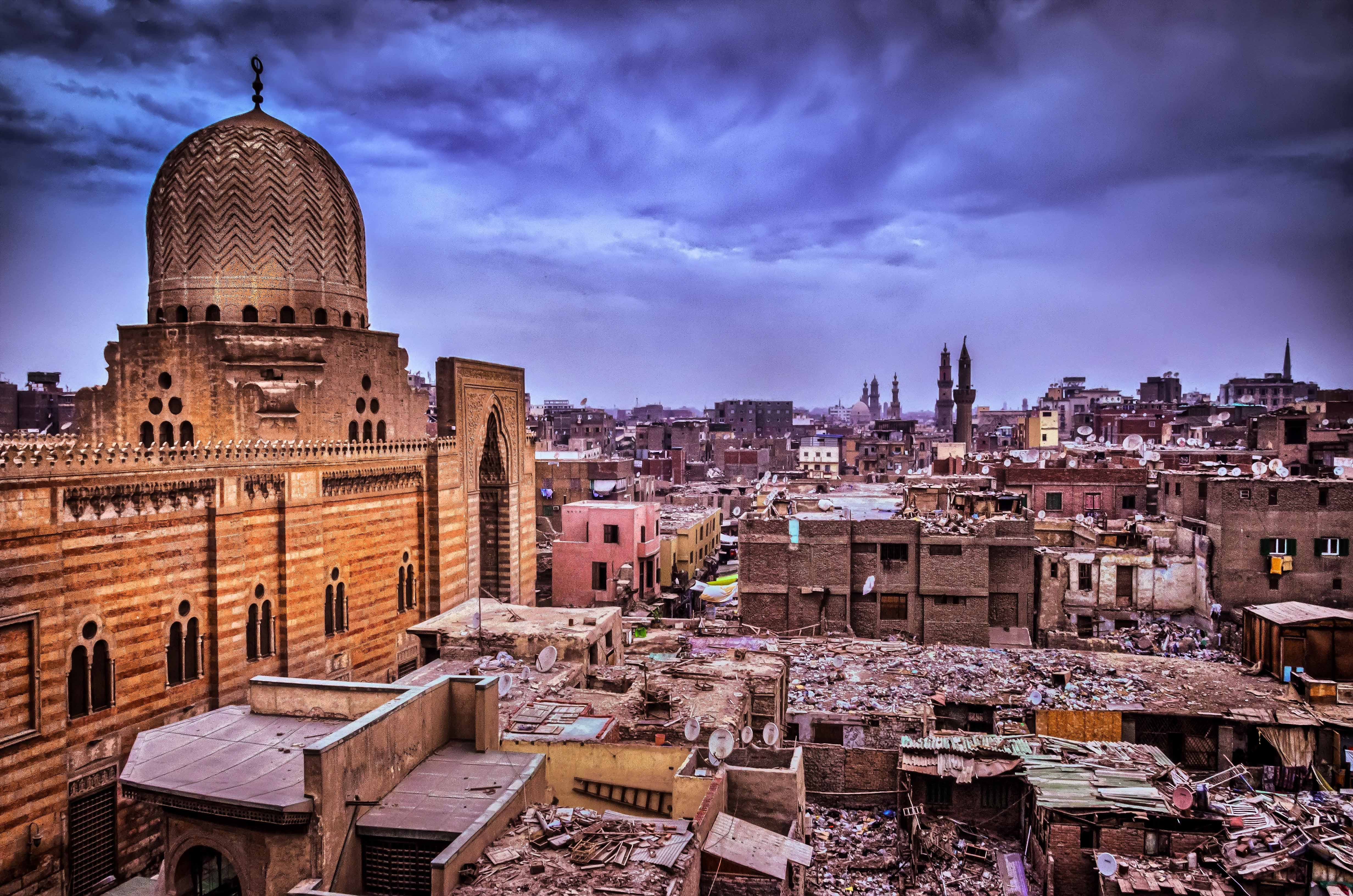
المسجد من الخارج
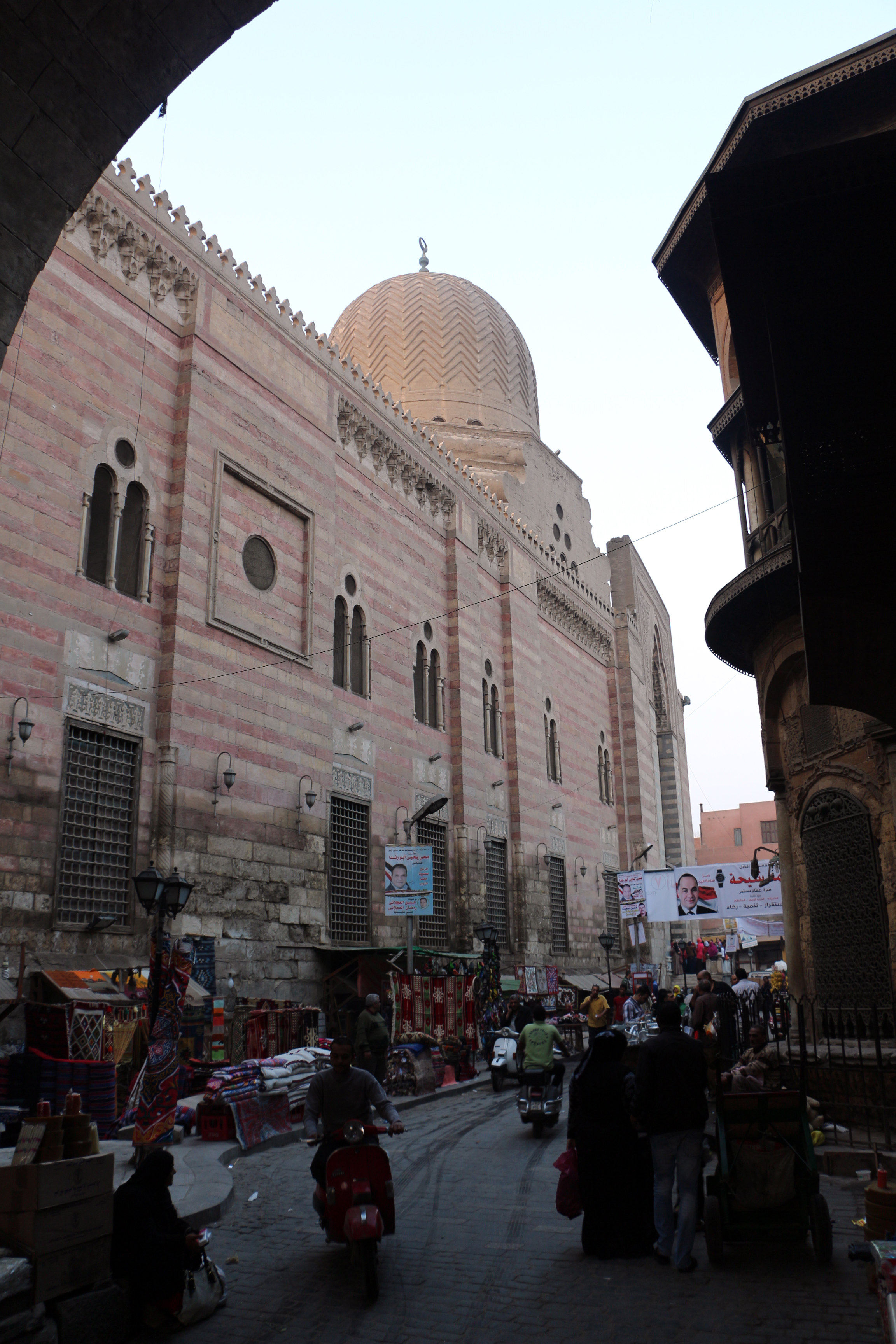
المسجد من الخارج
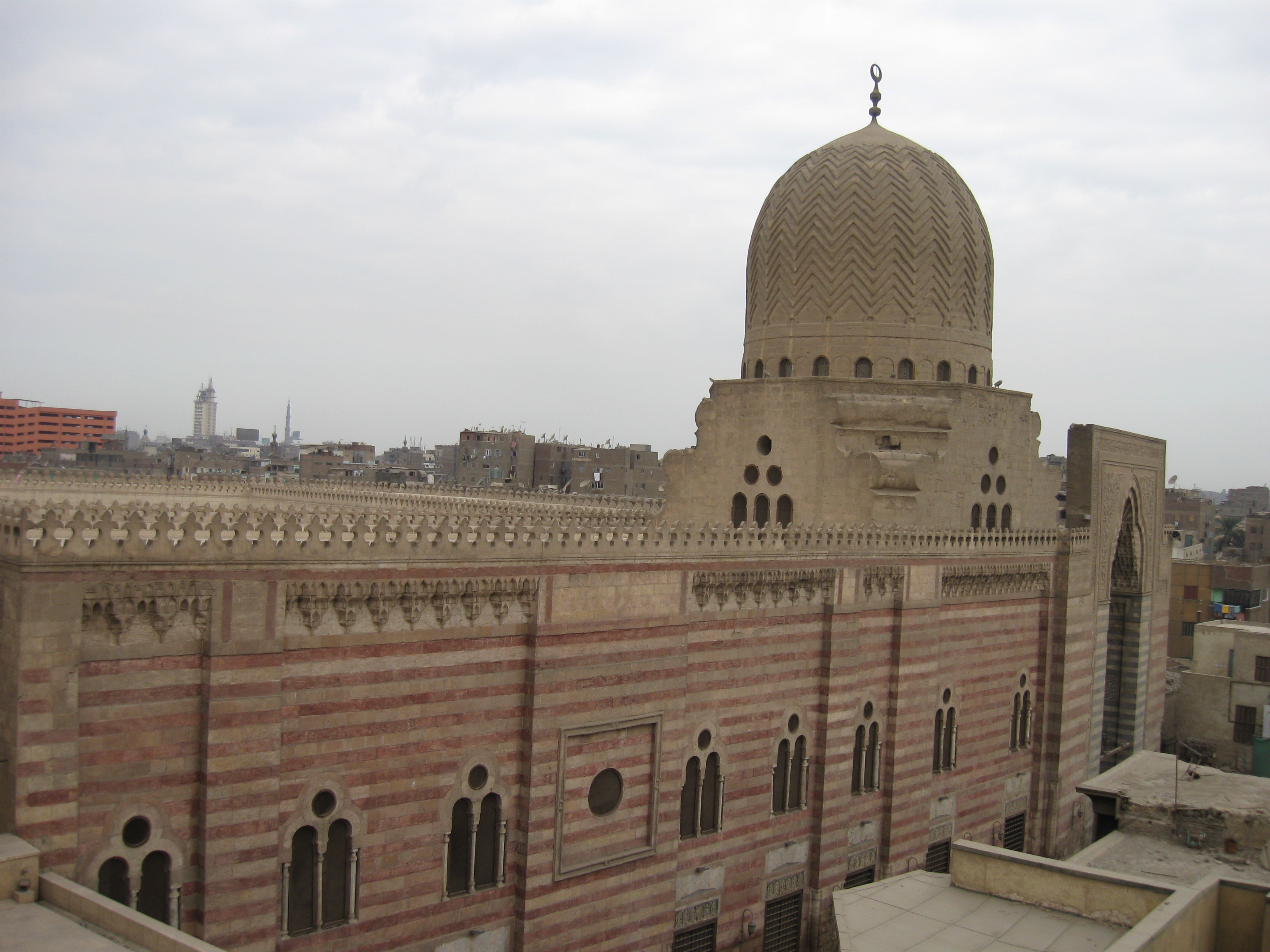
المسجد من الخارج
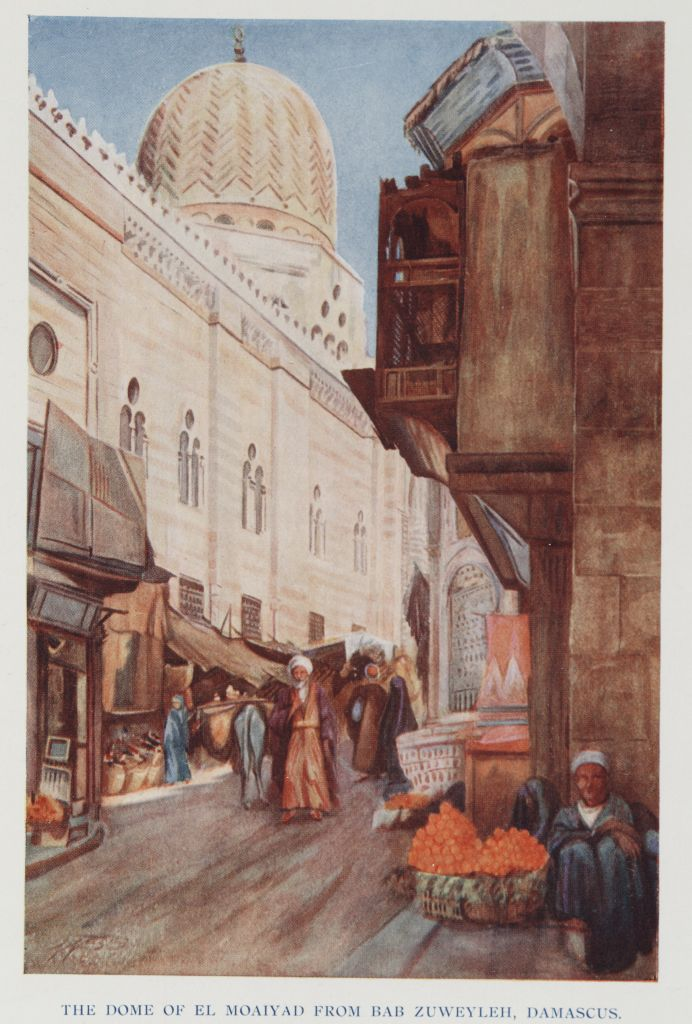
لوحة فنية للمسجد من الخارج
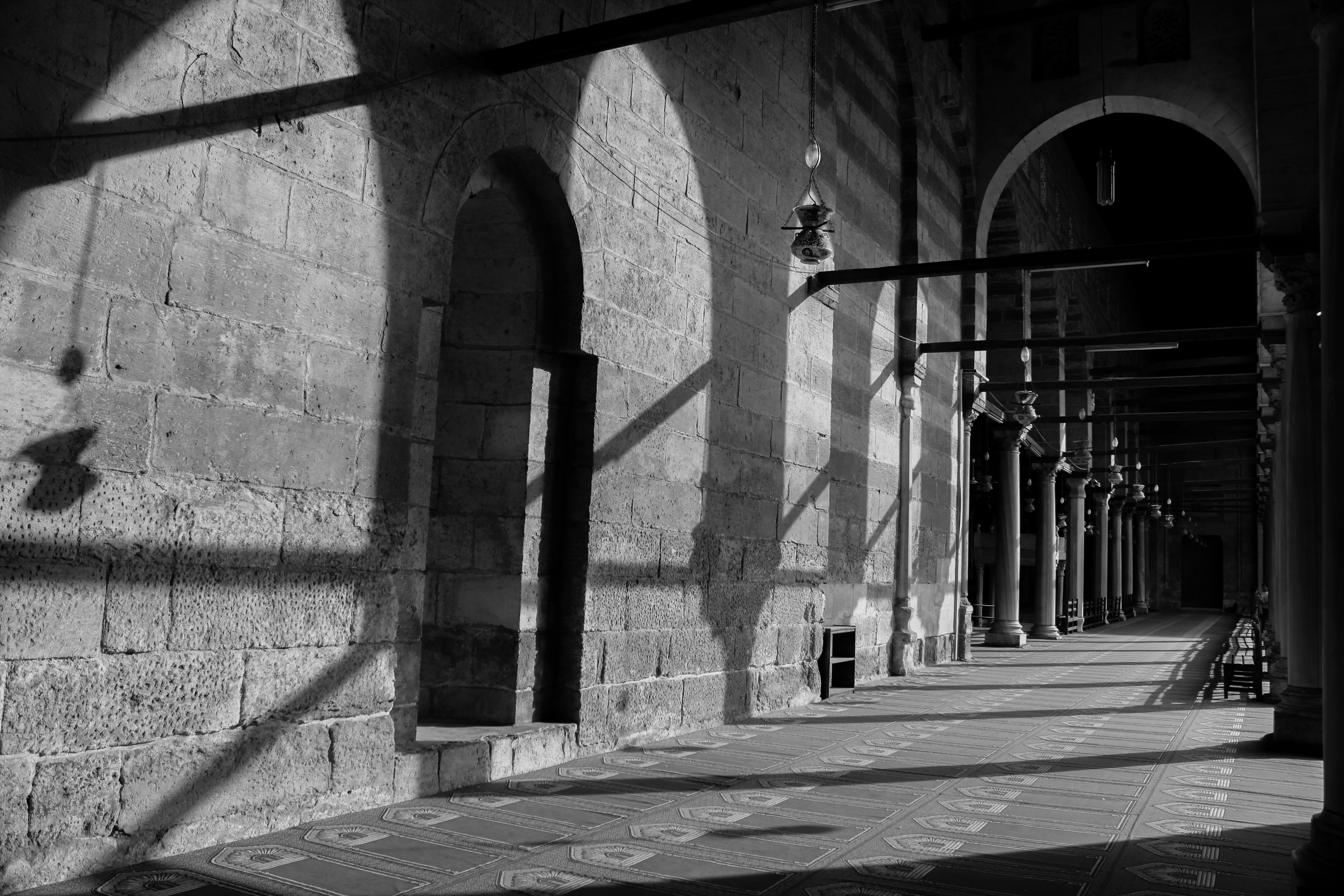
أروقة المسجد
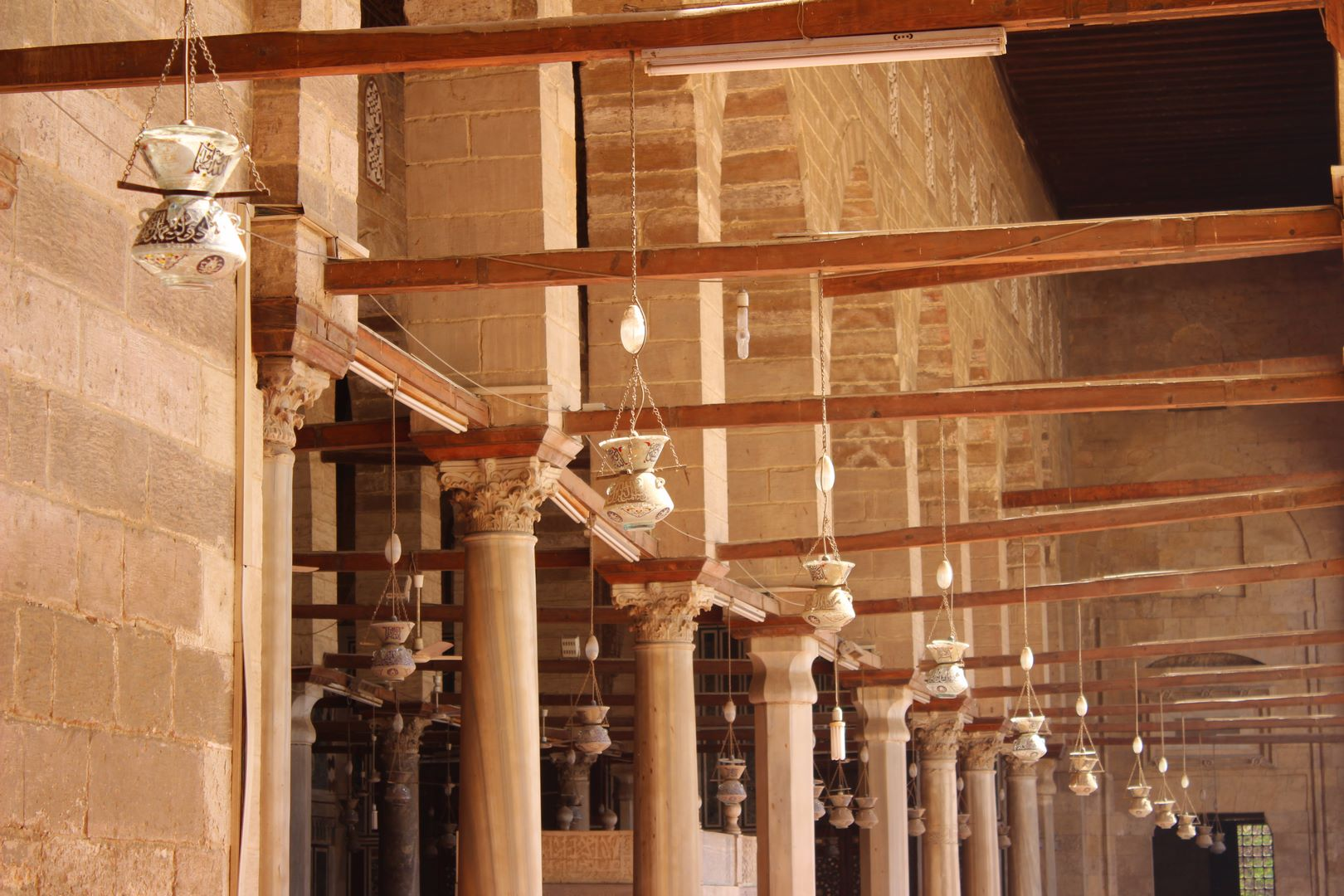
أروقة المسجد
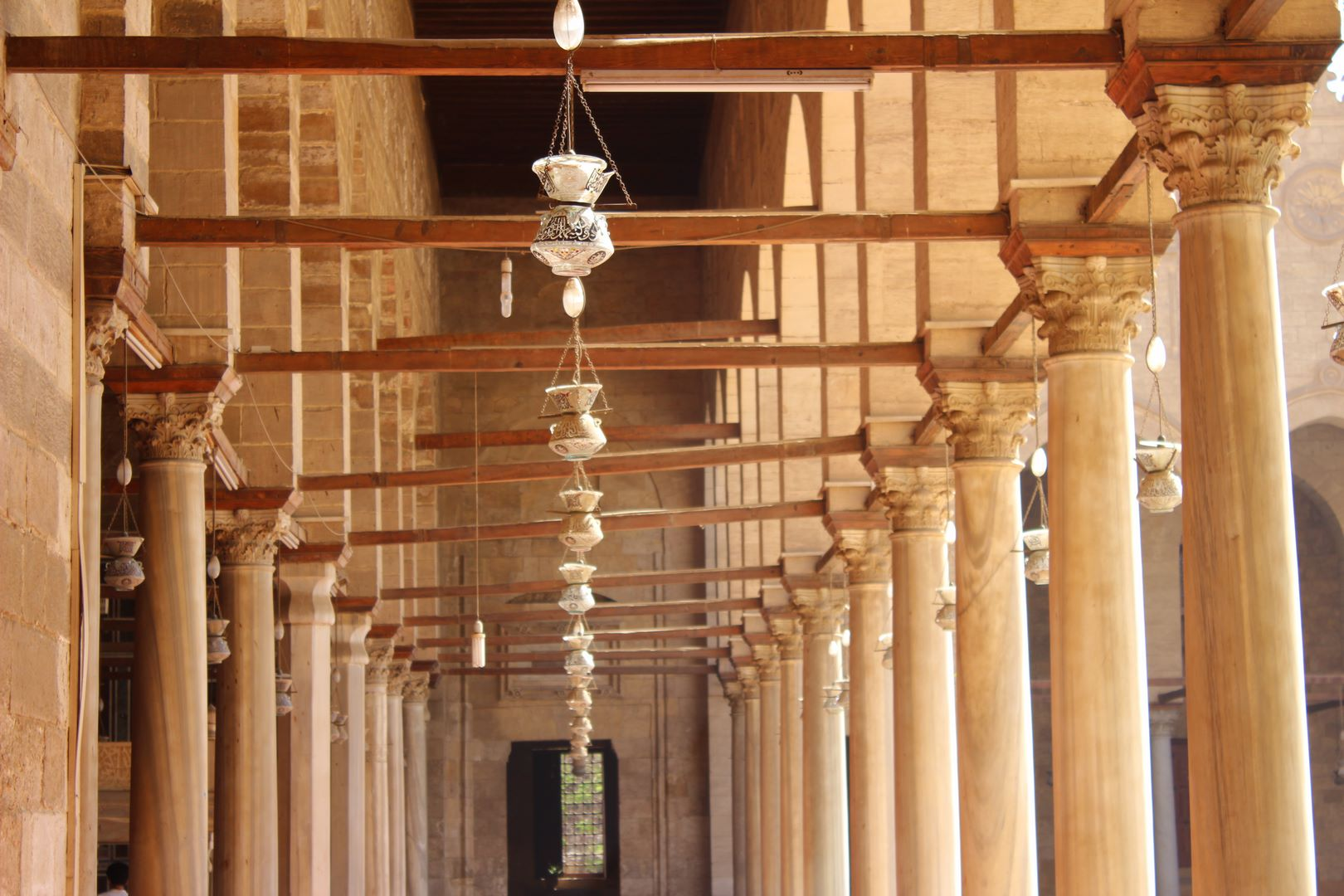
أروقة المسجد
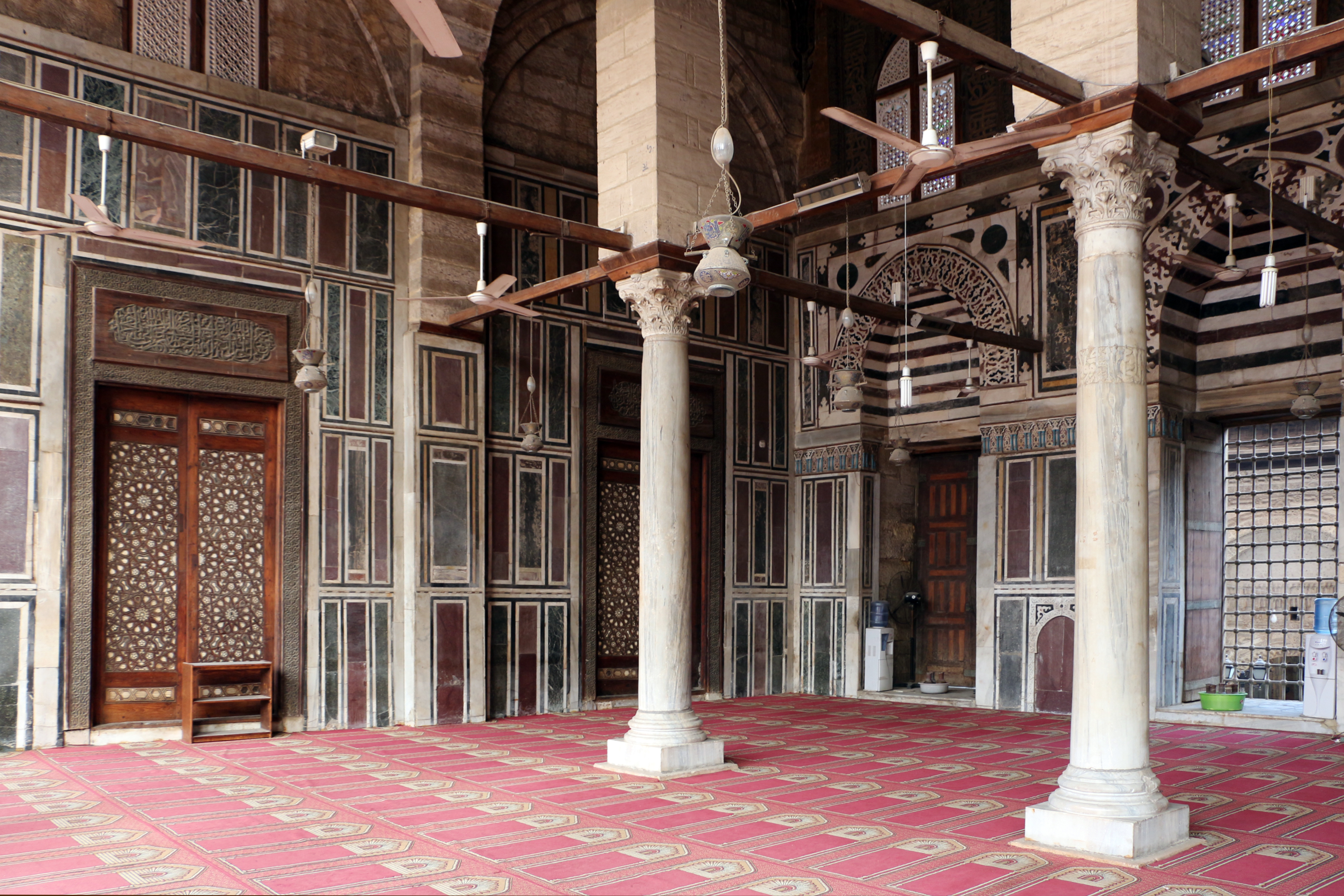
أروقة المسجد
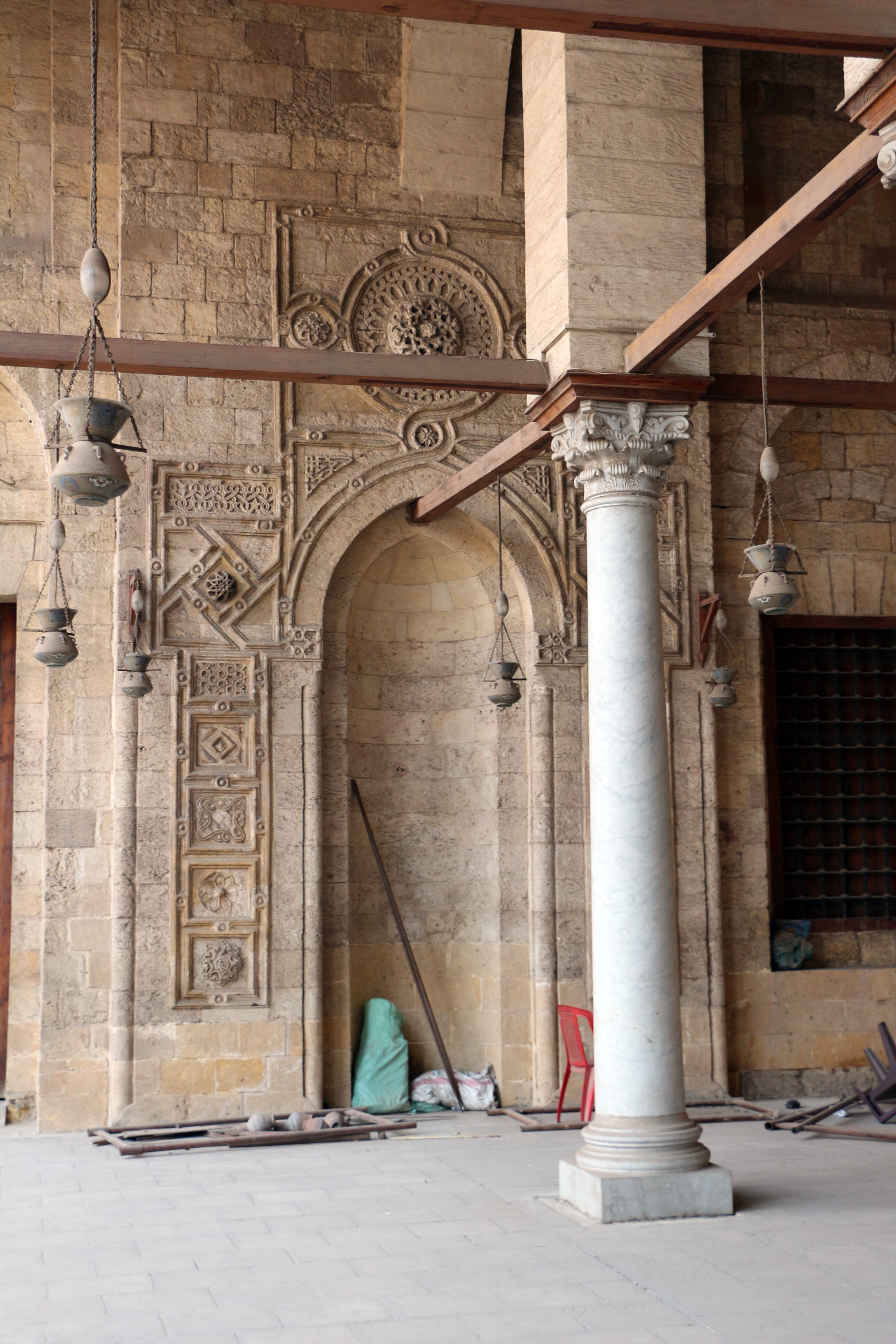
أروقة المسجد
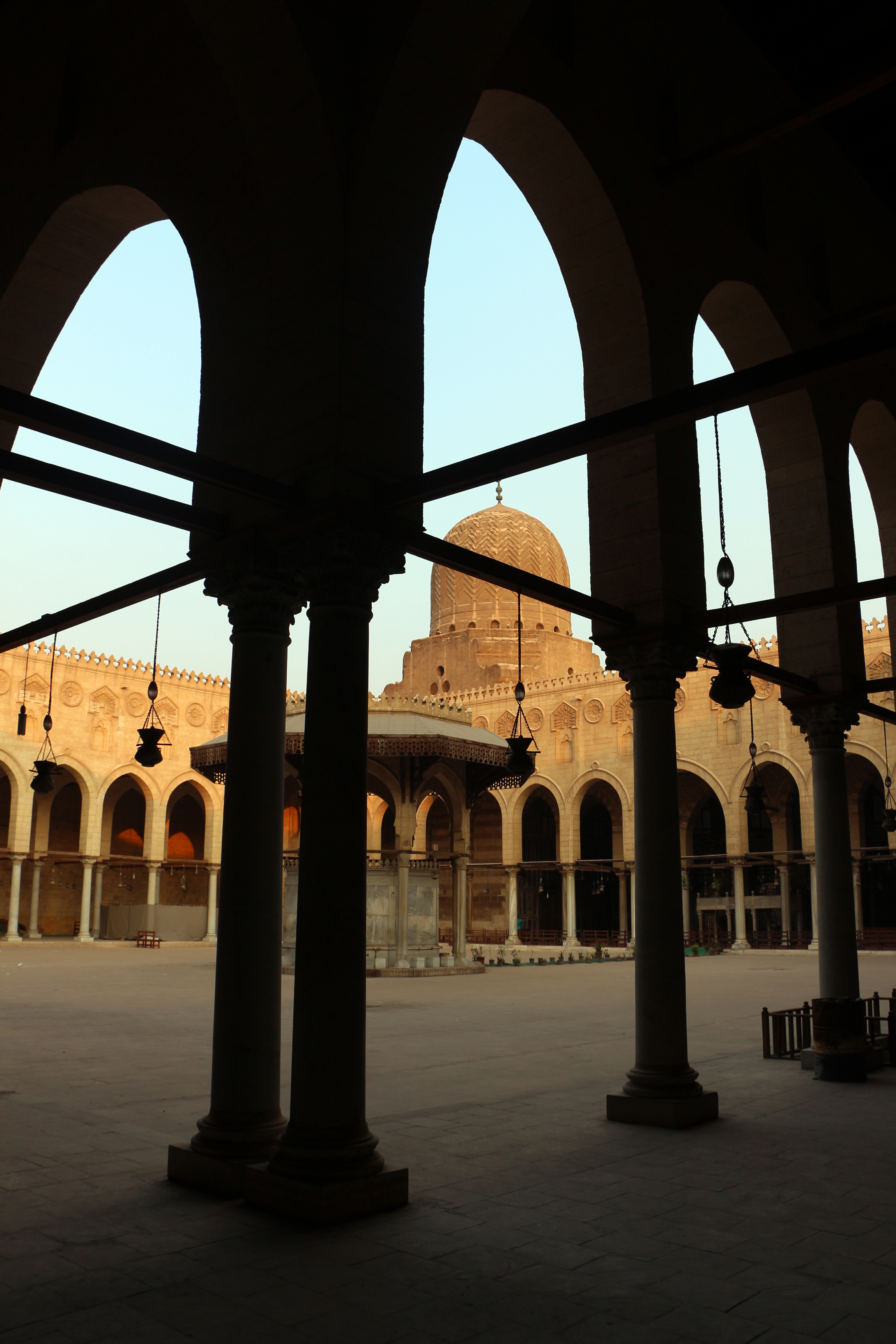
أروقة المسجد
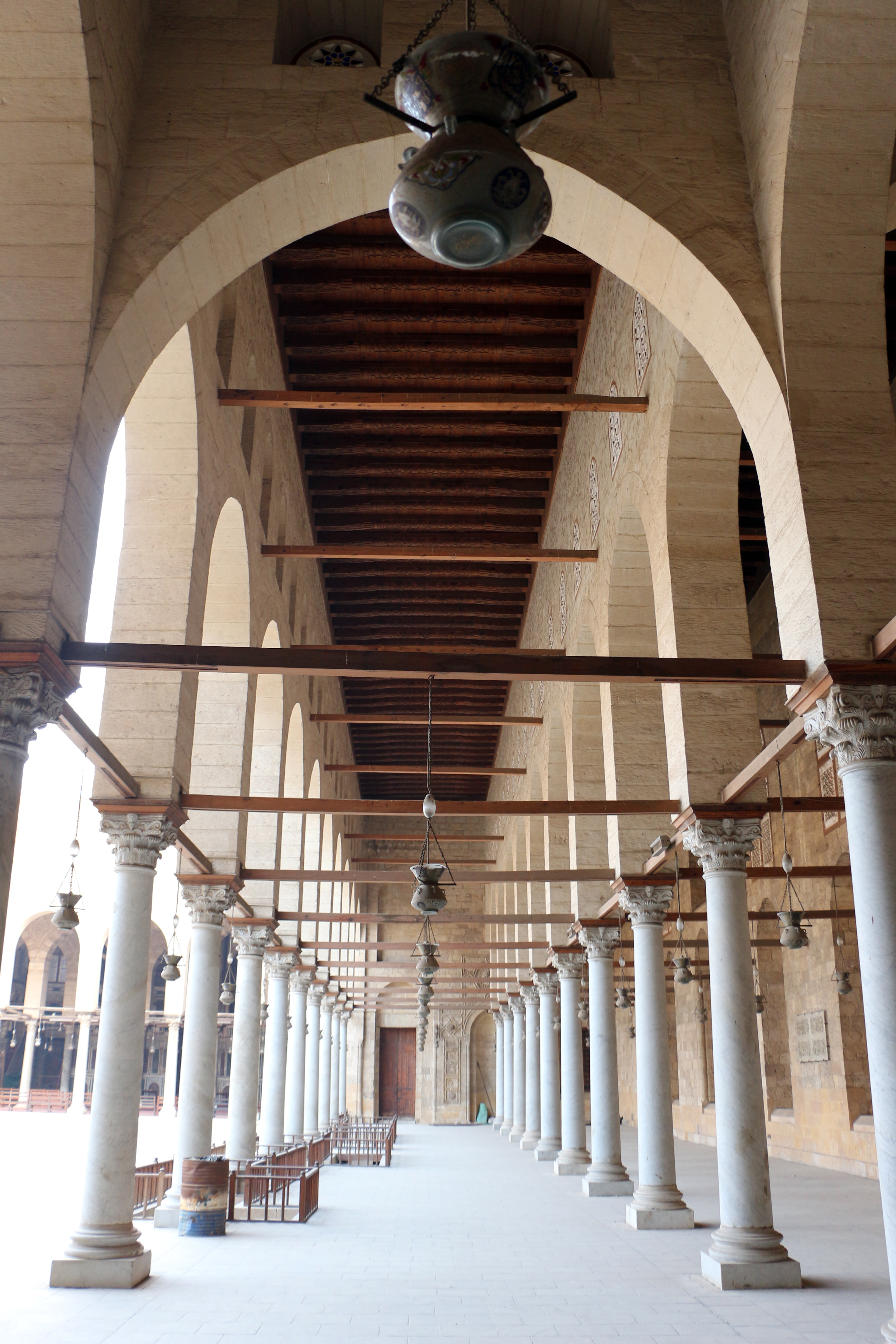
أروقة المسجد
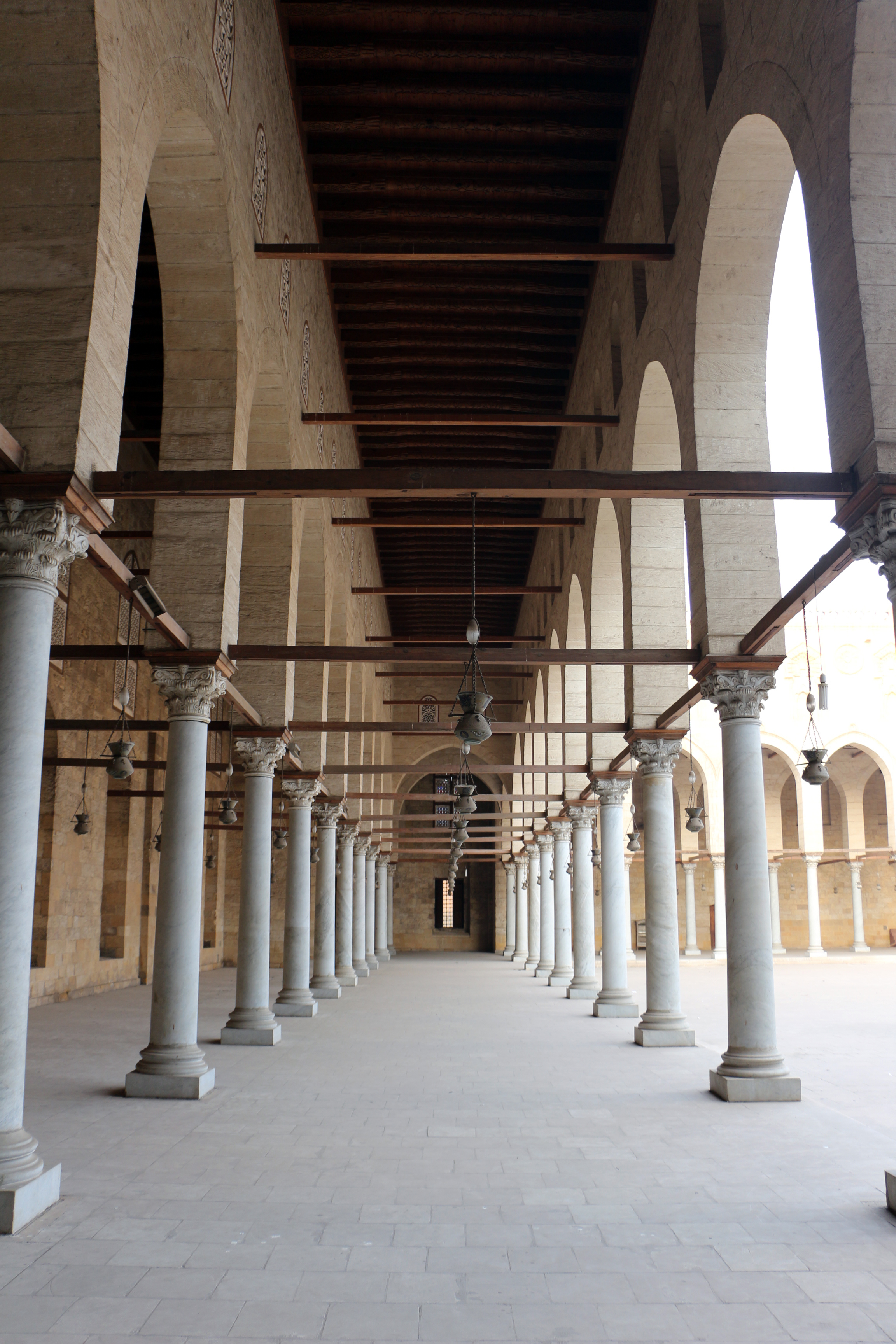
أروقة المسجد
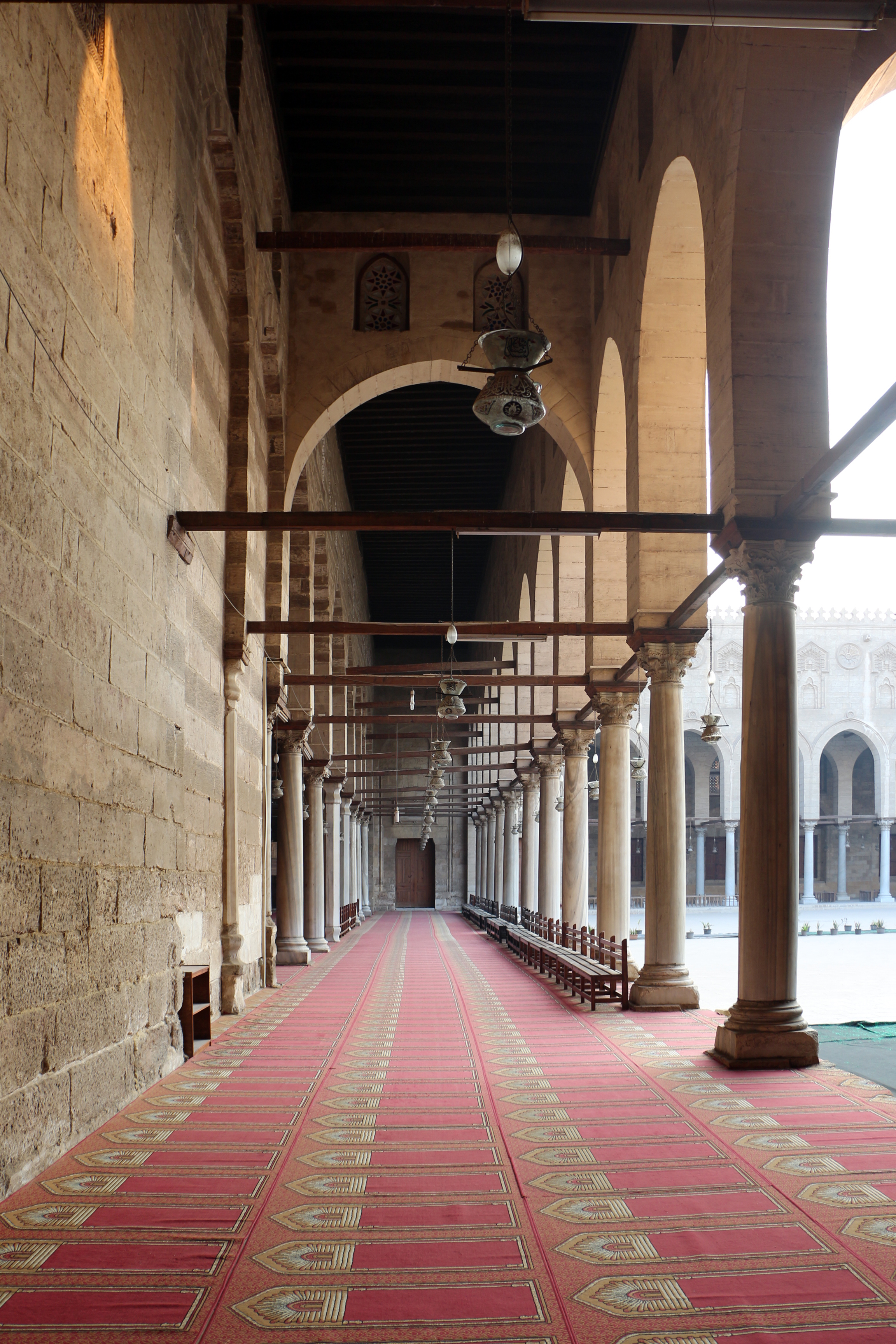
أروقة المسجد
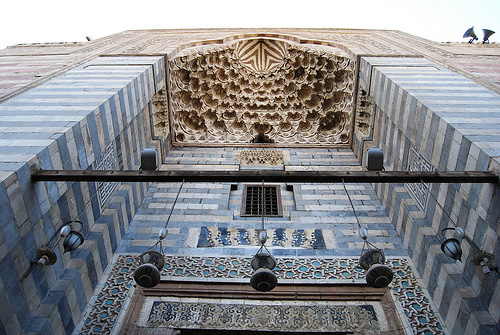
سقف مدخل المسجد
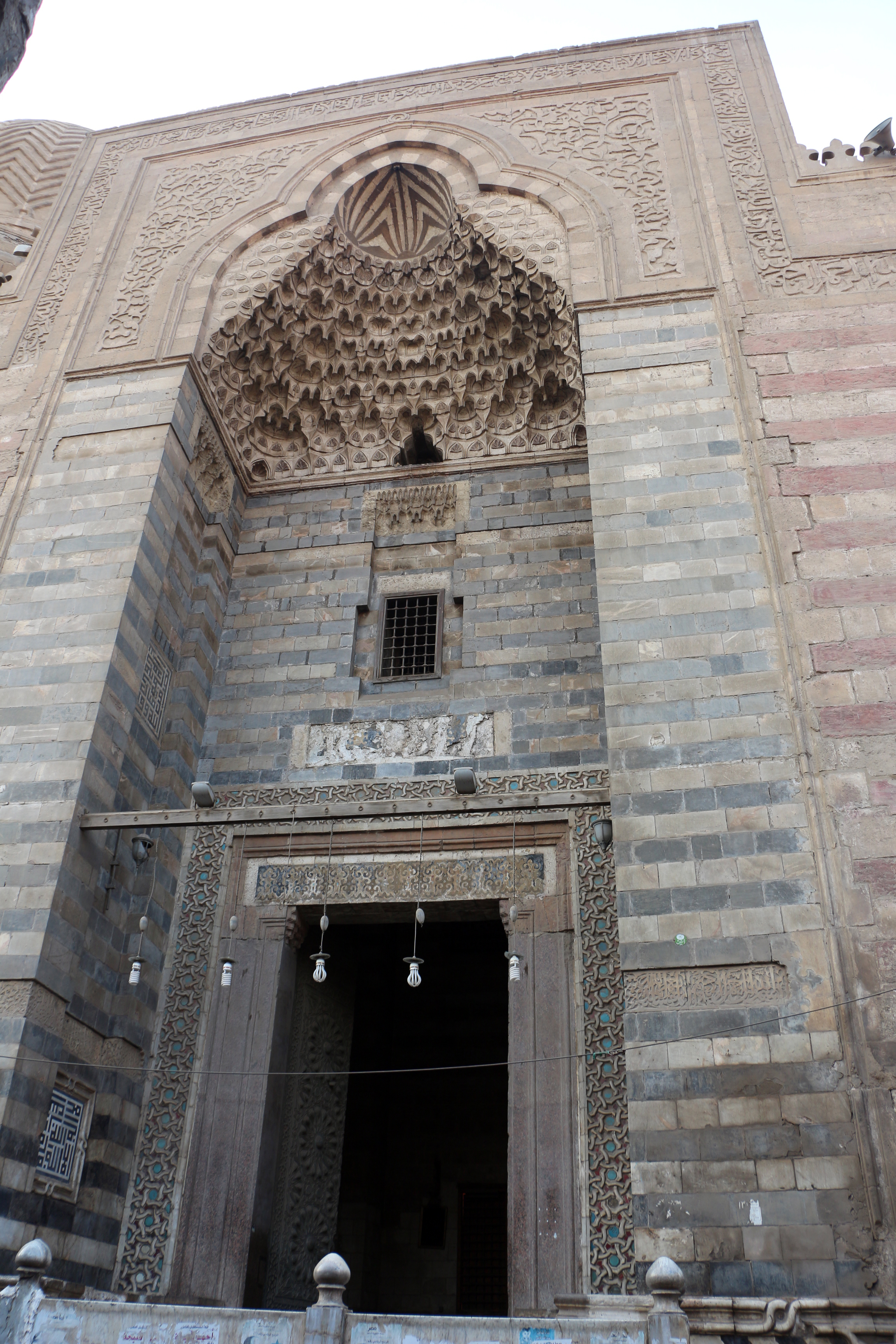
مدخل المسجد
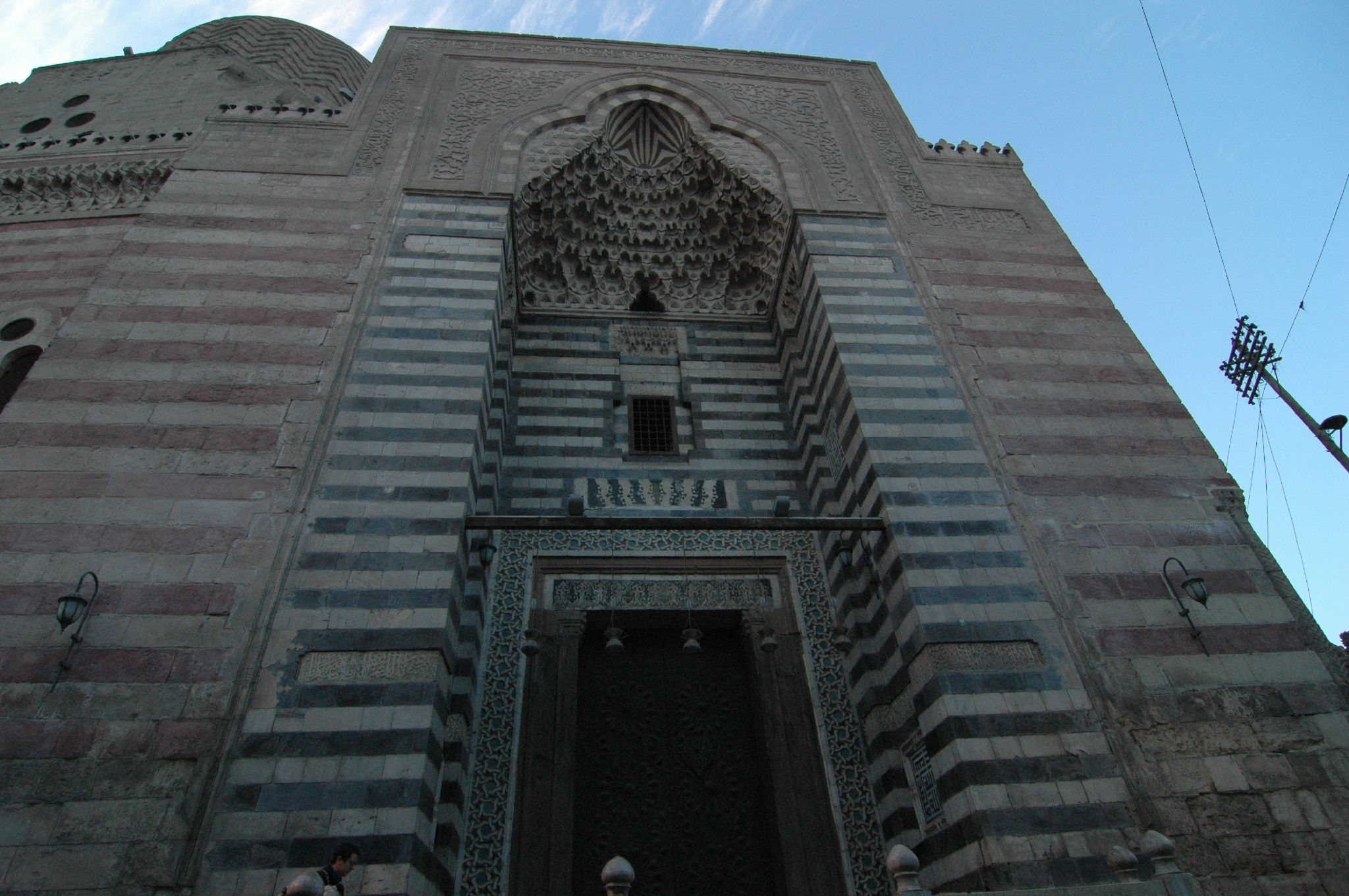
مدخل المسجد
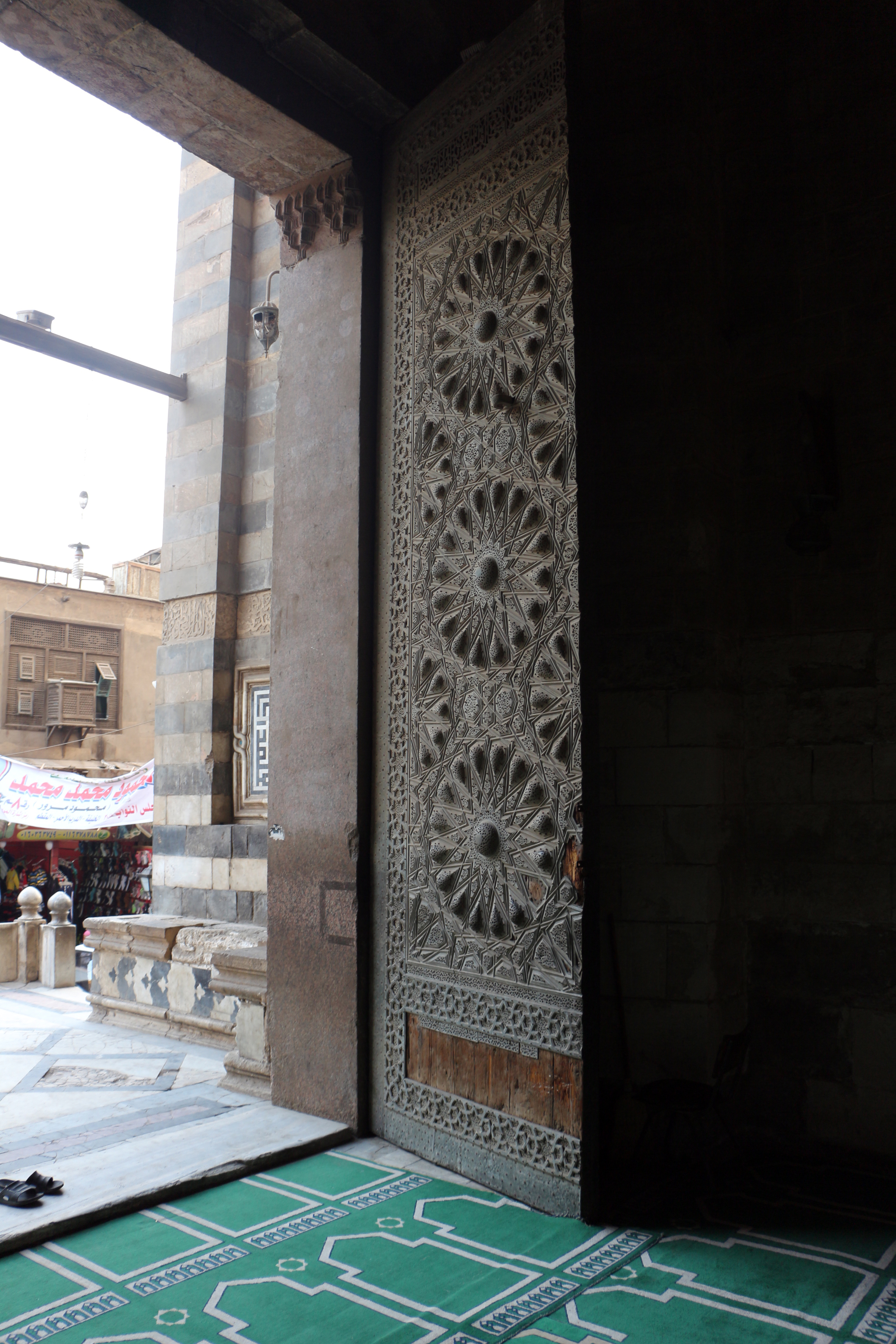
باب المسجد المنقول من مدرسة السلطان حسن
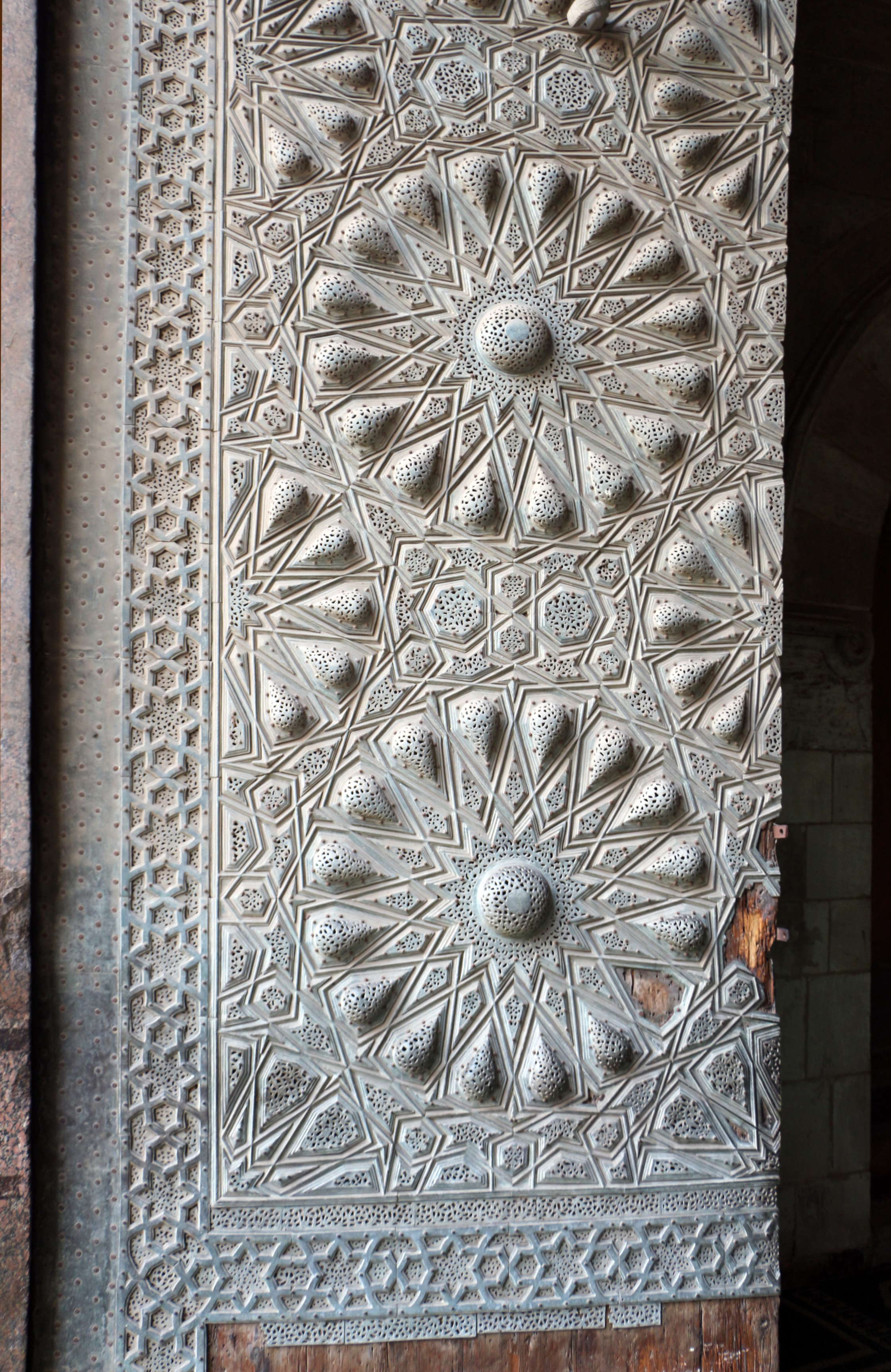
باب المسجد المنقول من مدرسة السلطان حسن
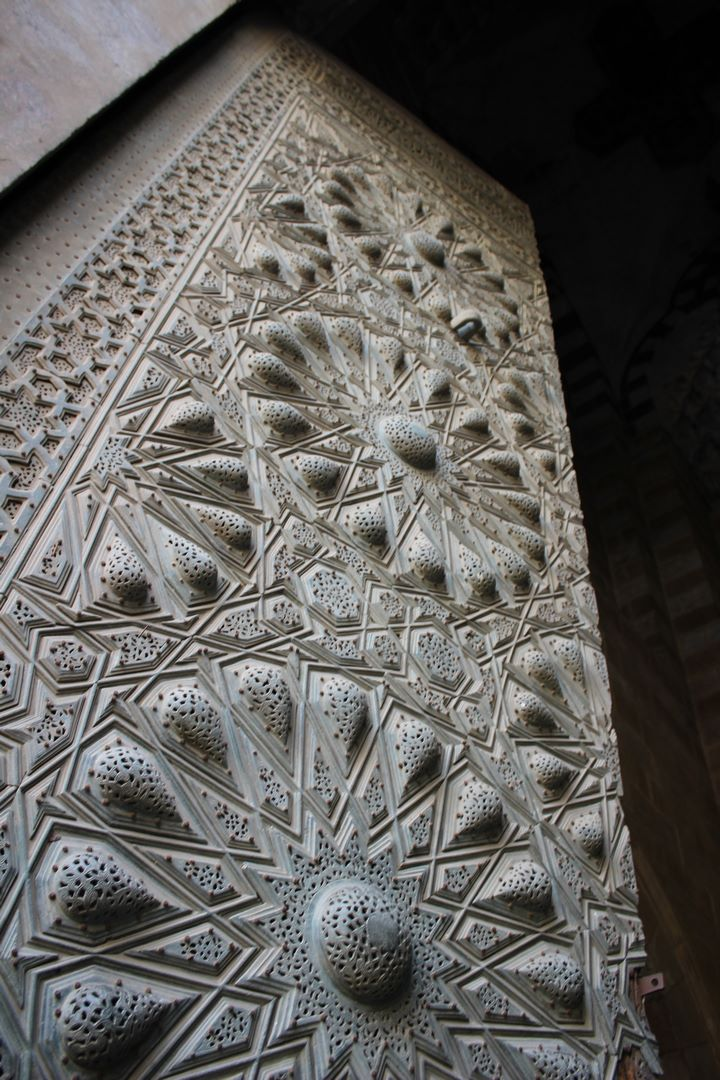
باب المسجد المنقول من مدرسة السلطان حسن
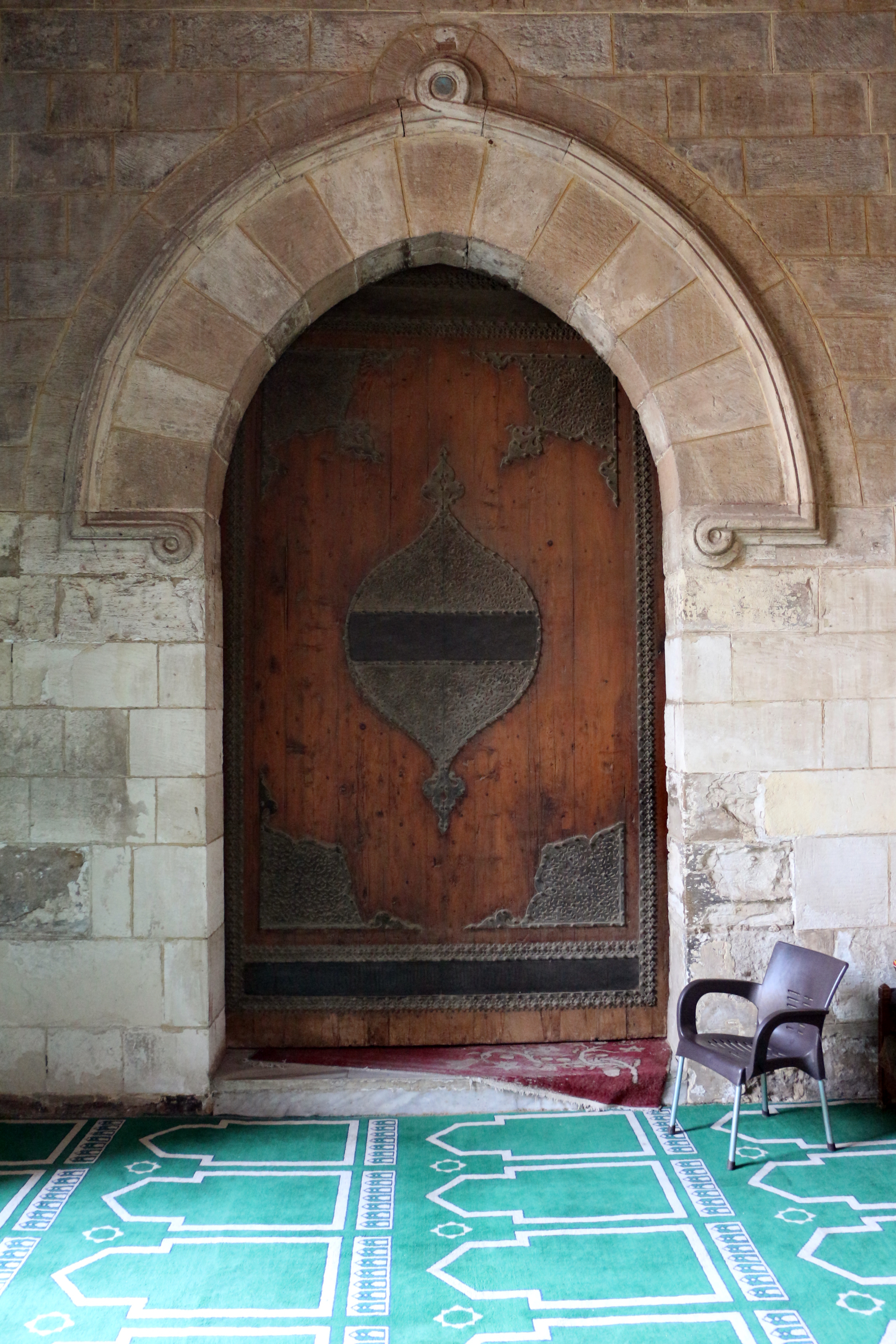
باب داخل المسجد
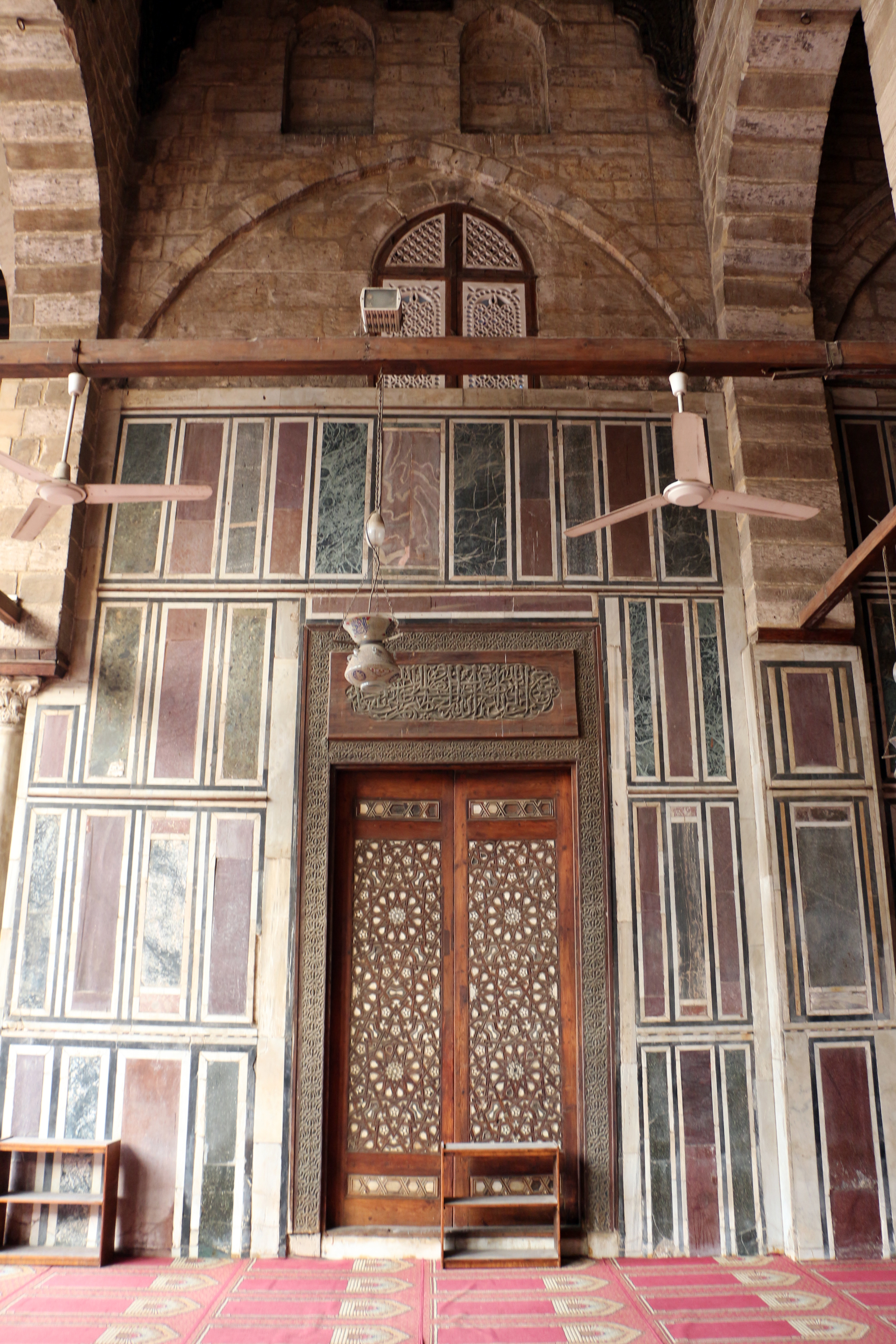
باب داخل المسجد
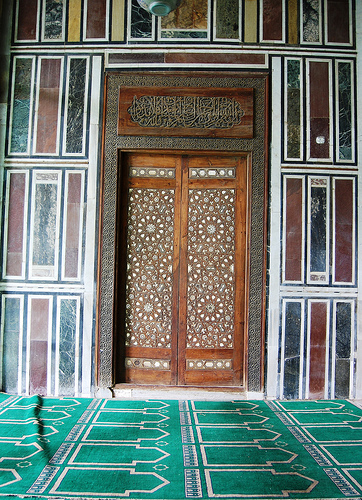
باب داخل المسجد
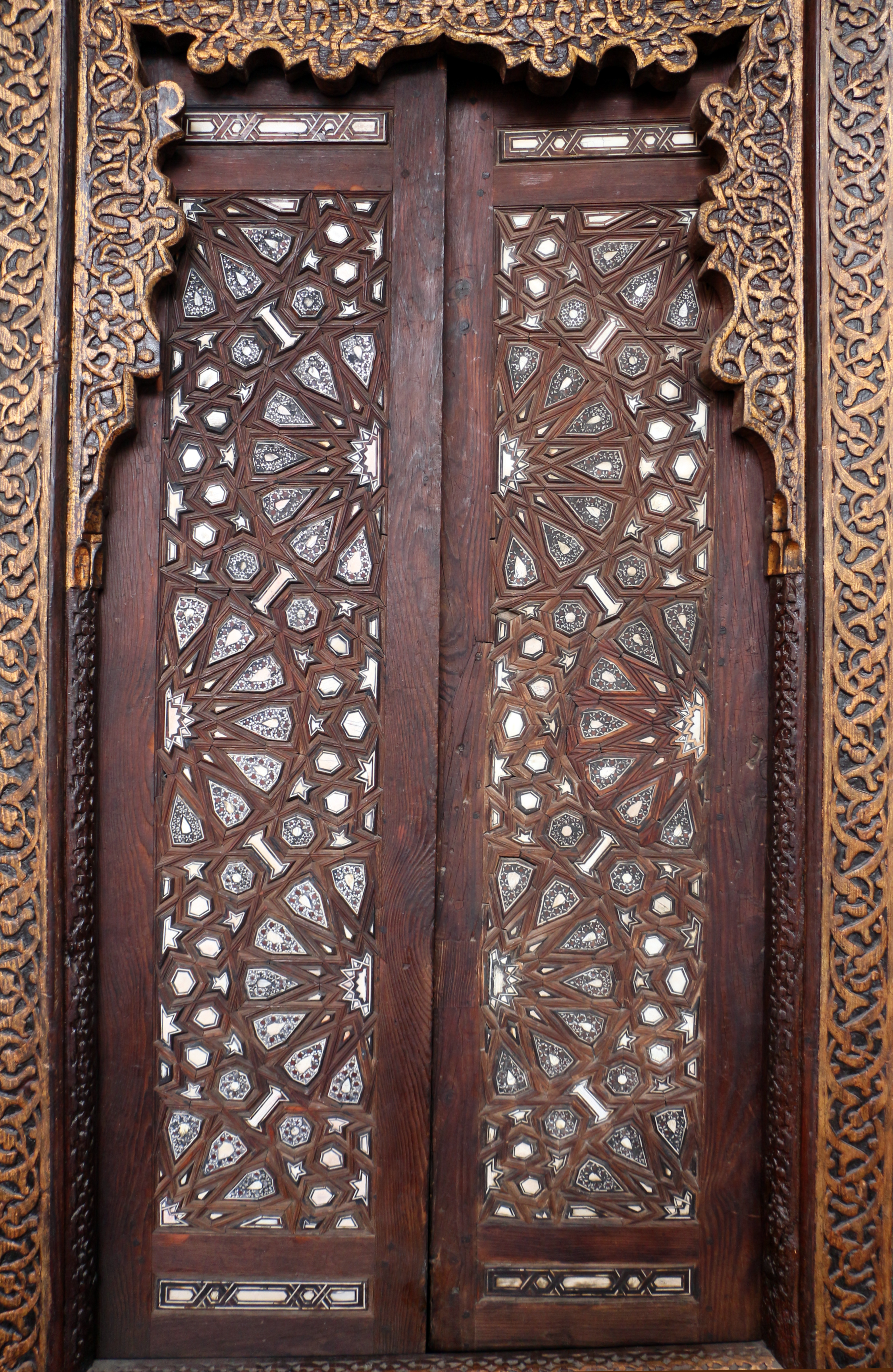
باب داخل المسجد
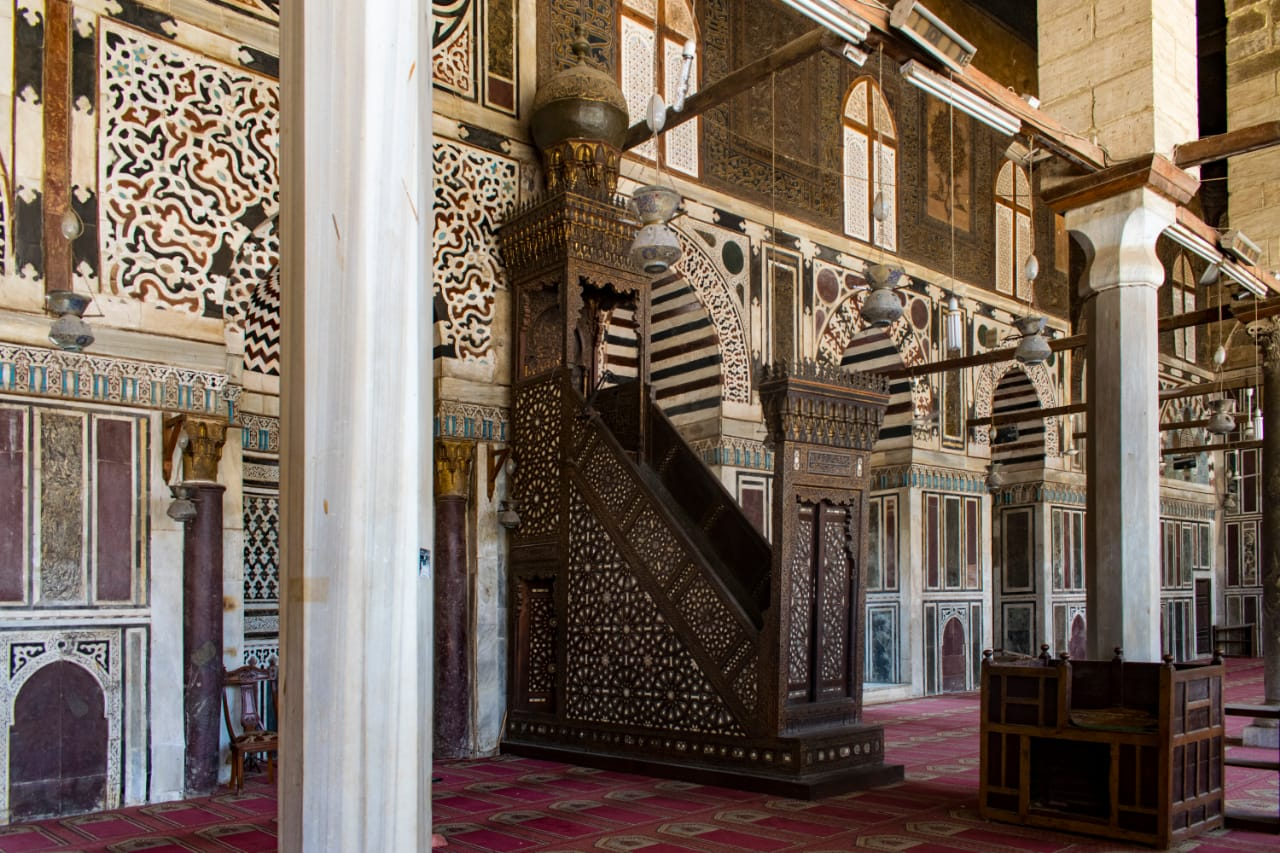
المنبر
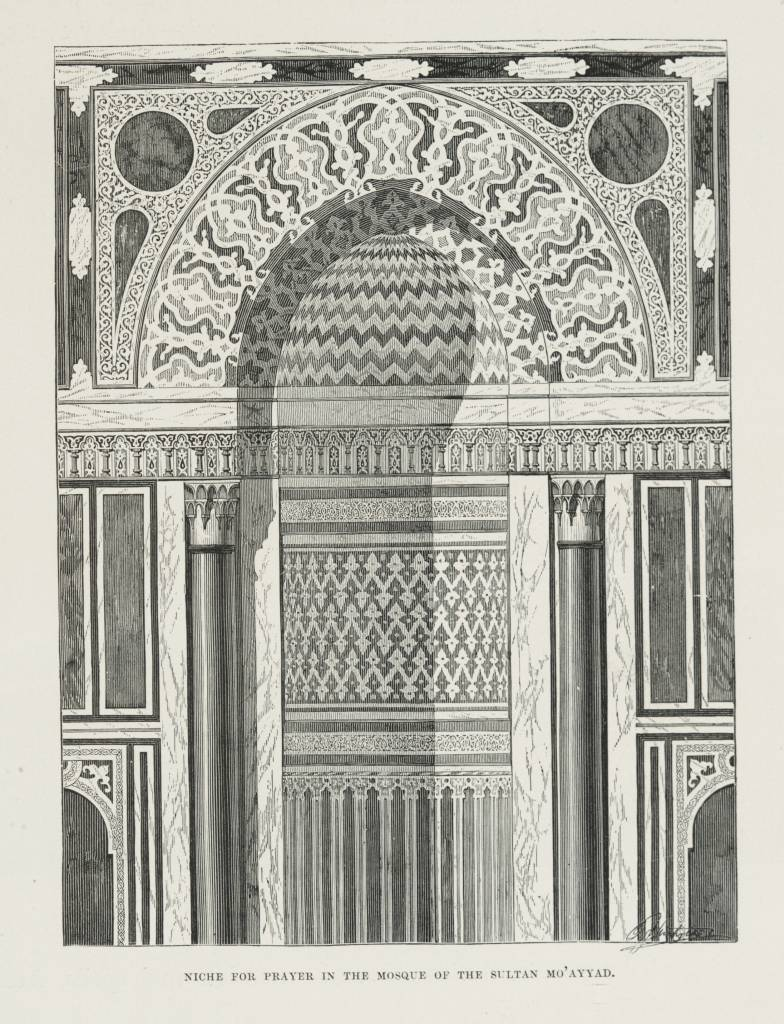
محراب المسجد
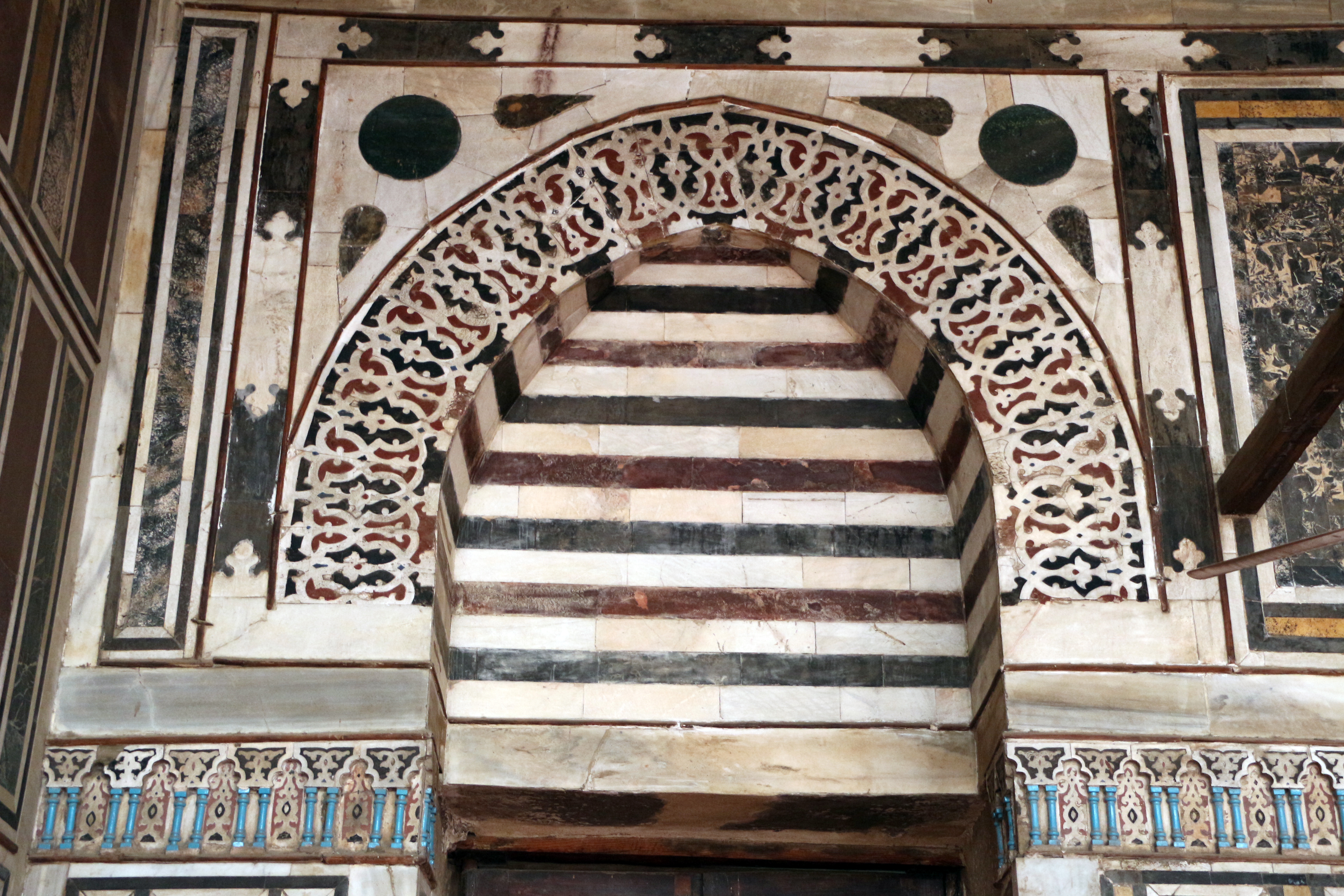
زخارف إيوان القبلة
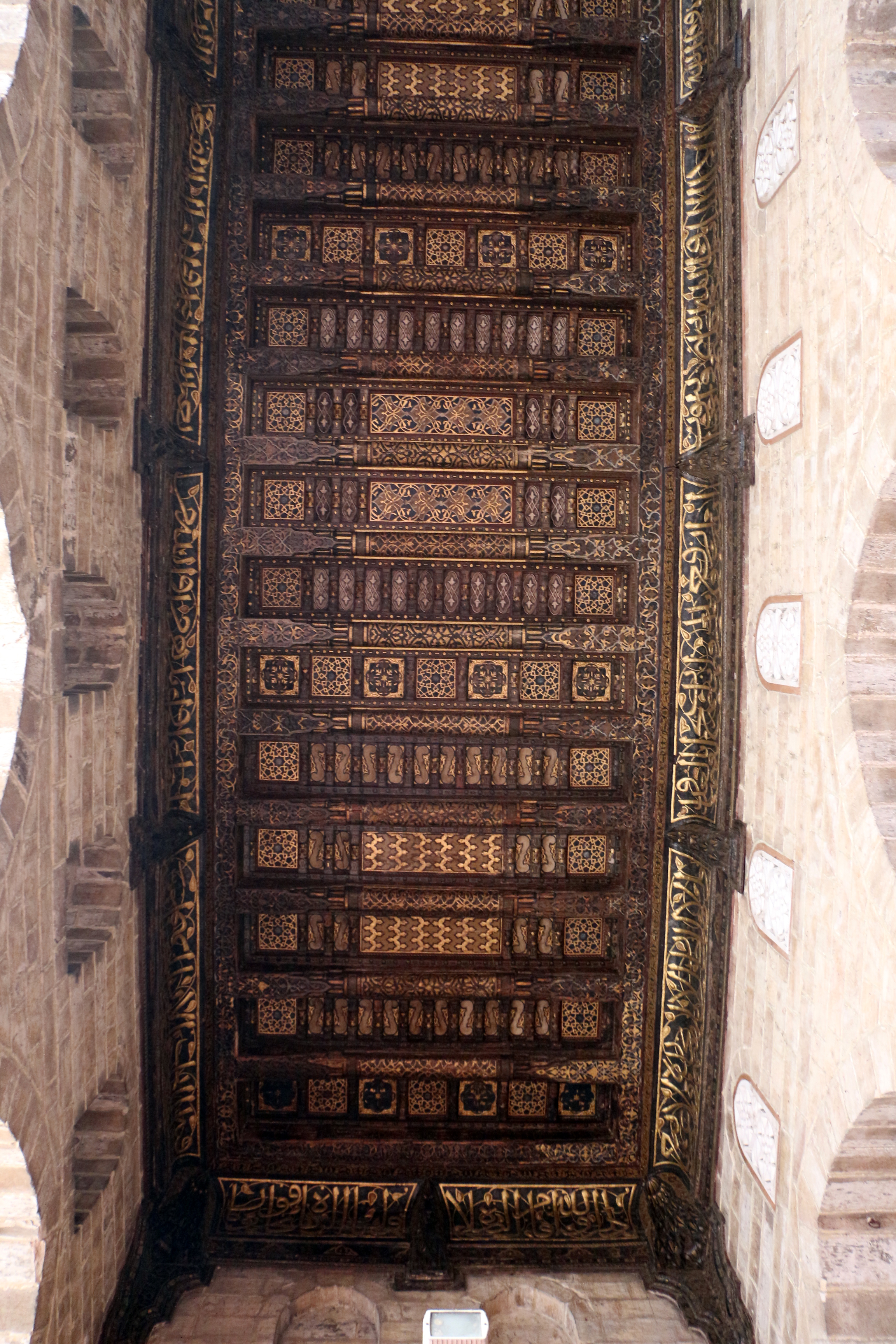
زخارف خشبية على سطح المسجد
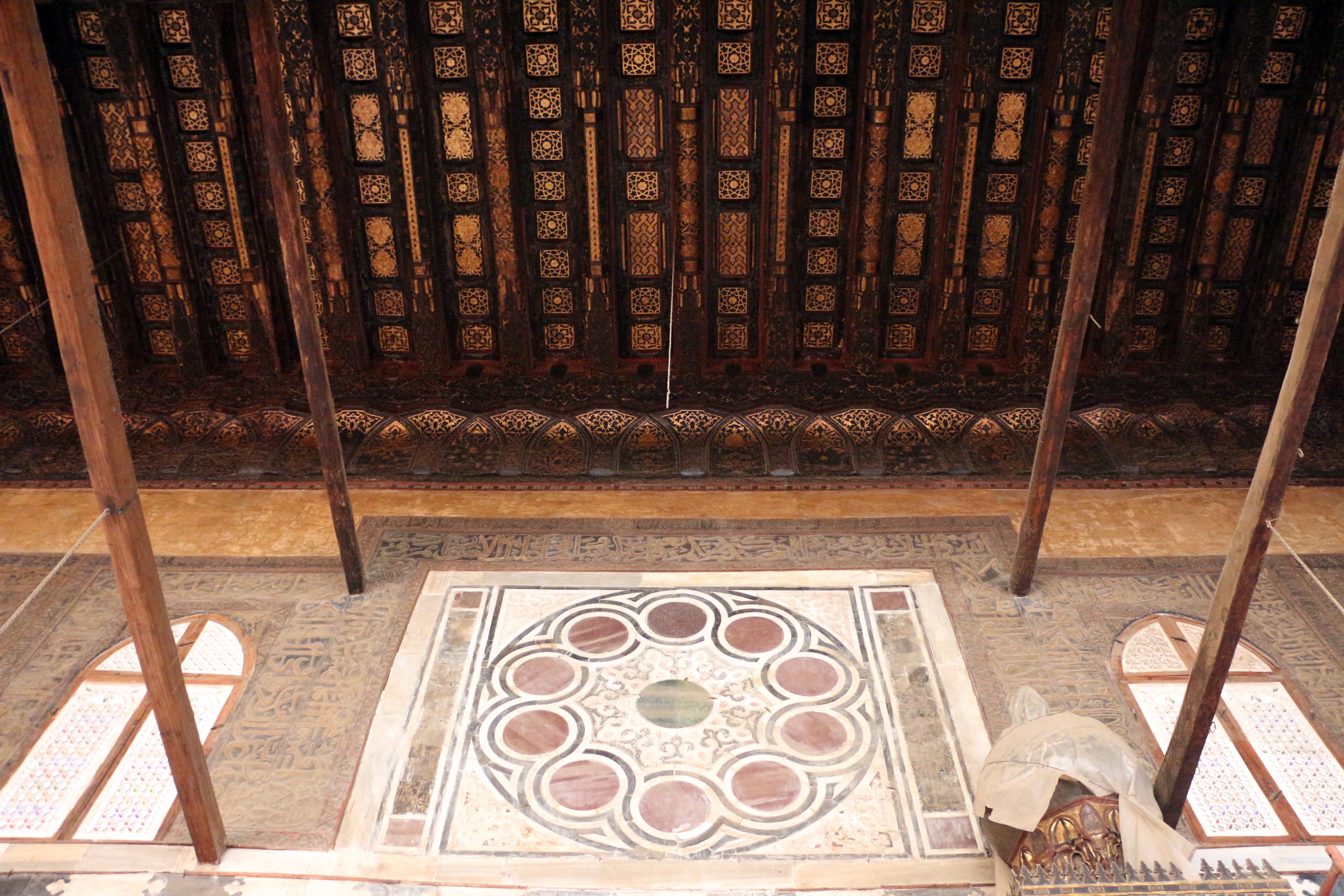
زخارف خشبية على سطح المسجد
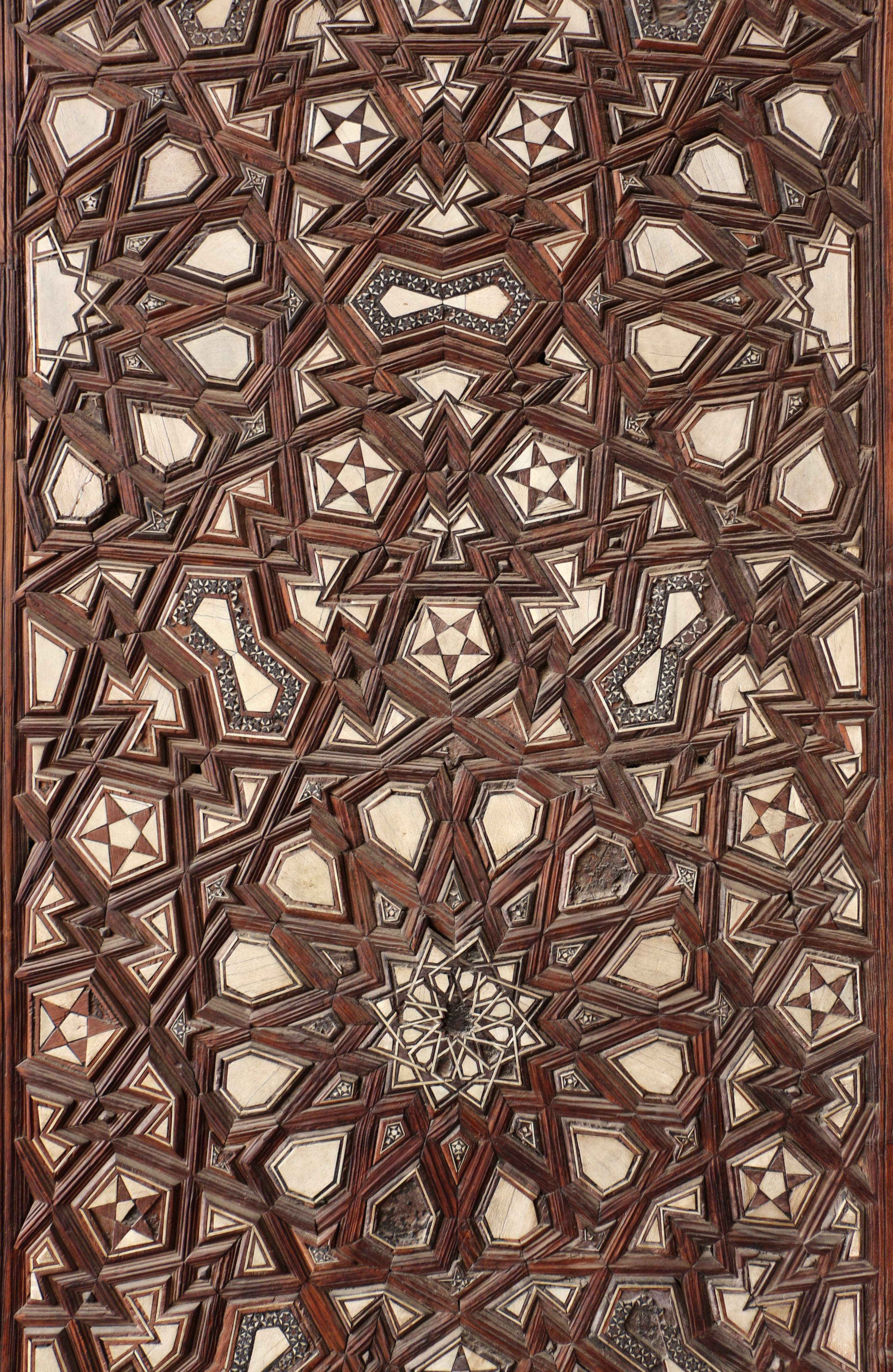
حشوات خشبية فنية
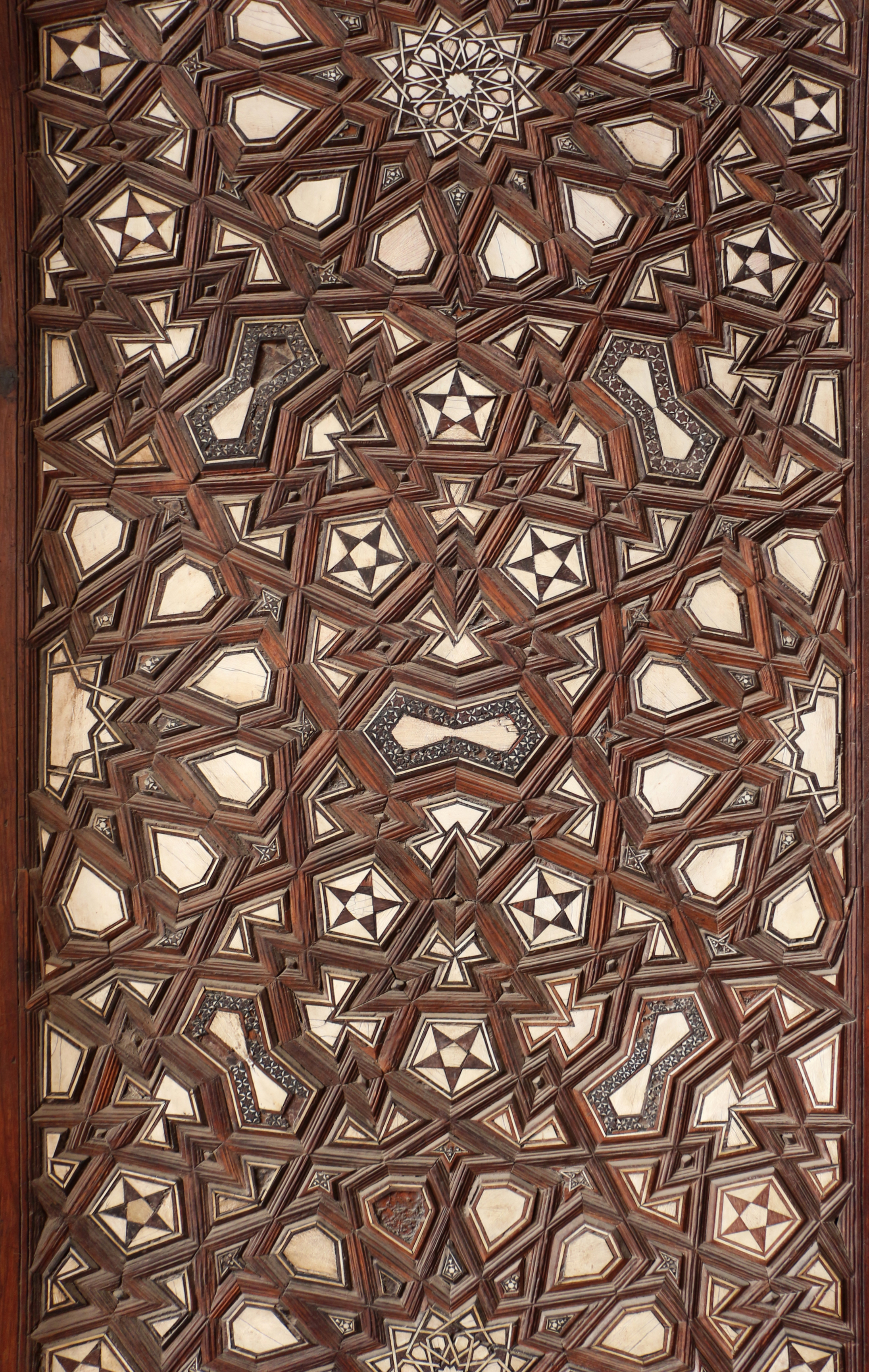
حشوات خشبية فنية
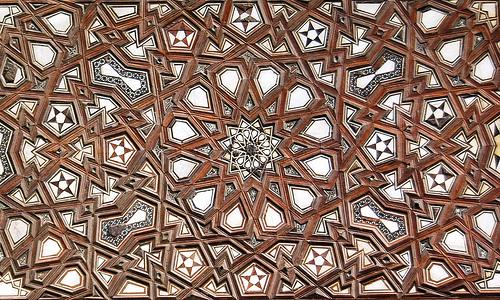
حشوات خشبية فنية
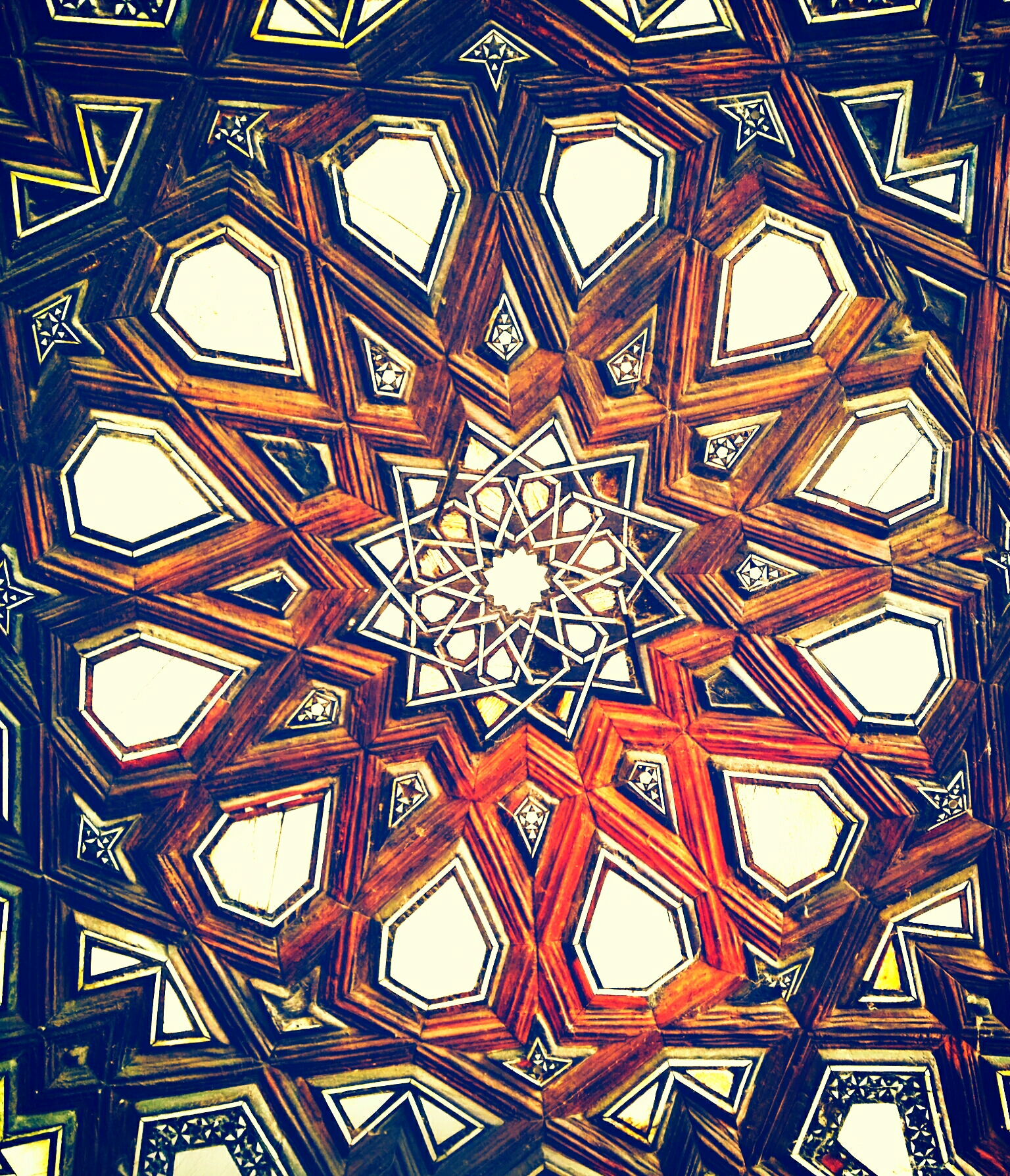
حشوات خشبية فنية
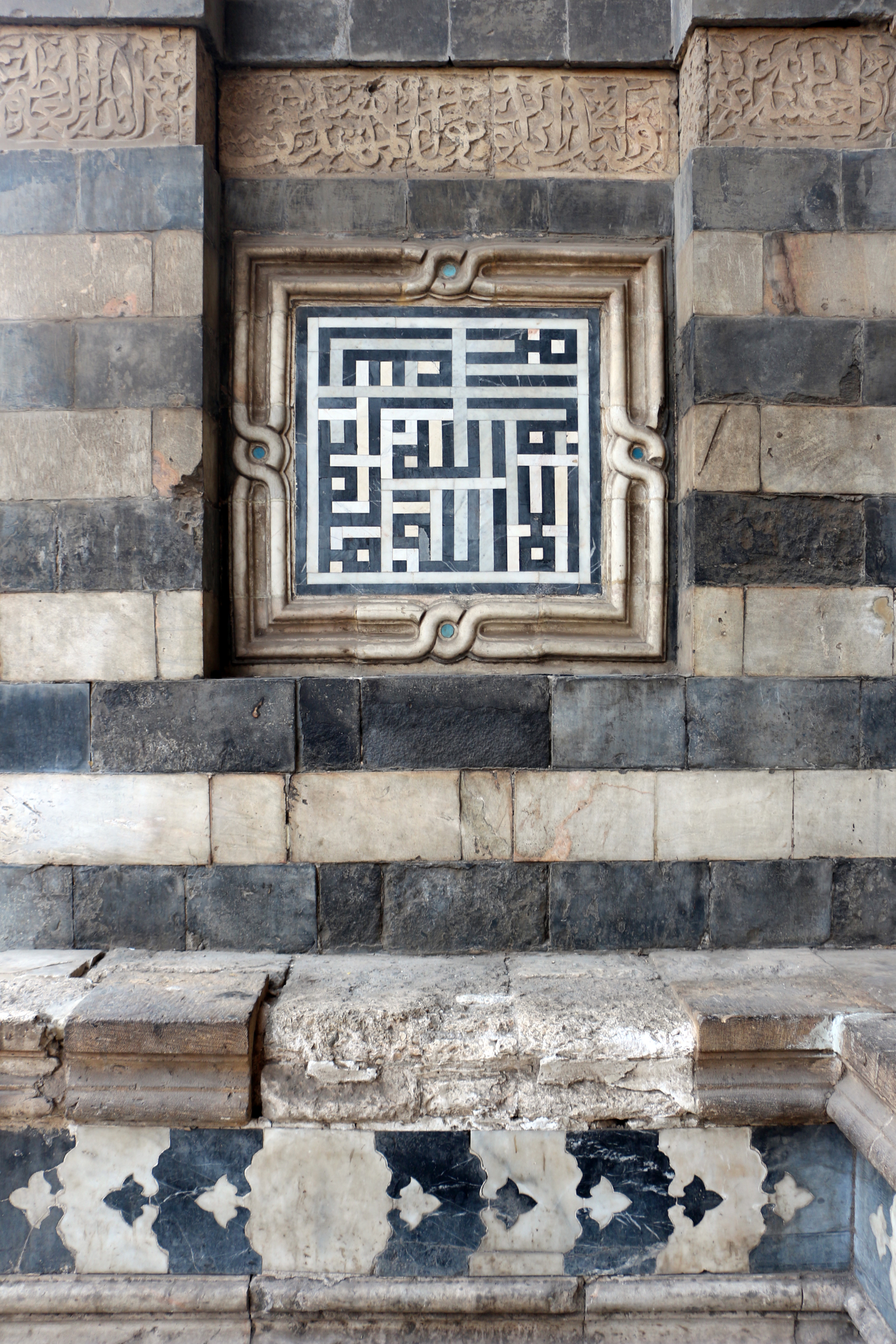
كتابات فنية
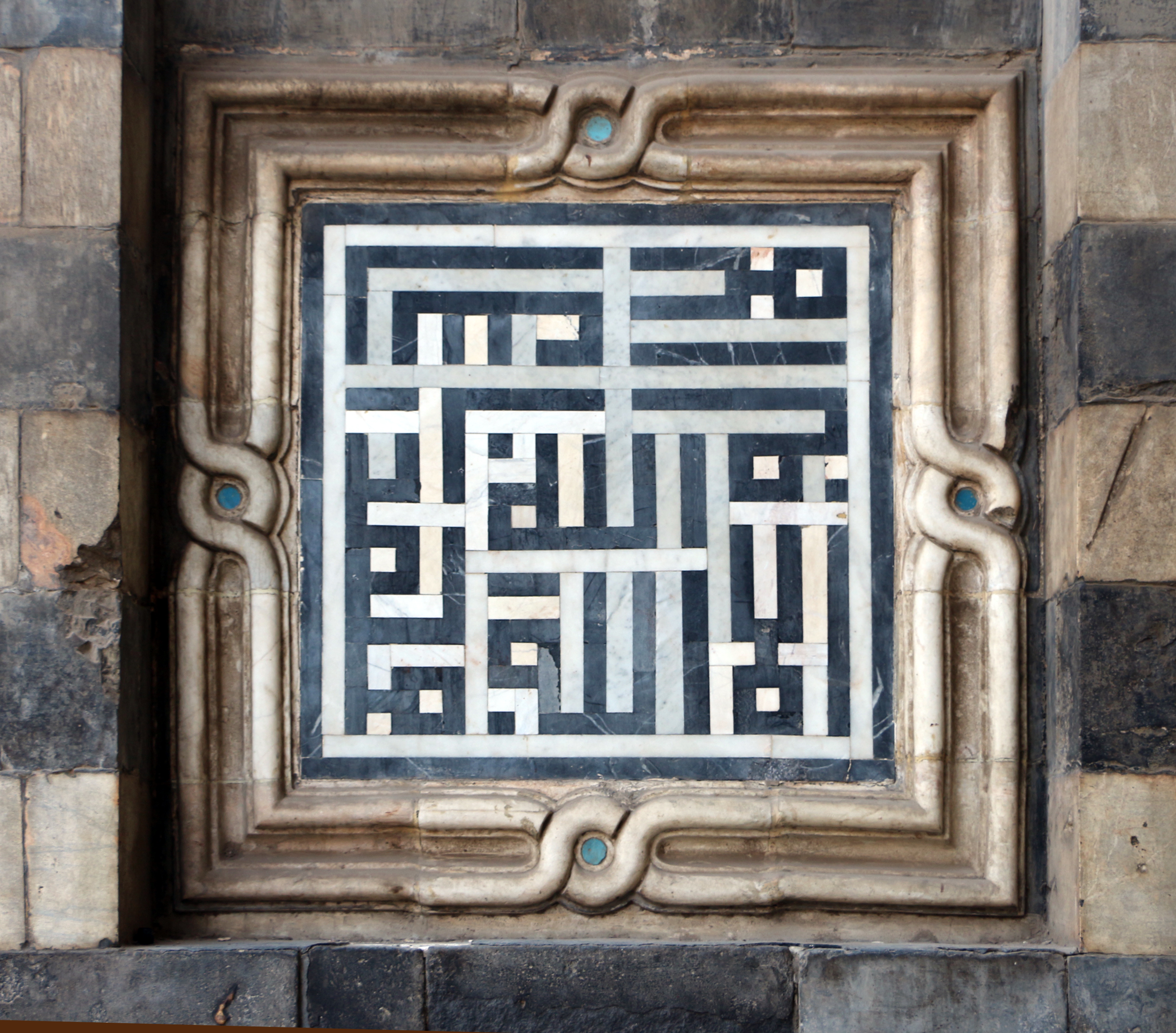
كتابات فنية
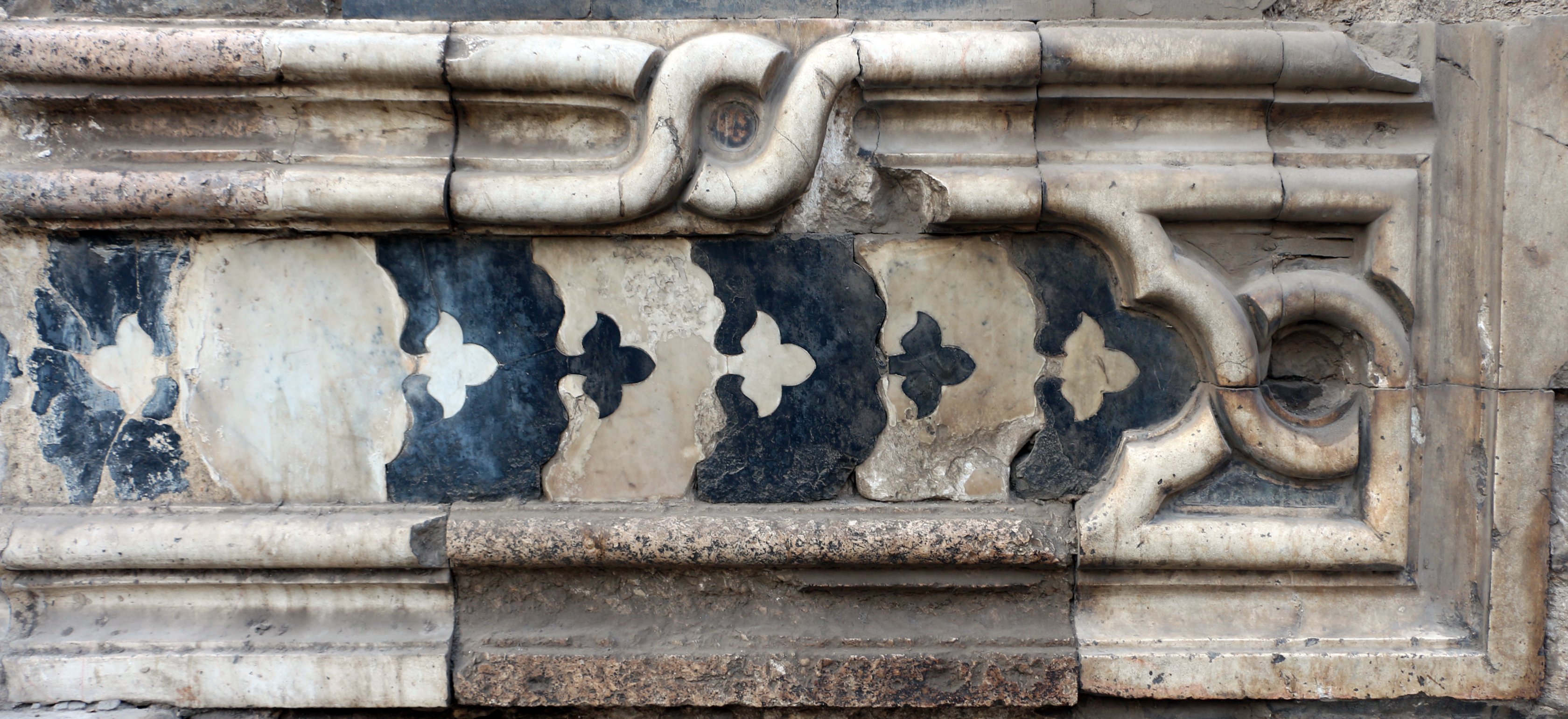
نوع من الفنون الإسلامية
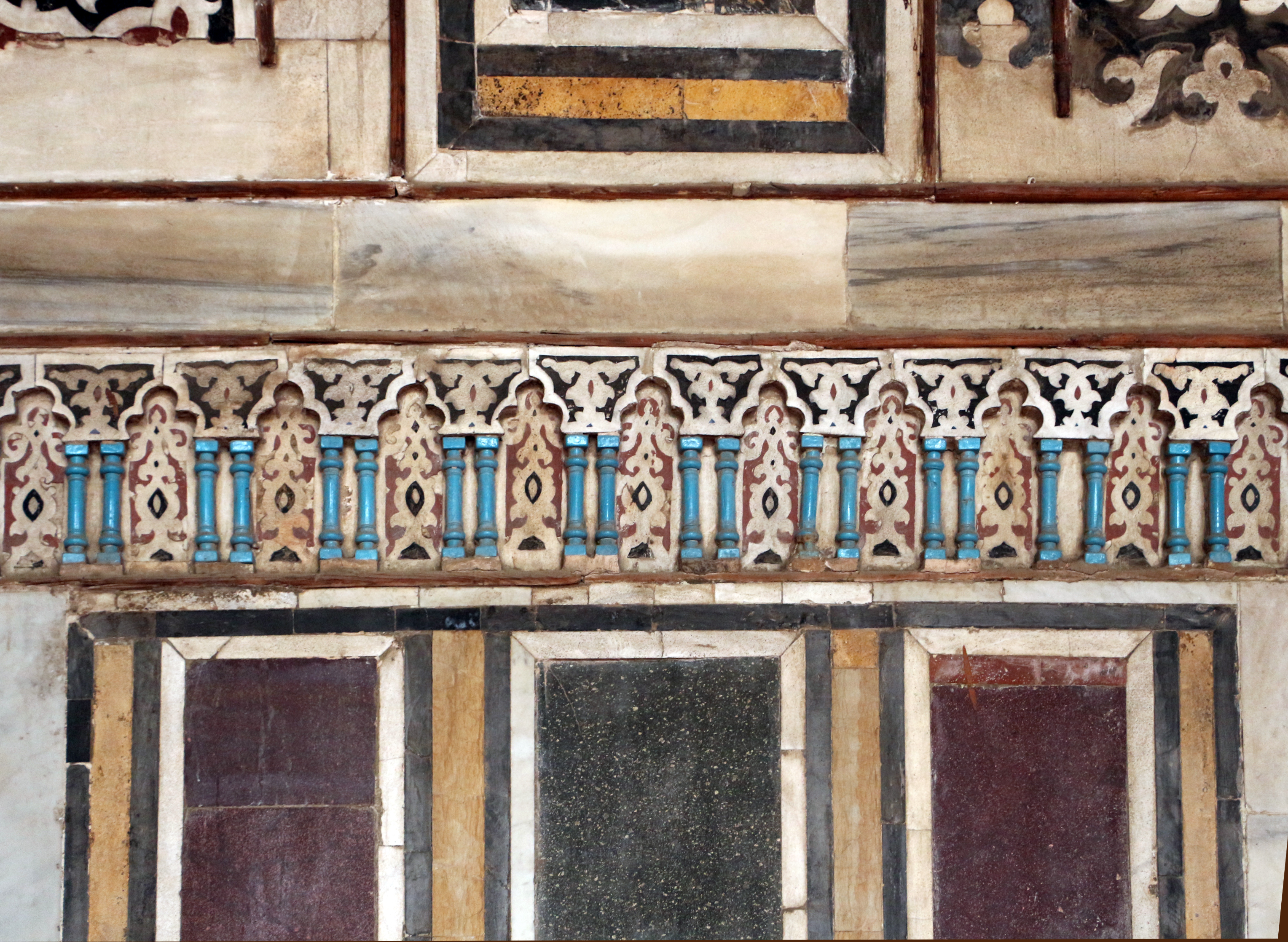
تناسق الألوان